# Basilica santuario di Maria Santissima del Mazzaro
La Basilica - Santuario di Maria Santissima del Màzzaro o di Santa Maria Maggiore è uno dei principali luoghi di culto cattolico della città di Mazzarino e della diocesi di Piazza Armerina. Vi si venera la Madonna delle Grazie, Patrona della città, sotto il titolo del "Màzzaro". 
La Basilica sorge nel centro storico della città, all'estremità nord-orientale del corso Vittorio Emanuele.
L'edificio è un tipico esempio di architettura tardo-barocca, che ebbe ampia diffusione nel periodo della ricostruzione successiva al rovinoso terremoto del 1693 che interesso tutto il territorio della diocesi di Siracusa e del Val di Noto, cui Mazzarino amministrativamente faceva parte.
Fu progettata nel 1739 dall'architetto siracusano Carmelo Natale Bonajuto detto "Santuccio", su interessamento del frate cappuccino servo di Dio  Padre Ludovico Napoli da Mazzarino (27 giugno 1708 - 23 aprile 1764).
Le spese per la costruzione e il completamento del tempio vennero sostenute in larga parte dalle donazioni della popolazione di Mazzarino, unitamente ai proventi delle rendite fondiarie appartenenti alla chiesa. Tra i principali finanziatori della costruzione si annovera il Principe di Butera e Conte di Mazzarino don Ercole Michele Branciforte Gravina. Mentre la facciata venne finanziata da una cospicua donazione del cav. Luigi Sortino Orsini, Capitano dei Granatieri di Siracusa.
La chiesa ha dignità di Basilica minore e di santuario mariano diocesano.

## Storia

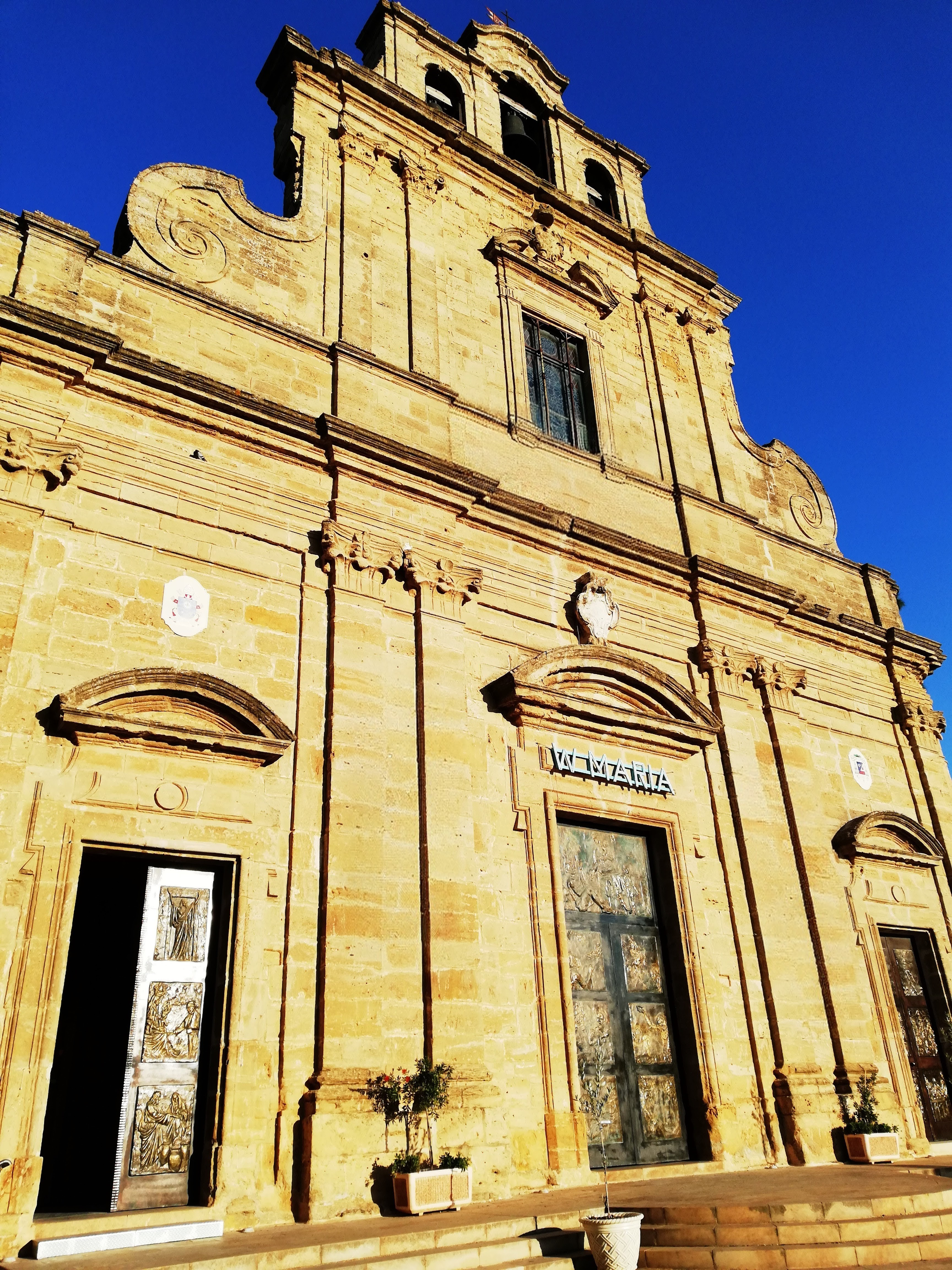
La basilica

### Epoca normanna

#### Anno 1125 - il ritrovamento dell'icona di Maria Santissima del "Màzzaro"

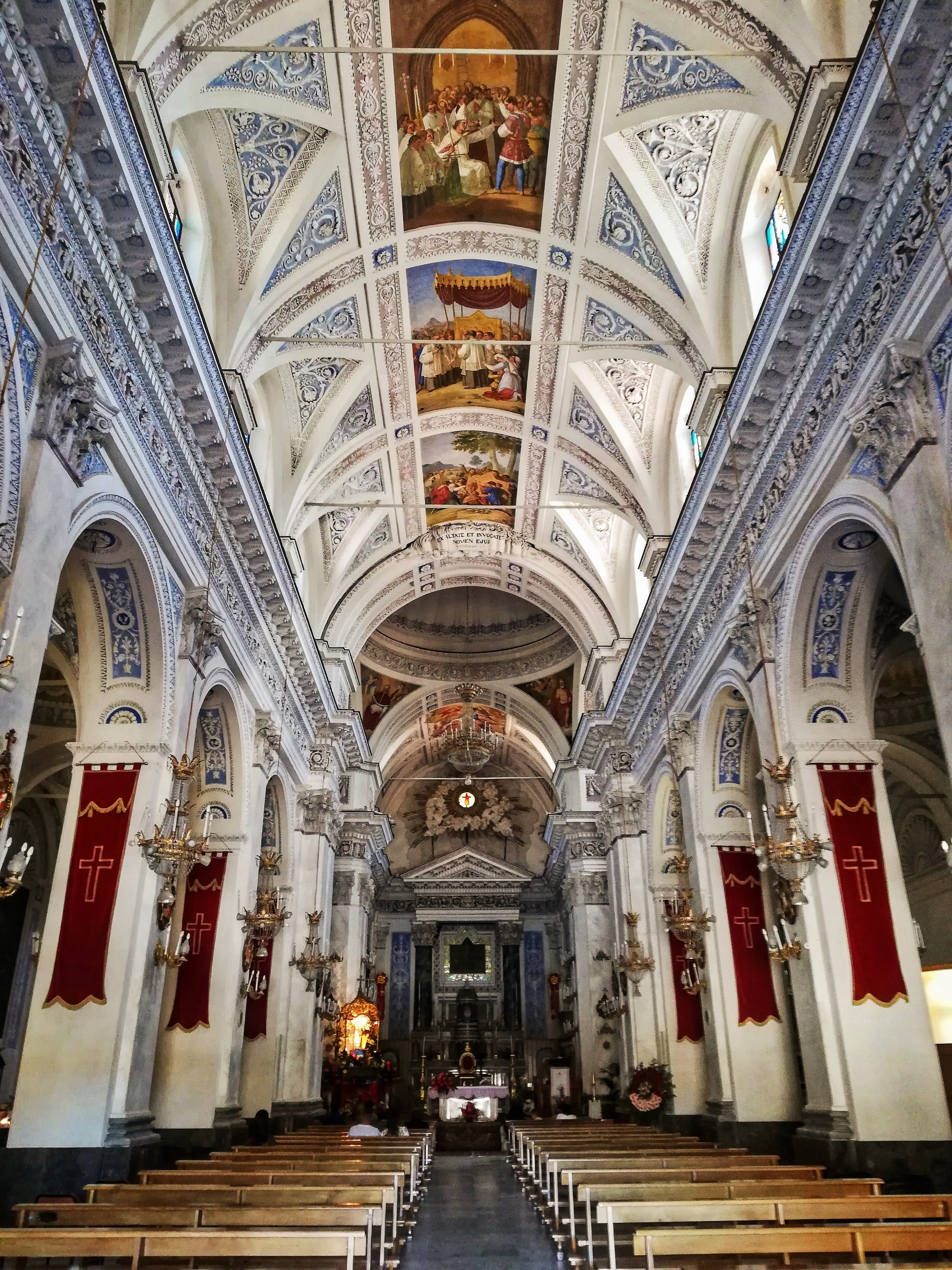
Interno della basilica

Le vicende storiche legate alla Basilica di Maria Santissima del "Màzzaro" hanno origine il 16 settembre 1125 allorquando, secondo una leggenda popolare, all'interno di una grotta sotterranea, proprio nel luogo in cui successivamente fu eretta la chiesa, il pastore di un gregge rinvenne un dipinto raffigurante la Madonna delle Grazie tra le Sante martiri siciliane Agata e Lucia e un crocifisso, illuminati da una lampada votiva.

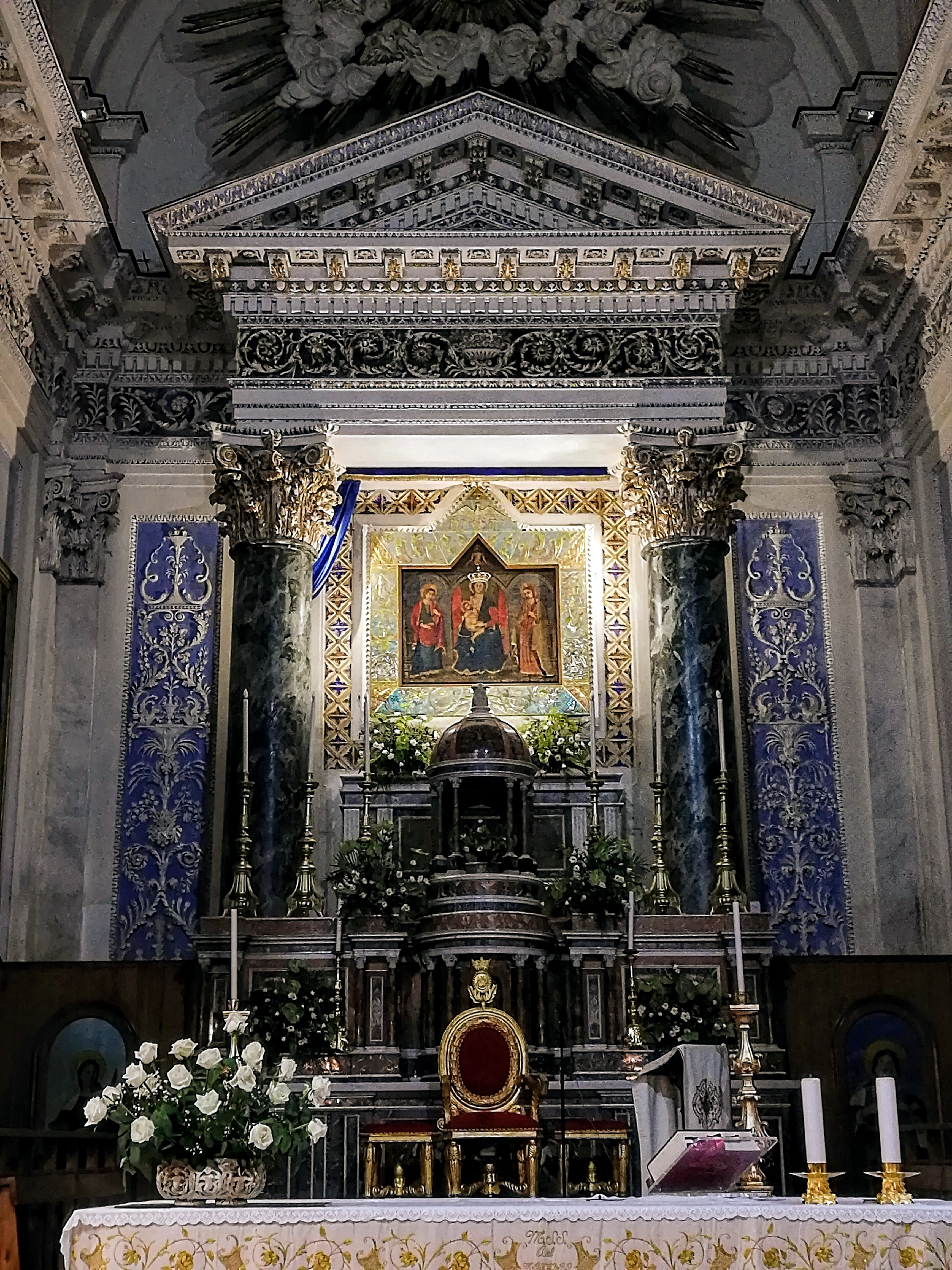
Icona della Madonna del Màzzaro

L'antropologo Giuseppe Pitré nel volume dedicato alle tradizioni religiose della Sicilia riporta:
(Giuseppe Pitrè, Feste patronali in Sicilia / descritte da Giuseppe Pitre. - Torino ; Palermo : C. Clausen, 1900. - LXIV, 572 p.)

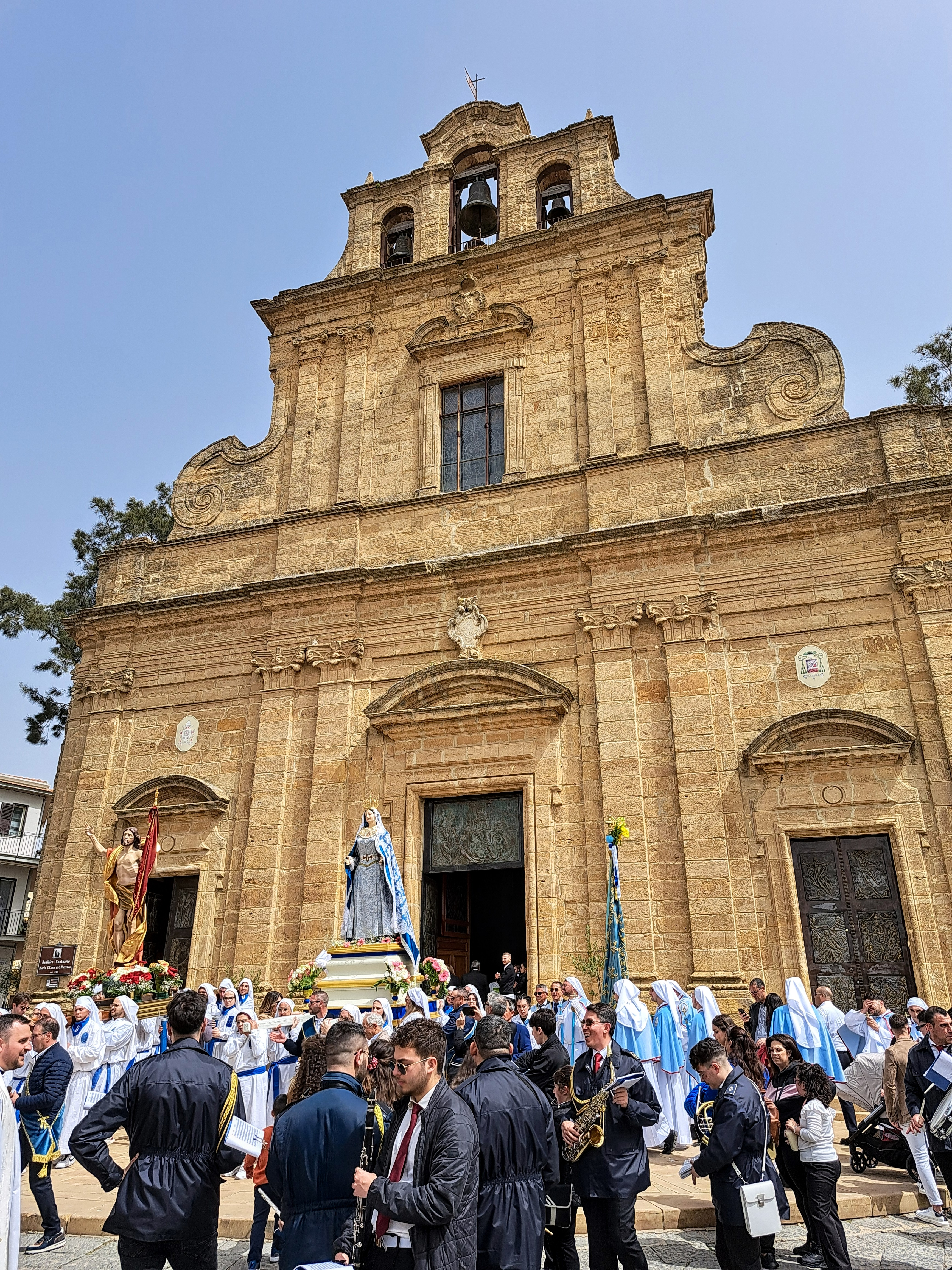
Prospetto principale

La storiografia locale narra che tali oggetti sacri furono sotterrati per evitarne la distruzione, a seguito dell'editto iconoclasta del 726 d.C. del imperatore di Costantinopoli Leone III detto l'Isaurico.
Riporta lo storico locale Pietro Ingala:

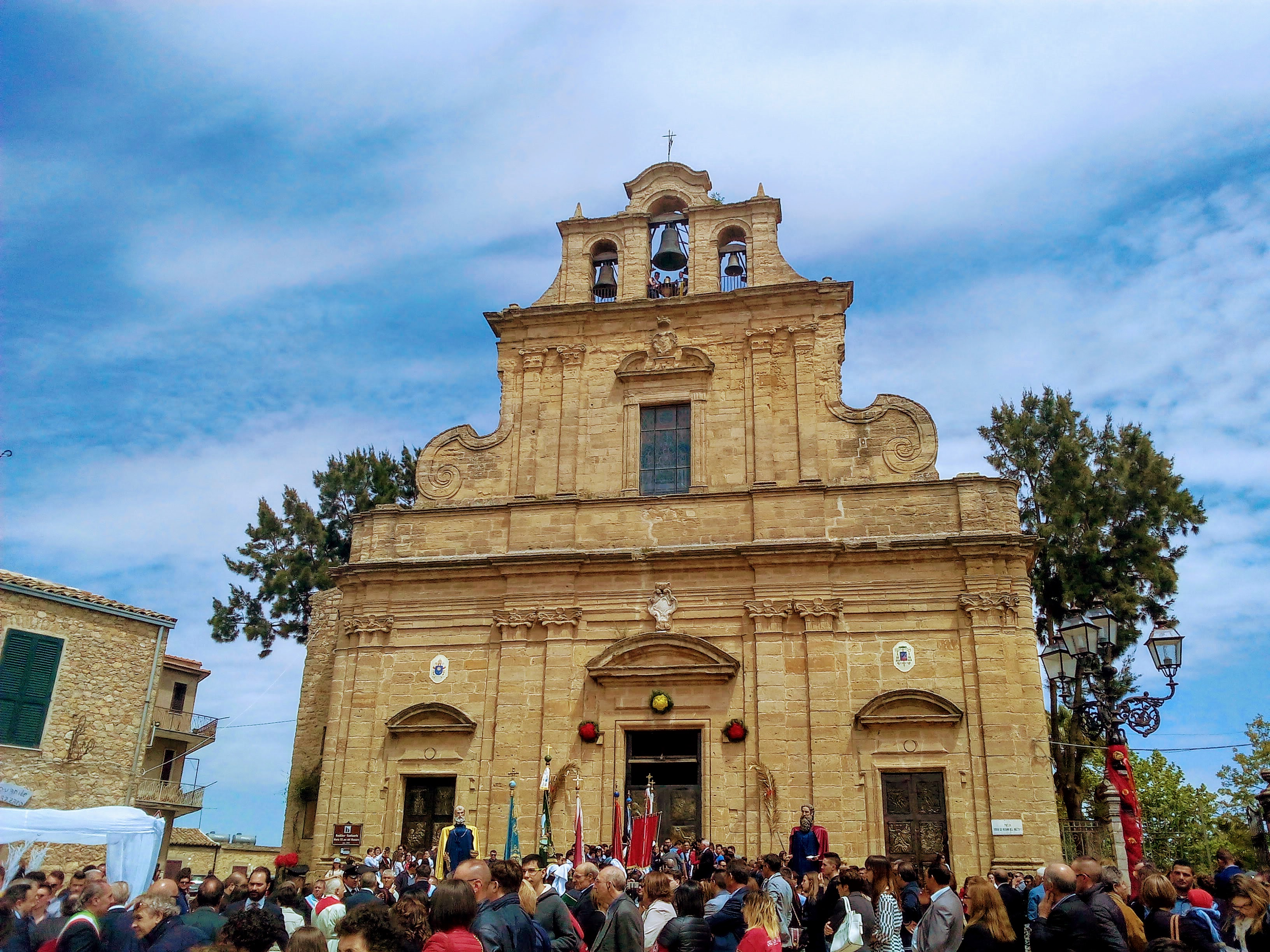
Basilica Madonna del Mazzaro

(Pietro di Giorgio Ingala, Ricerche e considerazioni stroriche sull'antica città di Mazzarino, 1900.)

#### Anno 1125 - edificazione della prima chiesa
Nell'anno 1125, proprio sul luogo del ritrovamento fu edificata per volere del marchese Enrico del Vasto, signore delle città di Mazzarino e di Noto, una cappella, per accogliere la sacra icona, subito proclamata dal popolo patrona del luogo, ed esporla alla venerazione col titolo di Nostra Signora del Màzzaro, in riferimento proprio al luogo del ritrovamento.

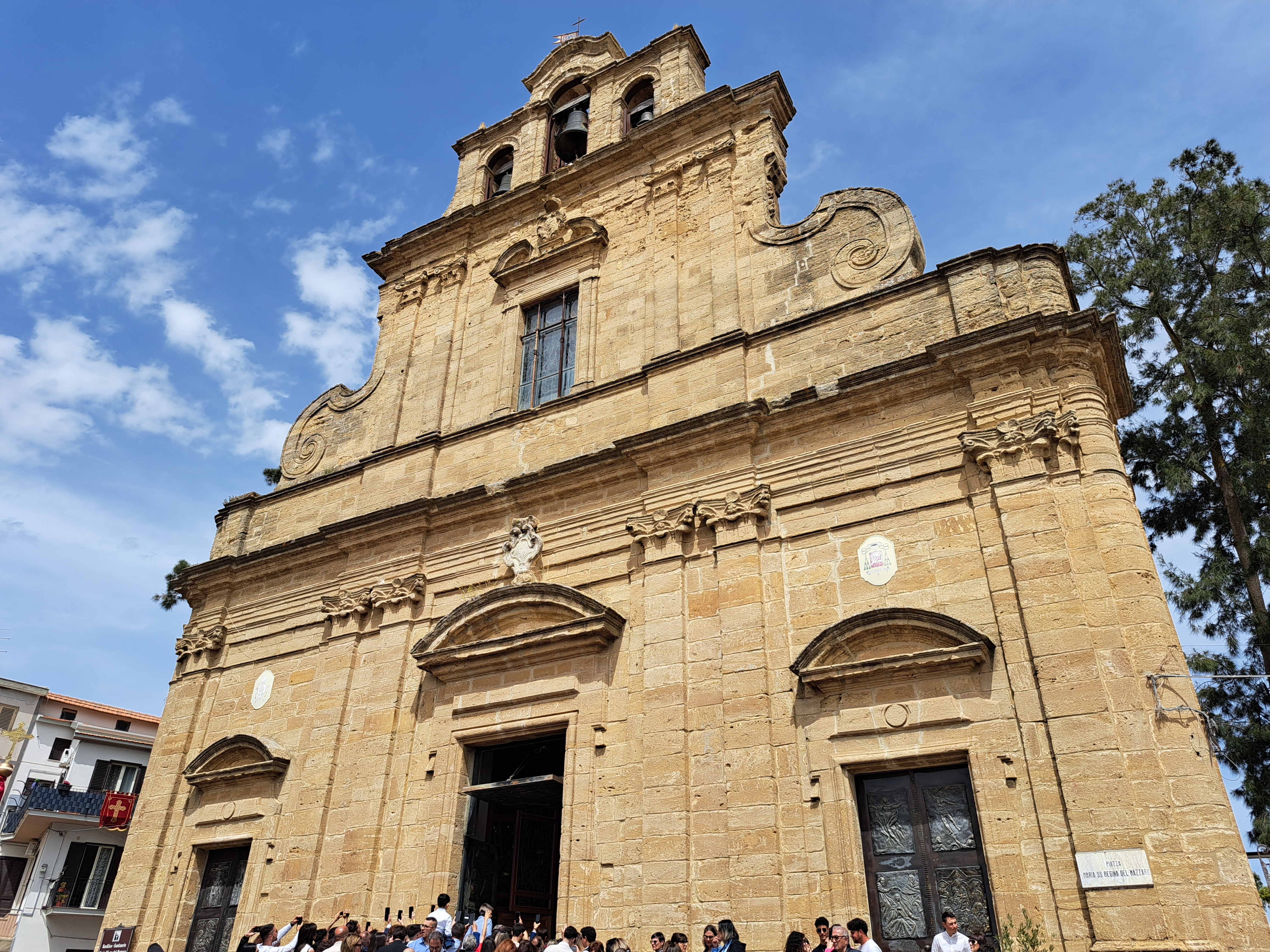
Facciata

#### Anno 1154 - edificazione della seconda chiesa

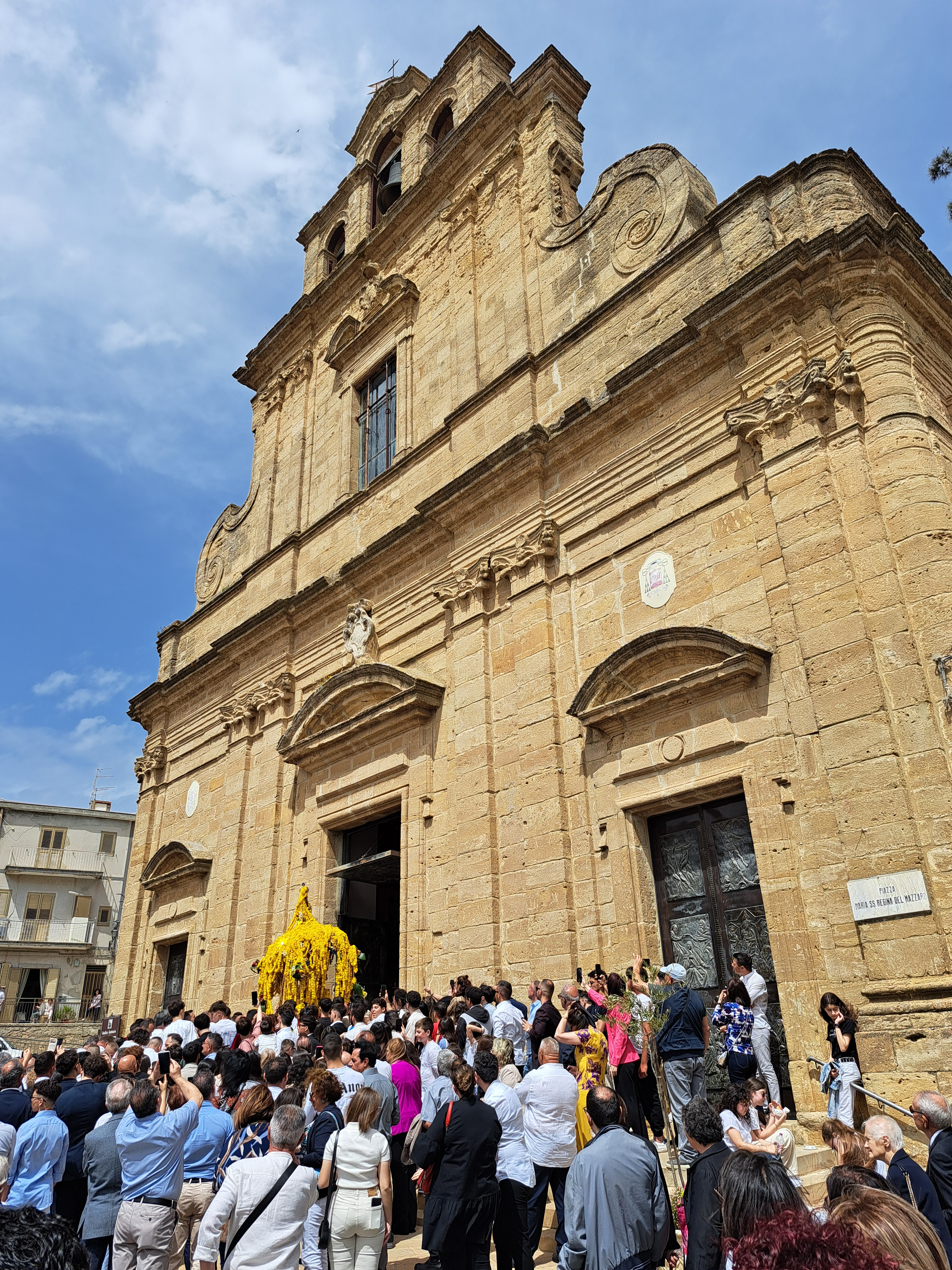
Facciata

Nel 1154 il conte Manfredi del Vasto, figlio di Simone, divenuto nel frattempo nuovo signore della baronia di Mazzarino, decise di edificare una chiesa più grande ed elegante.

Tale seconda chiesa, come riportato dallo storico Pietro di Giorgio Ingala, era costituita da unica navata, e in stile greco-normanno. Ad essa vi si accedeva per il tramite di un portale di ingresso con arco a sesto acuto, tipico dell'epoca. La struttura, inoltre, diversamente da quella attuale, era rivolta a sud. L'edificio, infine, secondo le fonti, occupava circa i due terzi della Basilica attuale.

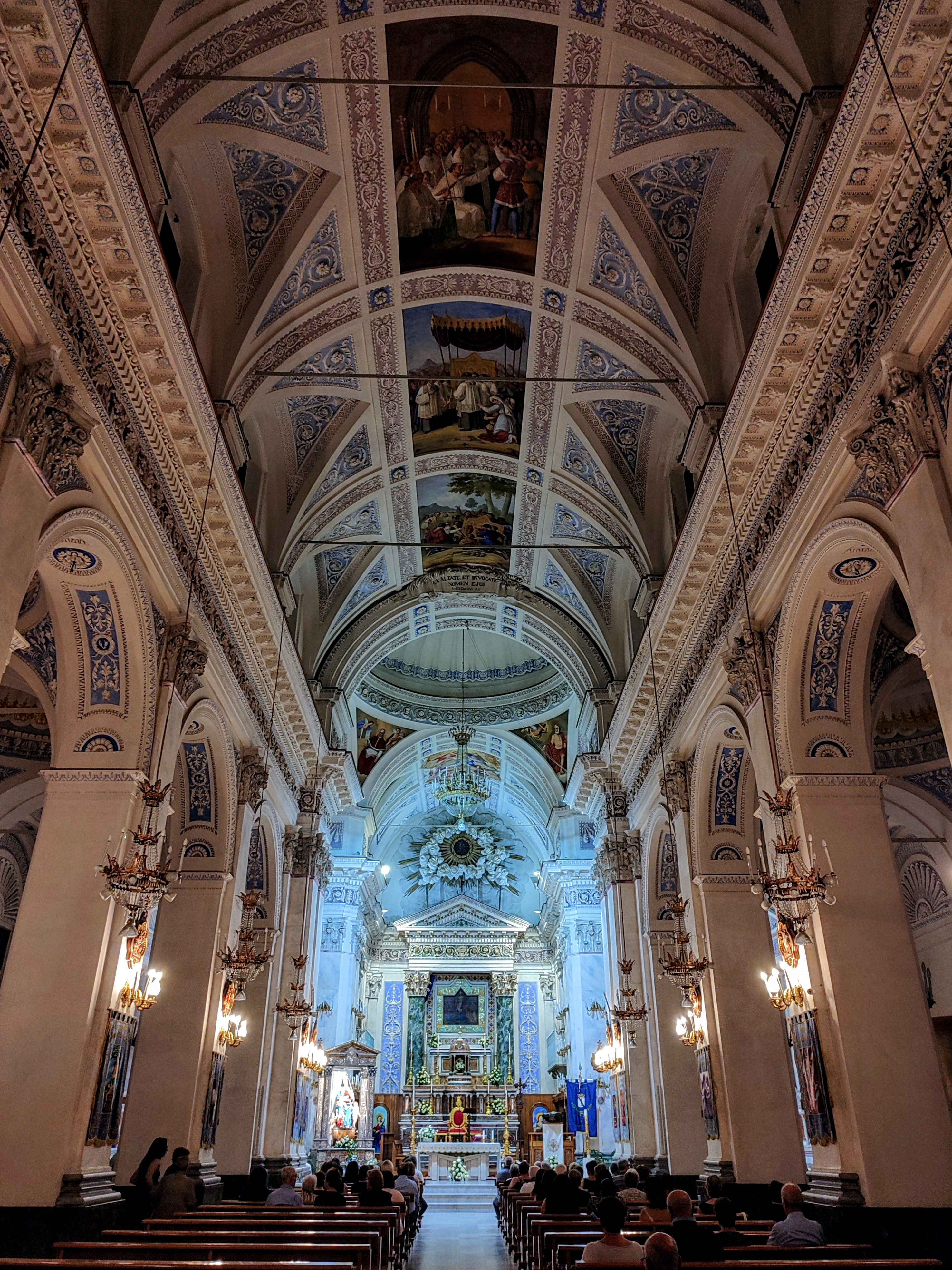
Interno

Il nuovo edificio, così costruito, venne consacrato dal vescovo di Otranto, Girolamo, nel aprile del 1154, essendo vacante la sede episcopale di Siracusa, dalla cui giurisdizione dipendeva Mazzarino.
Il conte Manfredi, all'atto della solenne consacrazione donò alla chiesa cospicue rendite per il mantenimento della stessa.
Tale avvenimento storico è così riportato dall'Ingala:
(Pietro di Giorgio Ingala, Ricerche e considerazioni storiche sull'antica città di Mazzarino,1900.)

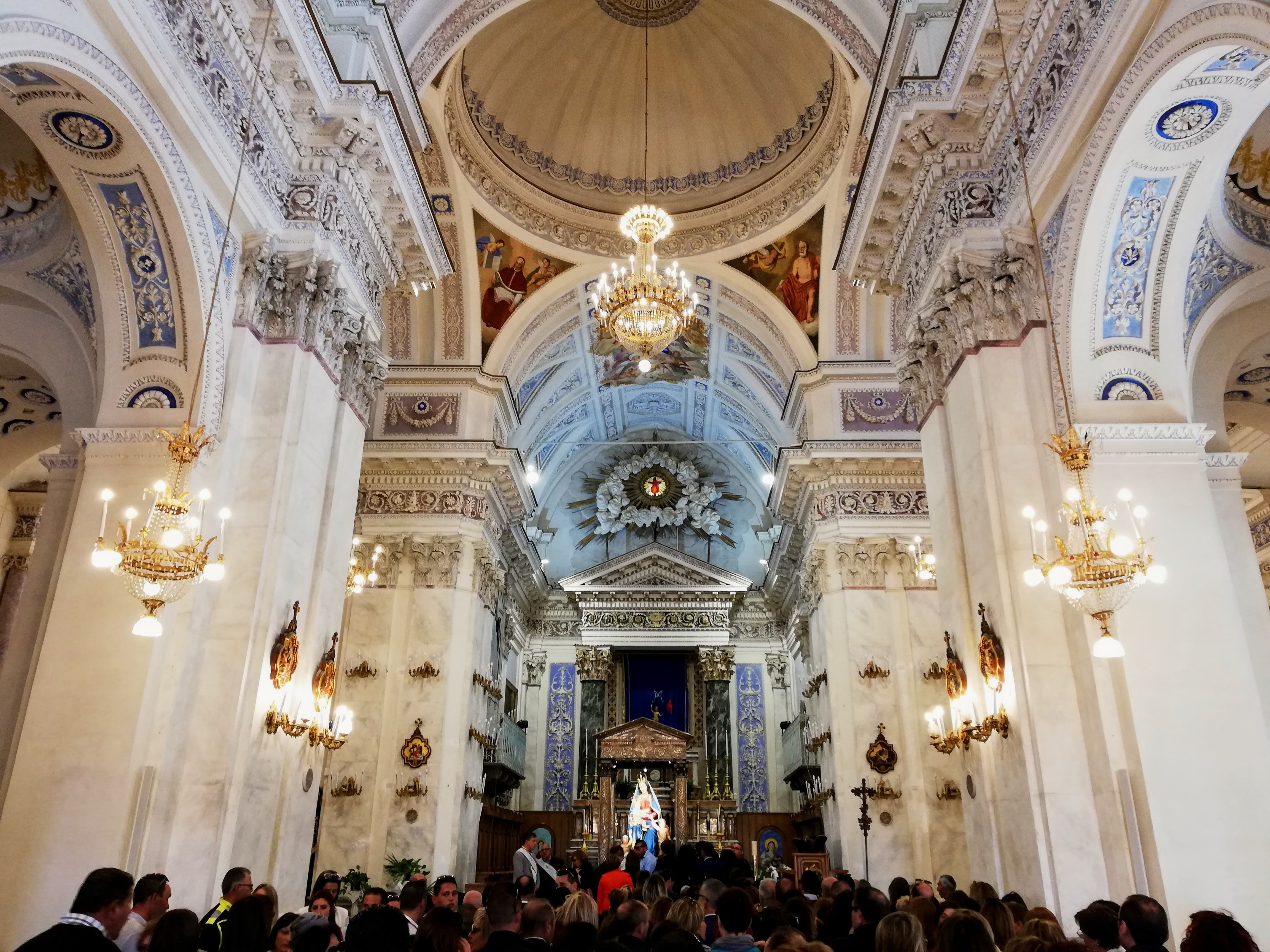
Interno

Una lapide posta all'ingresso della basilica ricorda tale avvenimento:
ANNO M. DCC.LXXII.»
La volta dell'antica chiesa, secondo le fonti, era realizzata con grosse travi arabescate e dorate, ed era illuminata da finestre con archi di tipo ogivale.
La chiesa, tuttavia, per la vetustà della struttura subì ingenti danni a causa del terremoto del Val di Noto del 11 gennaio del 1693, rimanendo inagibile per diversi anni.

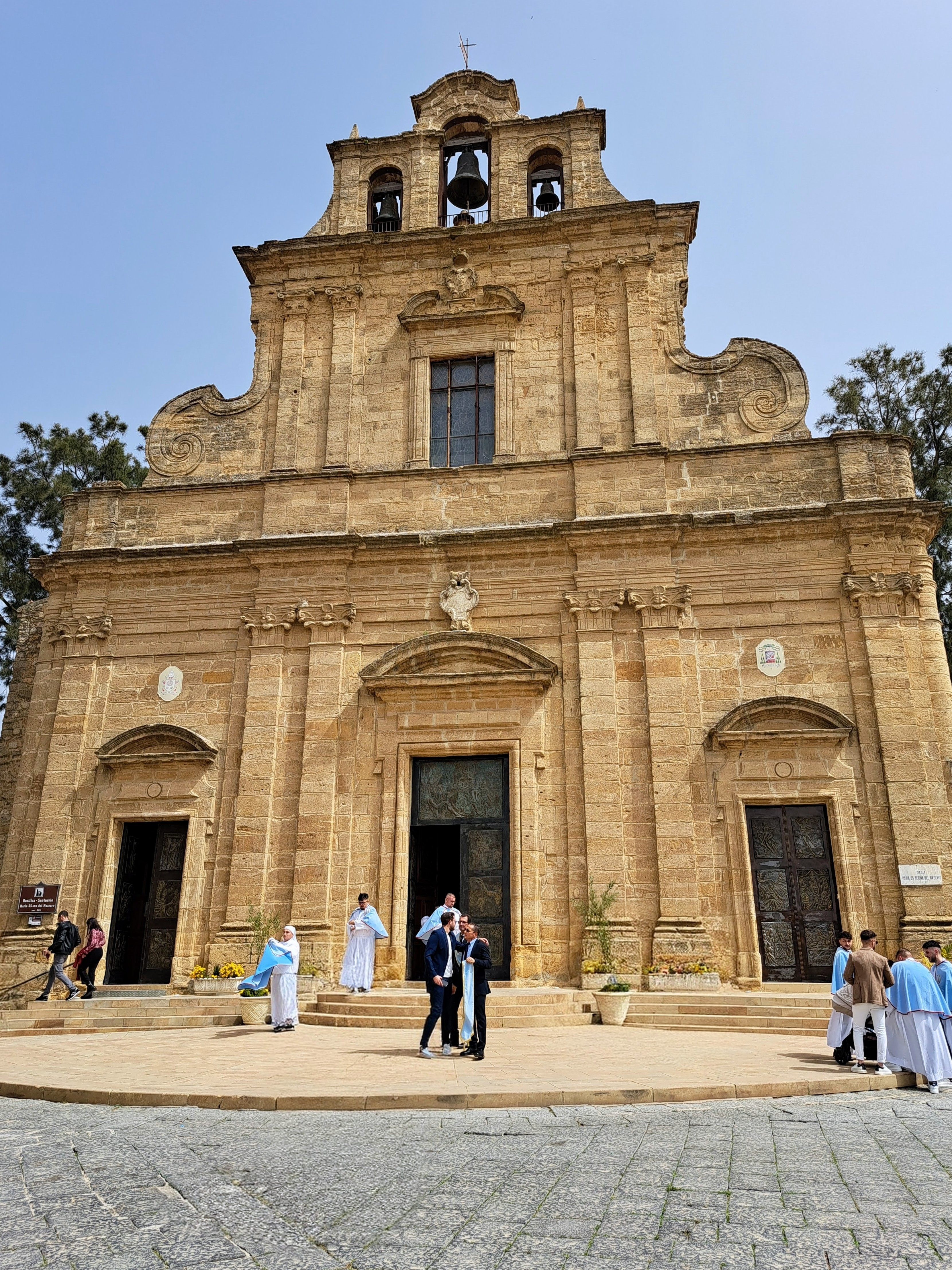
Facciata tardo barocca della basilica

### Epoca spagnola

#### La ricostruzione tardo-barocca post terremoto del 1693

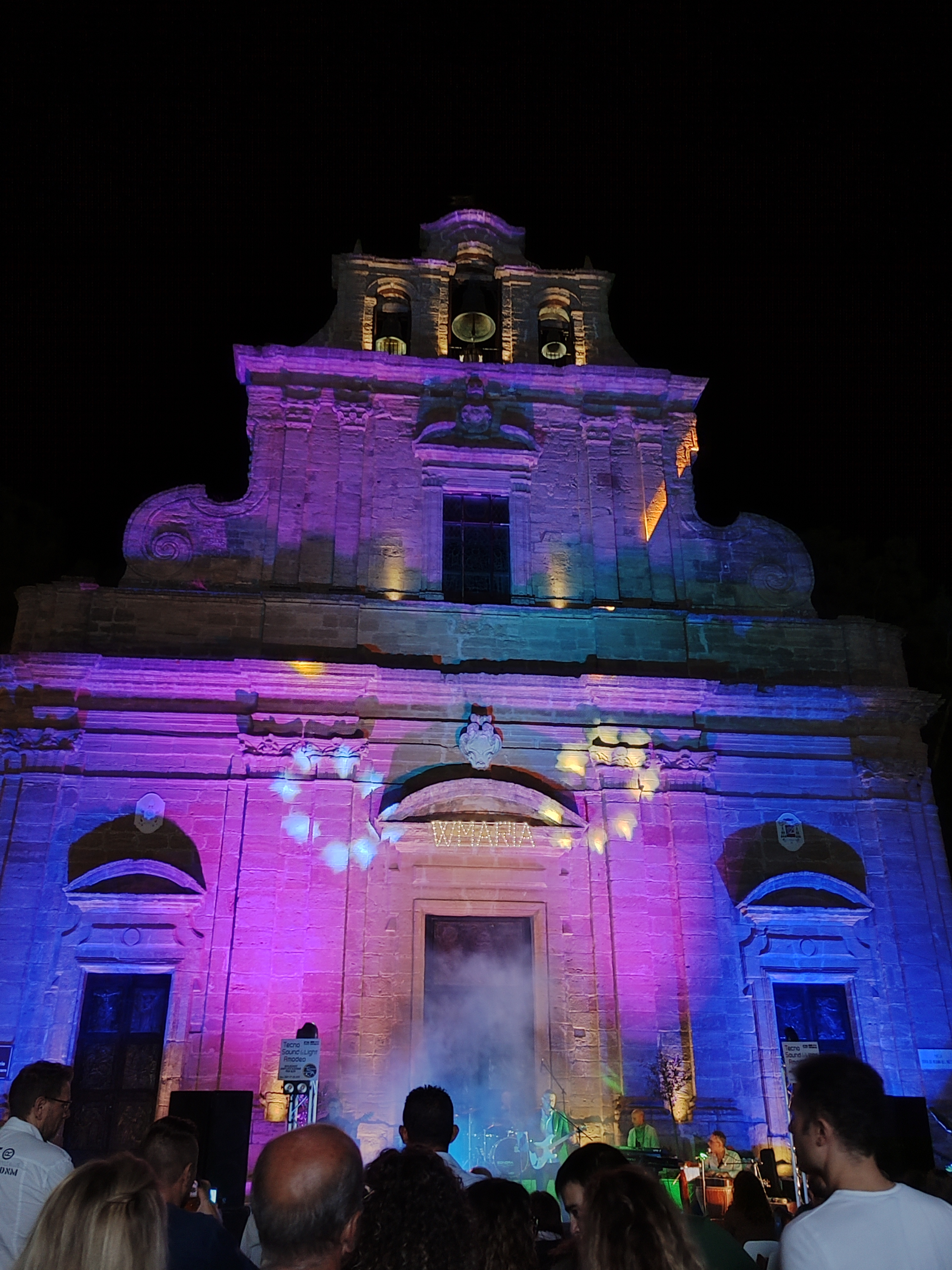
prospetto - notturno

L'11 gennaio 1693 un forte terremoto scosse la Sicilia sud-orientale provocando distruzione e vittime. Mazzarino come le altre città del Val di Noto e della diocesi di Siracusa, cui giurisdizionalmente apparteneva, registrò diversi danni agli edifici di culto più antichi a causa delle scosse, tra si essi la vecchia chiesa madre di Sant'Antonio Abate, c, la Chiesa del Crocifisso dell'Olmo o dell'Itria e, per l'appunto, la normanna chiesa di Santa Maria del Mazzaro, che divennero inagibili per quanto, come risulta dai registri della chiesa madre, il terremoto non abbia provocato vittime tra i cittadini.
I gravi danni apportati dal terremoto alla precedente chiesa della madonna del Mazzaro, rese necessario l'avvio di un progetto per ricostruzione di un nuovo edificio, secondo lo stile barocco dell'epoca, che venne portato avanti dal frate cappuccino Padre Ludovico Napoli. 
L'attuale costruzione è, pertanto, la terza in ordine di tempo, si deve, appunto, all'opera apostolica del Reverendo Ludovico Napoli, mazzarinese padre provinciale cappuccino, che di adoperò presso la curia vescovile di Siracusa (retta all'epoca dal Vescovo Matteo Trigona)  e presso il popolo a reperire le risorse necessarie per la fabbrica anche mediante donazioni, oboli e il lavoro manuale di murifabbri e maestranze locali.

### Epoca borbonica

#### Anno 1739 - inizio della ricostruzione
Nel 1739 venne commissionato all'architetto Natale Buonajuto da Siracusa il progetto della nuova chiesa, in stile tardo - barocco siciliano.

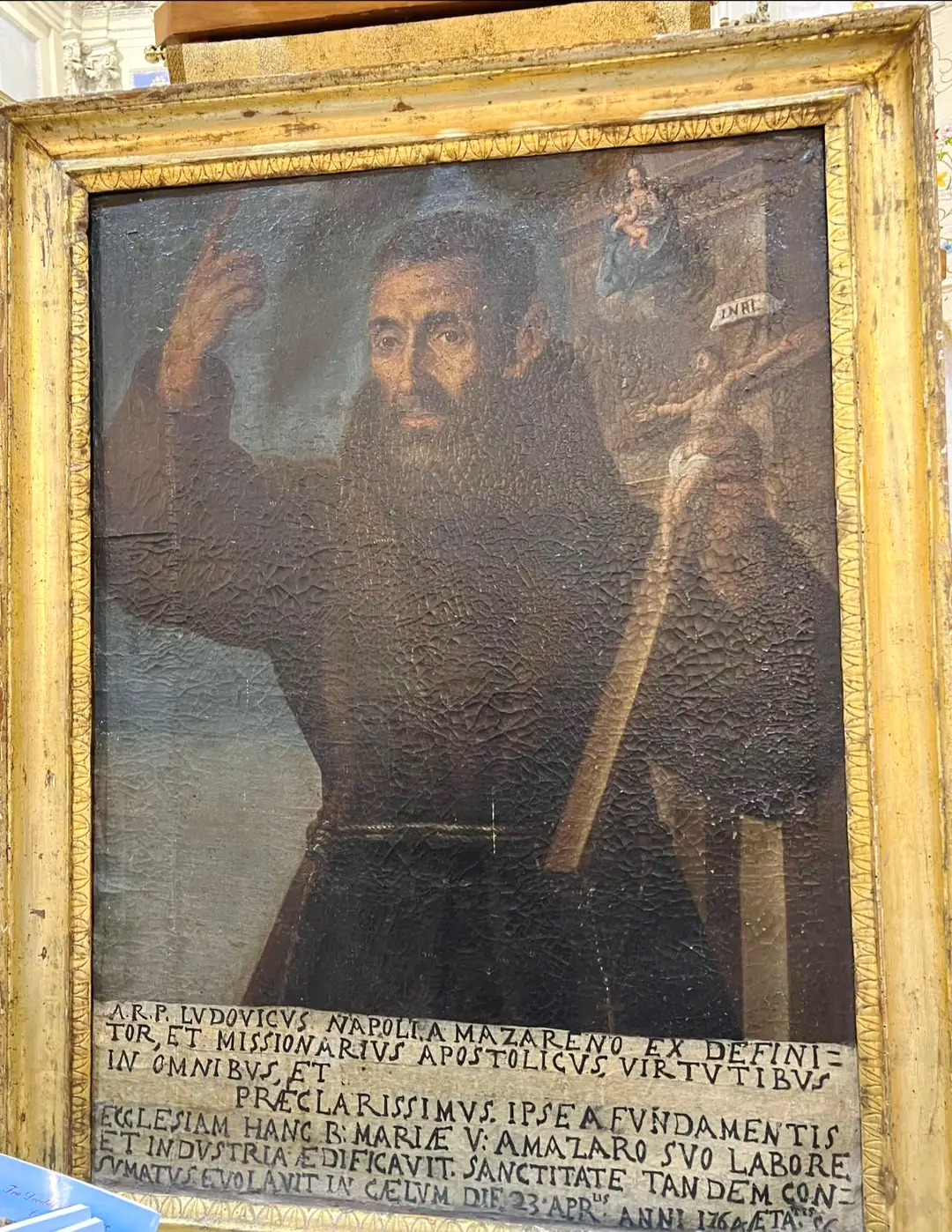
Fra Ludovico Napoli cappuccino - Fondatore della attuale basilica

I lavori di costruzione del nuovo edificio furono avviati nel 1755, e si conclusero nel 1782. 
Lo scudo di pietra posto sopra il portone principale riporta la scritta sumptibus populus 1782, a testimonianza del fatto che le spese per la costruzione del edificio furono in larga parte sostenute dal popolo oltre che da donazioni e dai proventi ricavati dalla vendita del miele prodotto dalle arnie di proprietà della chiesa, anche attraverso il lavoro manuale, come promesso alla Madonna, in occasione della terribile siccità del 1736.
Il principe di Butera e conte di Mazzarino Ercole Michele Branciforte Gravina, con un importante contributo finaziario, unitamente al francescano Padre Ludovico Napoli furono tra i principali sostenitori dell'opera di riedificazione dell'attuale chiesa.
Sebbene la chiesa risultasse completa e fruita già a partire dal 1762, la pavimentazione in riggiole di Caltagirone venne collocata soltanto nel 1775.
Nel 1774 lo stuccatore Raimondo Stornelli realizzò le decorazioni in stucco posti al di sopra della cappella del Santissimo Sacramento e della sacrestia.

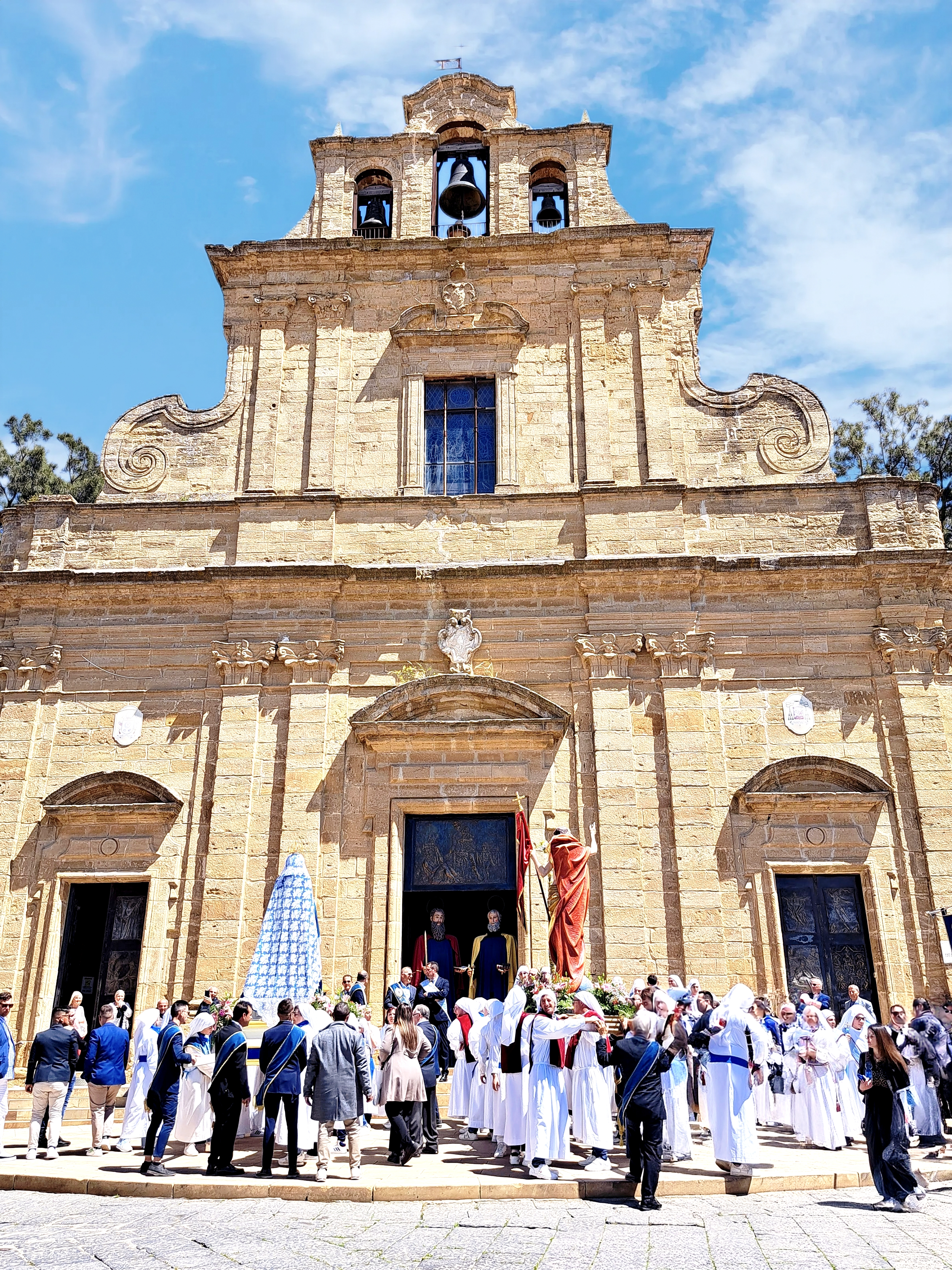
prospetto

Nel 1782 venne portata a compimento la facciata, grazie alla donazione del cav. Luigi Sortino Orsini, che ne consentì il completamento.

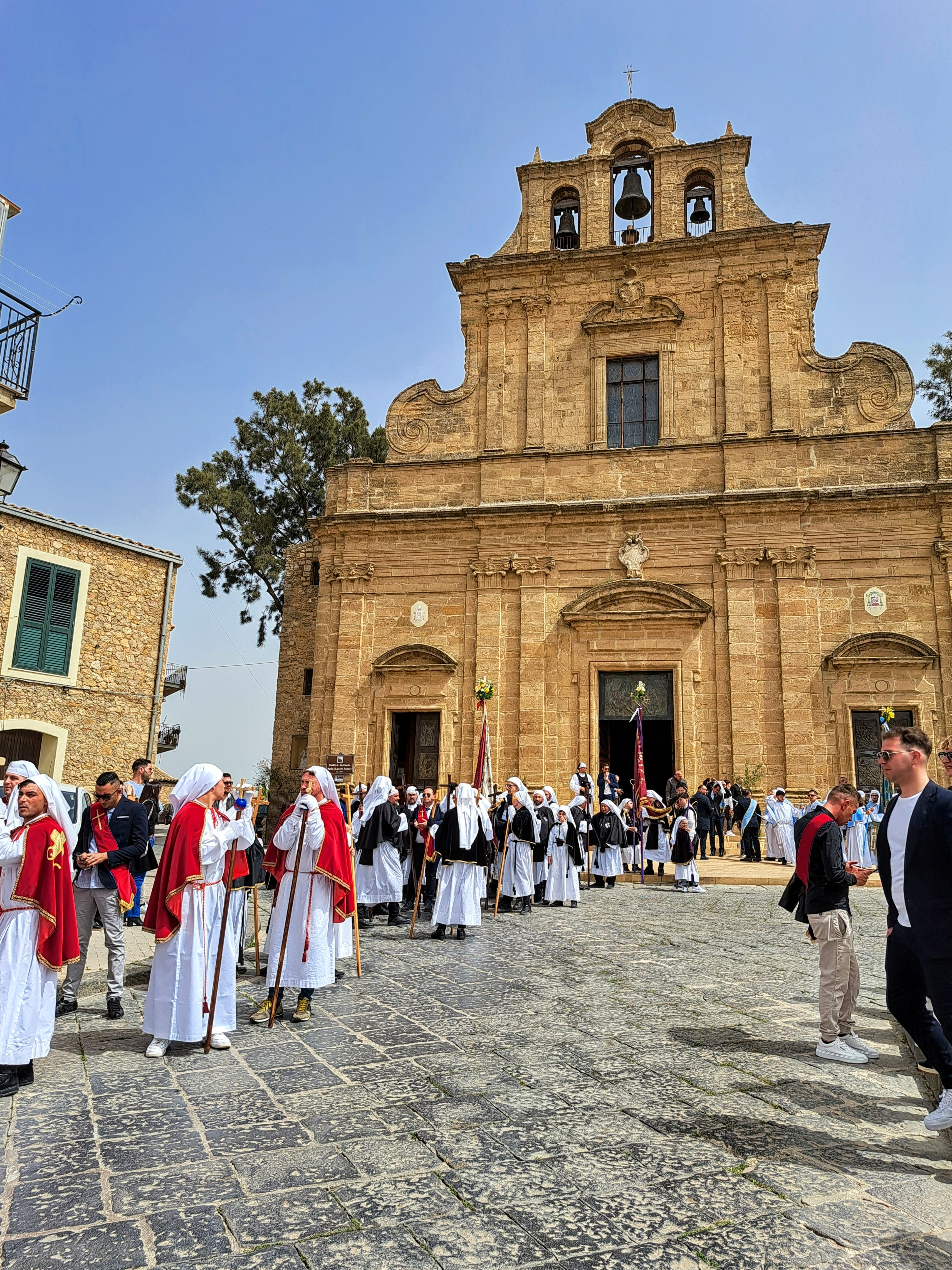
prospetto

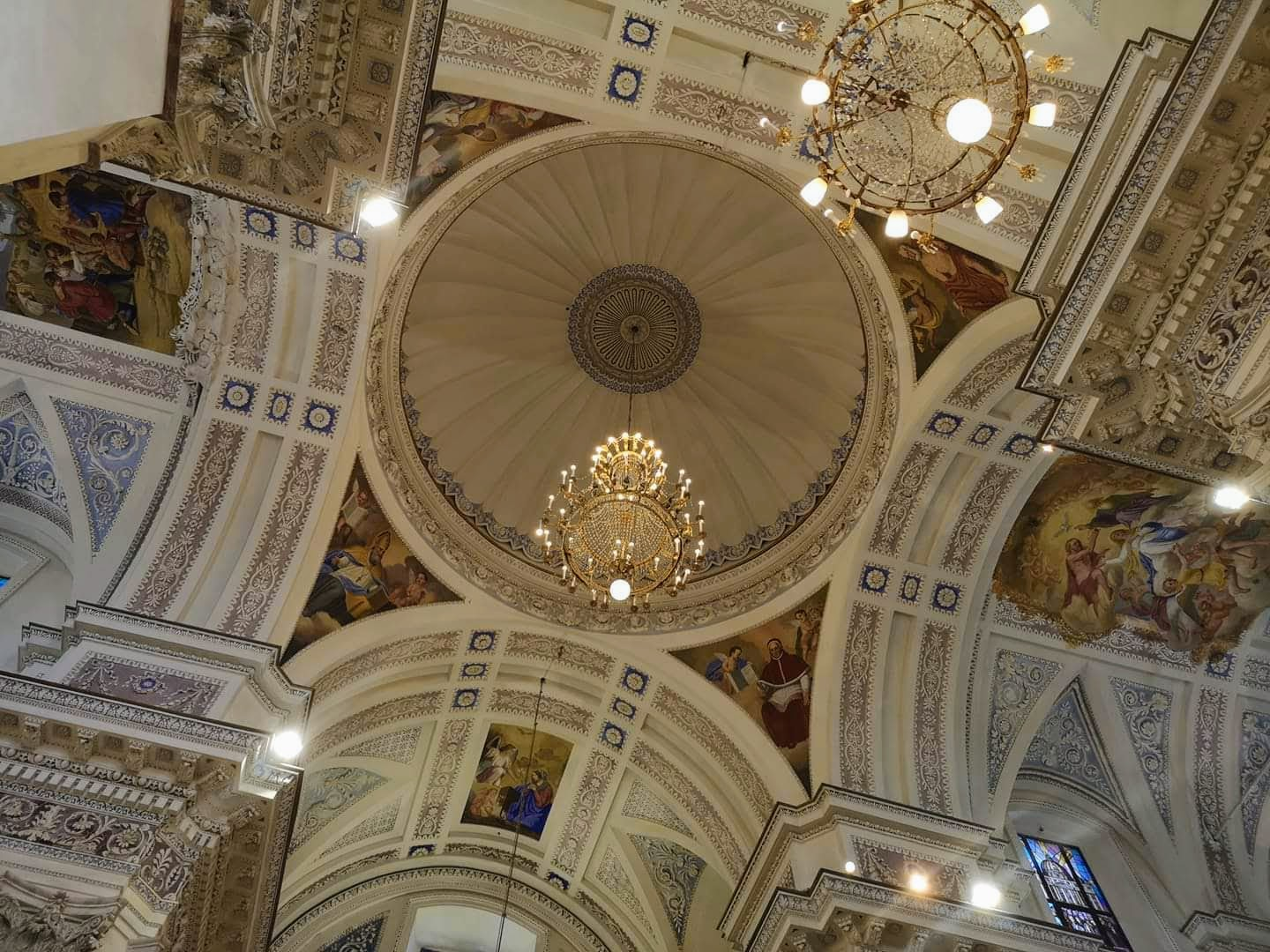
Stucchi di Giuseppe Utveggio

Completata la costruzione dell'edificio, lo stesso rimase, tuttavia, privo di decorazioni e ornamenti interni per oltre mezzo secolo, seppure già adibito al culto. Le rifiniture in stucco, infatti, furono realizzate nella prima metà dell'Ottocento, nel 1847, ad opera del palermitano Giuseppe Utveggio, con elementi decorativi a motivi floreali e festoni, e infine, con la realizzazione degli affreschi dipinti dai palermitani Giuseppe Carta (Palermo 1809-1989) nel 1855 e Pasquale Conti nel 1864.
Nel 1855, terminati i lavori di abbellimento del tempio si svolse una solenne processione e il quadro della Vergine, temporaneamente custodito nella vicina chiesa madre di Sant'Antonio Abate, venne ricollocato sull'altare maggiore della basilica.

### Epocapostunitaria

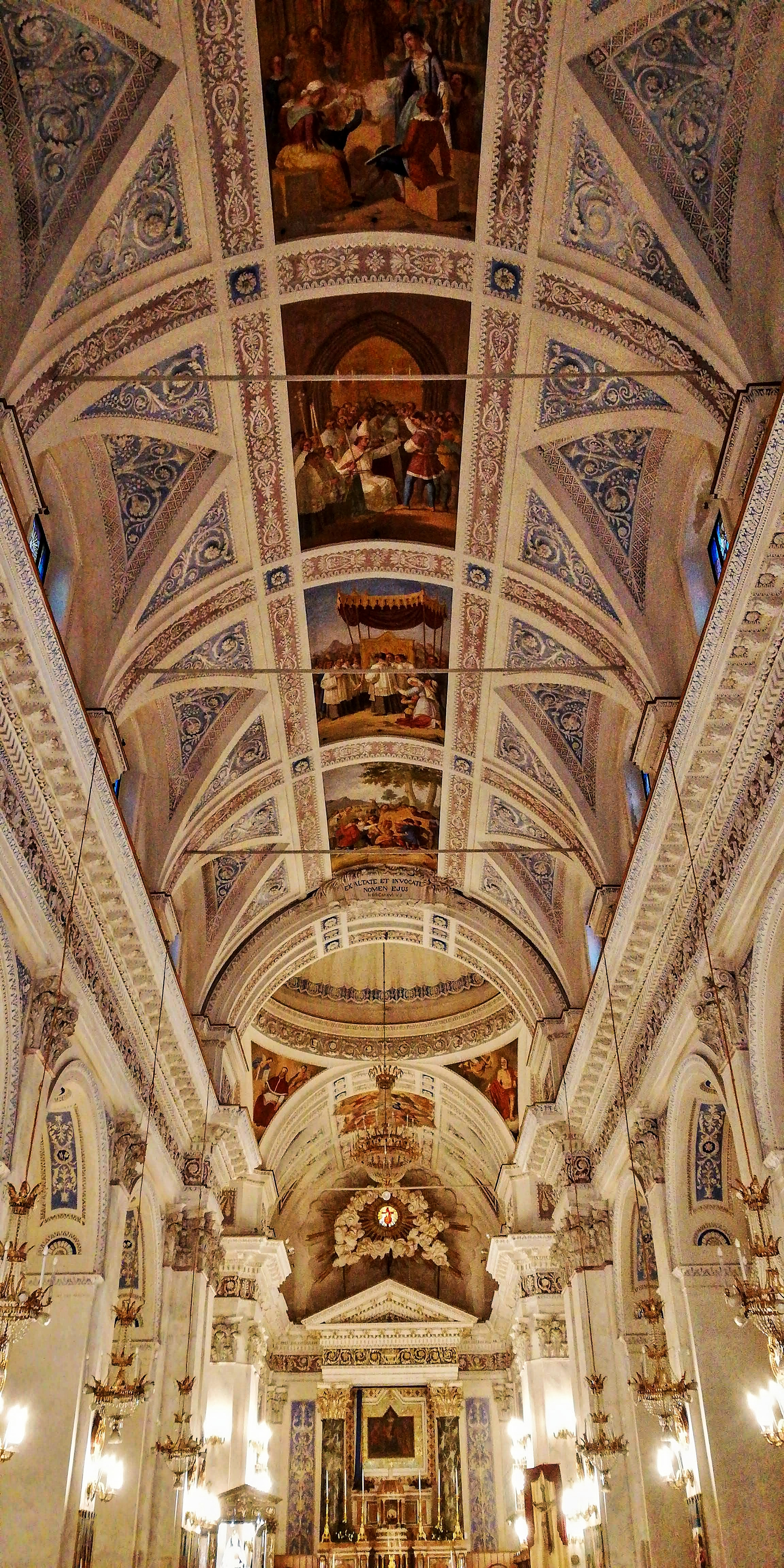
interno - affreschi della volta di Giuseppe carta

Nel 1874 il comitato dei festeggiamenti patronali commissionò allo scultore palermitano Vincenzo Genovese la statua lignea della Madonna del Mazzaro, che venne consegnata nell'agosto del 1875.
Il 13 settembre 1876 monsignor Saverio Gerbino consacrò le corone di argento della statua della Madonna e del Bambino Gesù.
Nel 1881 venne realizzato il nuovo altare maggiore, in marmi policromi, dal marmista Antonino Piazza su disegno di Giuseppe Giunta-Bartoli, dopo che il precedente, in legno, fu distrutto da un incendio. Il nuovo altare ebbe un costo di cinquemila lire. Una lapide marmorea dietro altare, porta la seguente epigrafe:
Ultimati i lavori di ornamento interno, la basilica venne solennemente consacrata, 729 anni dopo la prima del 1154, alla Vergine Santissima delle Grazie, sotto la protezione dei martiri Benedetto, Attanasio, Agata e Lucia, il 2 luglio 1883 dal Vescovo della diocesi di Piazza Armerina Saverio Gerbino. 
Una lapide posta all'ingresso ne ricorda l'evento.
QUONDAM RESTAURATUM, ET IN DIE 2,JULII 1883
CONSECRATUM CURA REV.DI SAC.TIS ROCHI GIUJUSA,
UTI PROCURATORIS IPSIUS; AD PERPETUAM
REI MEMORIAM, ILL.MUS ET REV.MUS D. D. XAVERIUS GERBINO
UT EPISCOPUS CONSECRATOR
SEQUENTEM DECLARATIONEM IPSIUS LAPIDI
SCRIBERE MANDAVIT
ANNO MDCCC.LXXXIII DIE II MENSIS JULII,
EGO D.R D. XAVERIUS GERBINO EPISCOPUS PLATIENSIS
CONSECRAVI ECCLESIAM
ET ALTARE MAJUS IN HONOREM
BEATAE VIRGINIS SUB TITULO GRATIARUM
(Vulgo del Màzzaro) ET IN HONOREM SANCTORUM M.RUM
S. BENEDICTI, S. ATHANASII, S. LUCIAE ET S. AGATHAE
QUORUM RELIQUIAS, SIMUL CUM ILLA EX SEPULCRO
BEATAE MARIAE VIRGINIS, INCLUSI INTRA SEPULCRUM PRA EDICTI
ALTARIS ET STATUI UT IN DOMINICA IV MENSIS JULII
CUIUSCUMQUE ANNI, OFFICIUM CUM OCTAVA DEDICATIONIS
HUIUS ECCLESIAE CELEBRARETUR, FIRMITER OBSERVATIS
RUBRICIS GENERALIBUS BREVIARII ET MISSALIS ROMANI,
ITEM CONCESSI SINGULIS CHRISTIFIDELIBUS IN DIE ANNIVERSARIO
CONSECRATIONIS HUJUSMODI IPSUM VISITANTIBUS
QUADRAGINTA DIES DE VERA INDULGENTIA IN
FORMA ECCLESIAE CONSUETA.
DATUM MAZARENI IN DECURSU SACRAE VISITATIONIS
DIE ET ANNO SUPRADICTIS
XAVERIUS EPISCOPUS»

### Epoca Contemporanea

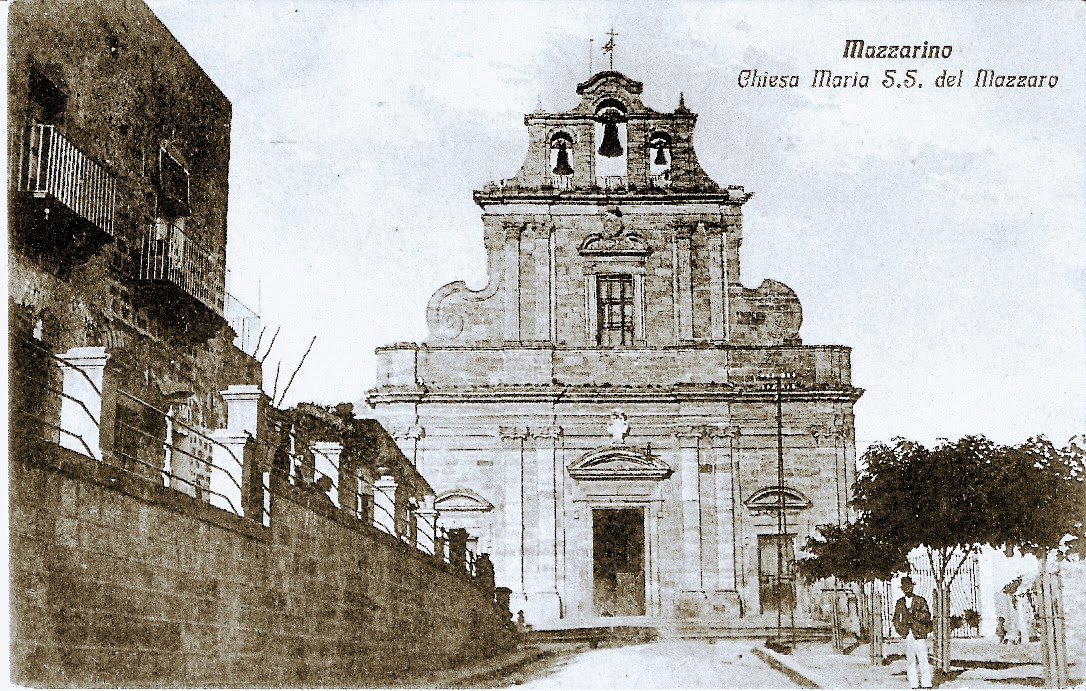
Foto d'epoca, anni '50 del XX sec.

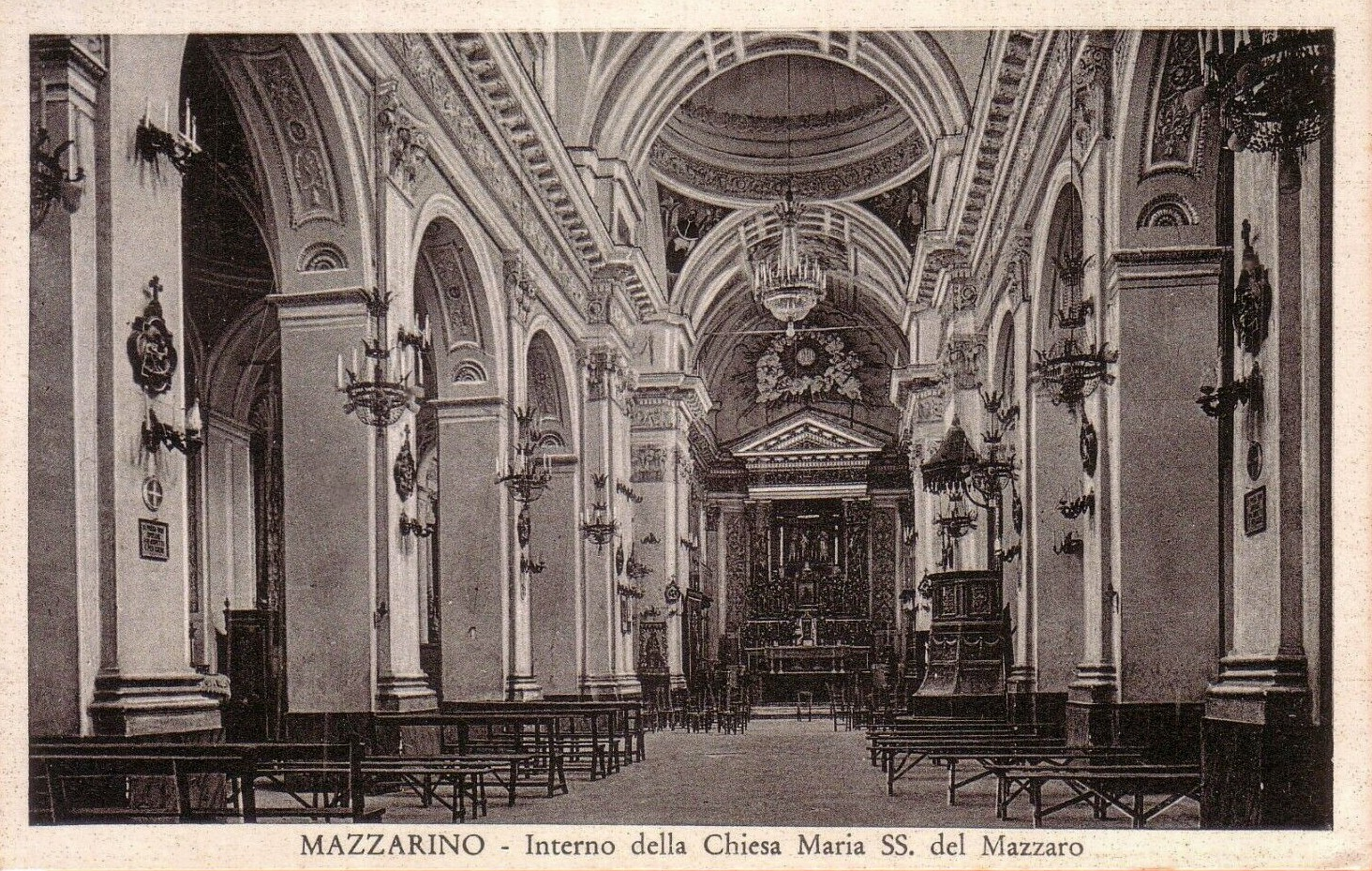
interno - foto d'epoca

In occasione dell'anno giubilare del 1900, il vescovo di Mazara del Vallo, monsignor Gaetano Quattrocchi, originario di Mazzarino, incoronò il quadro della Vergine.
Nel 1924 il vescovo di Piazza Armerina monsignor Mario Sturzo, con decreto vescovile del 21 novembre,  istituì la parrocchia di Santa Maria Maggiore, sino a quella data, infatti, il tempio era una chiesa suffraganea per l'amministrazione dei Sacramenti della Chiesa Madre di Santa Maria della Neve.
Tra il 1973 e il 1975 con diversi cantieri sono eseguiti lavori di ammodernamento, con rifacimento del sagrato e la sistemazione dei locali sottostanti la chiesa.

Nel 1978 il vescovo di Piazza Armerina Sebastiano Rosso ha dichiarato il tempio Santuario mariano diocesano.

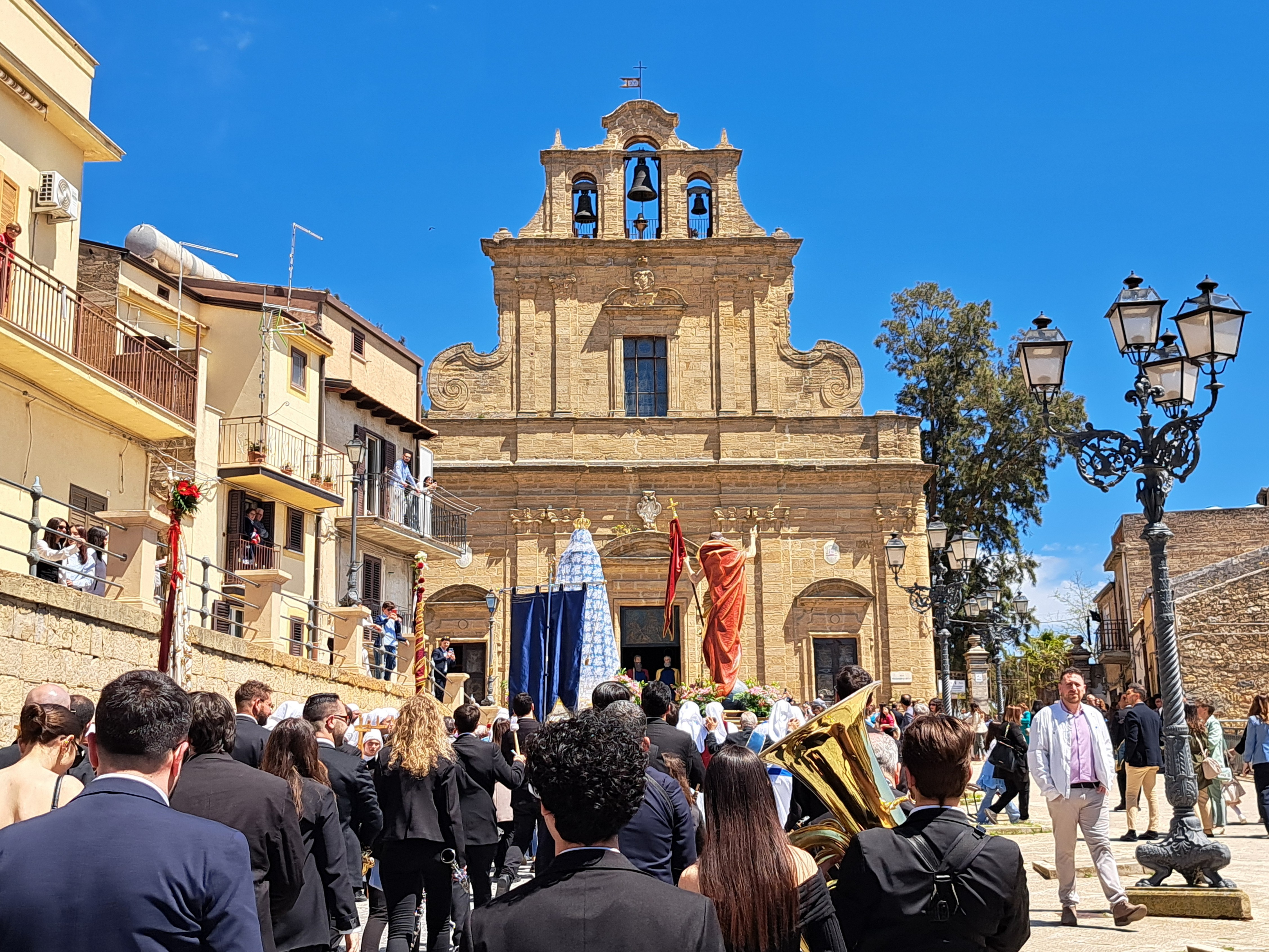

Negli anni '90 e nei primi anni 2000 su interessamento della Soprintendenza per i Beni Culturali della Regione Siciliana sono stati eseguiti importanti lavori di consolidamento delle fondamenta e di restauro delle navate.
Nel 2006 Papa Benedetto XVI l'ha elevata alla dignità di basilica minore con vincolo di affiliazione alla basilica papale di Santa Maria Maggiore in Roma.

## L'atto di donazione delle rendite del conte Manfredi del Vasto

### Il diploma di Manfredi del 1154

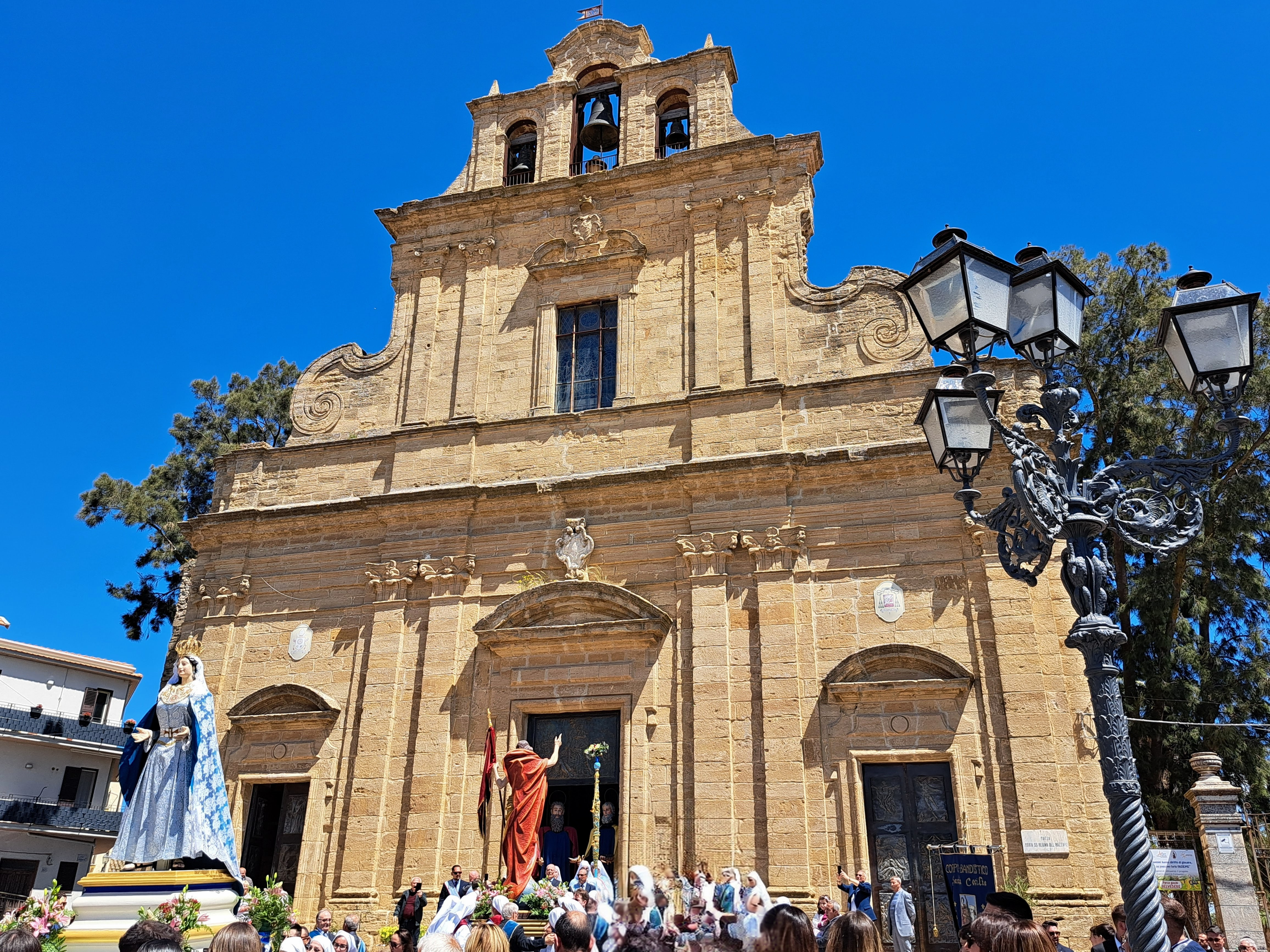

Lo storico Pietro di Giorgio Ingala nelle sue Ricerche e considerazioni storiche sull'antica città di Mazzarino del 1889 riporta integralmente la solenne donazione delle rendite alla chiesa fatte dal conte Manfredi del Vasto nel 1154, all'atto di consacrazione della chiesa da parte del vescovo di Otranto, Girolamo, e della diocesi di Siracusa, che vede oltre alla partecipazione dello stesso Manfredi quella dell'arcidiacono Rodolfo, del cantore Parisio Siracusano, del canonico Ruggero Falfo Siracusano, della moglie Beatrice e del padre di lei Oddone di Arcadio, di Bartolomeo di Piazza e di Ruggero Sclavo, primo genito e figlio illegittimo di Simone di Policastro. 

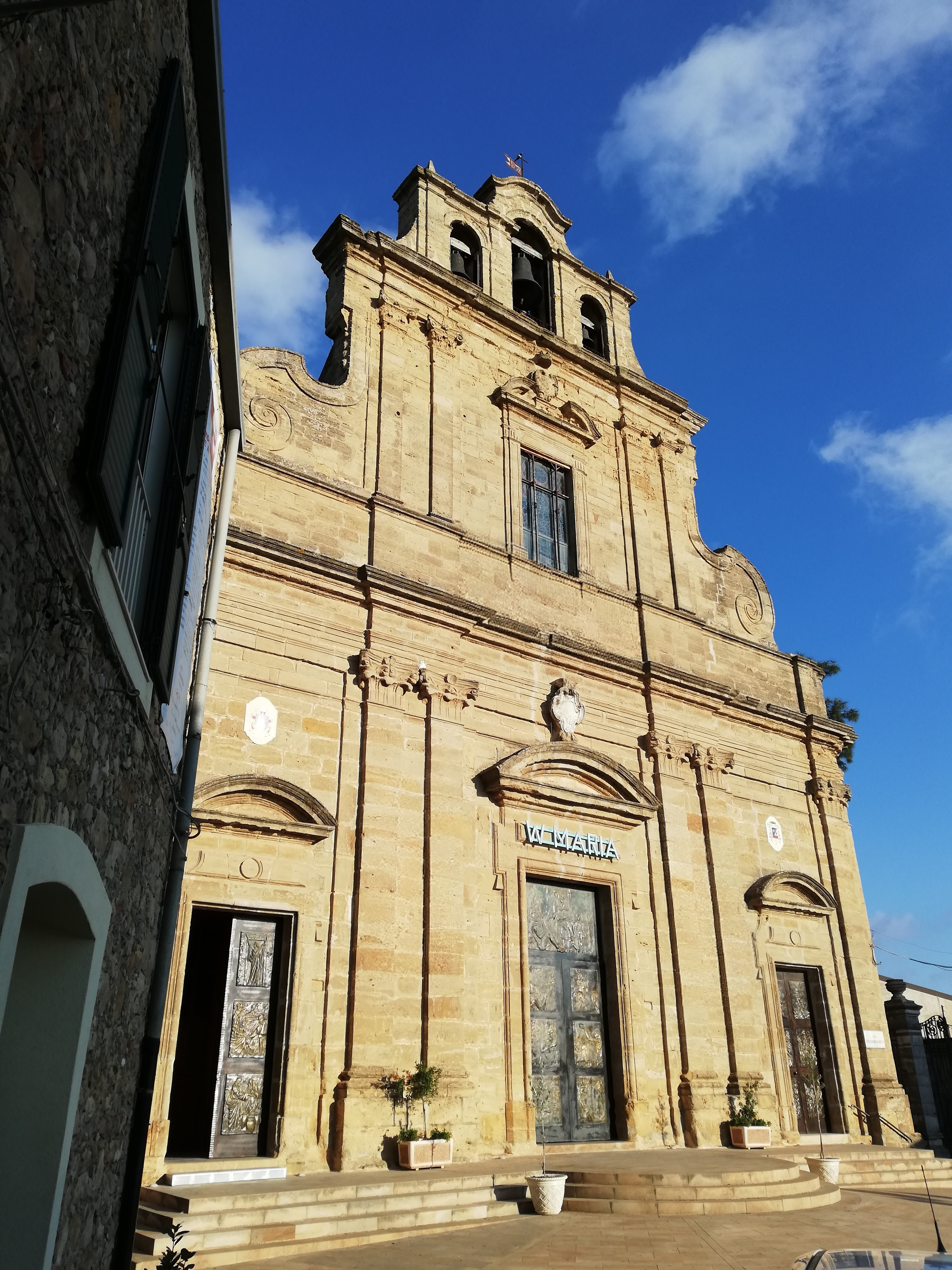
prospetto

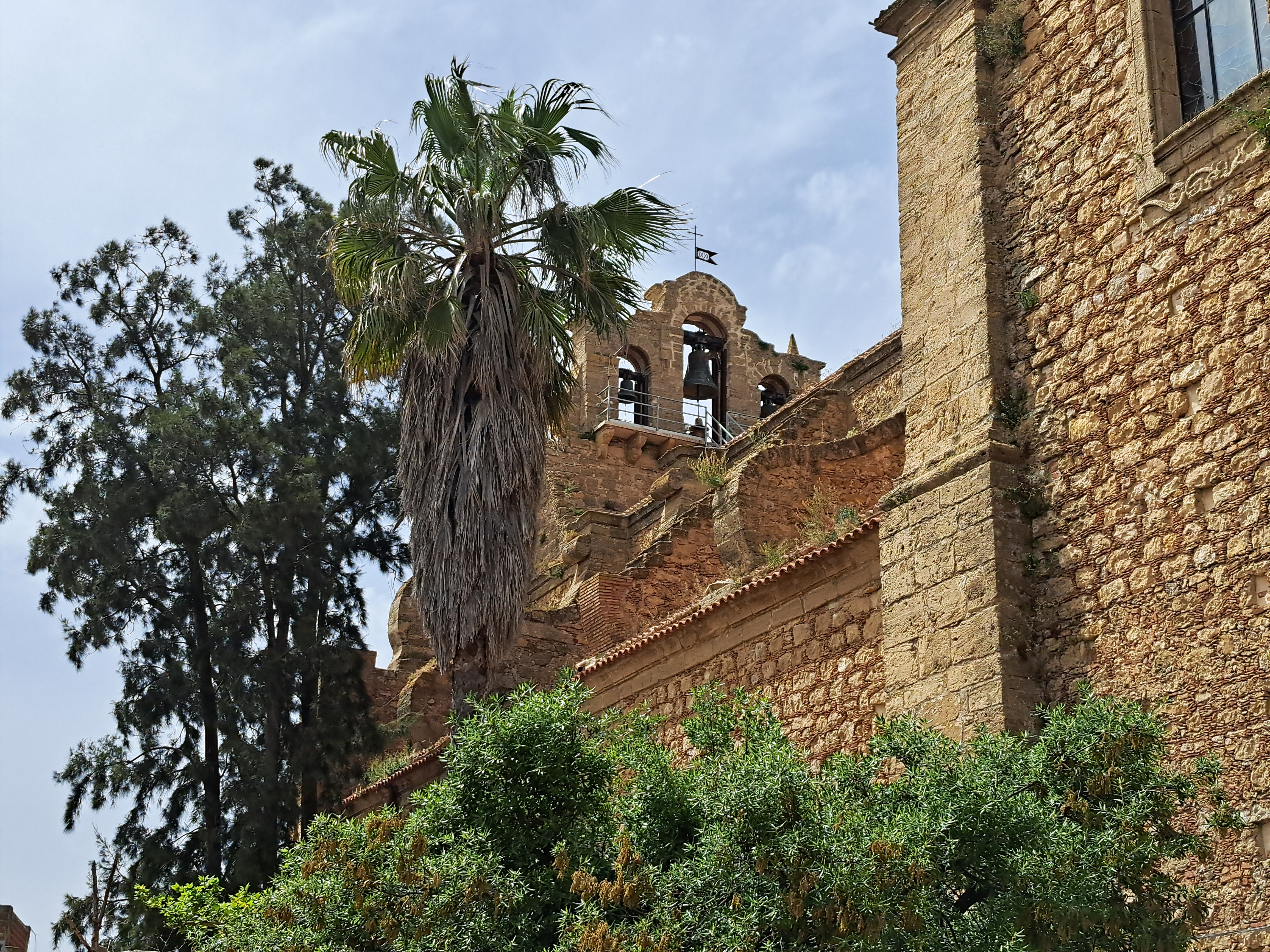
vela campanaria

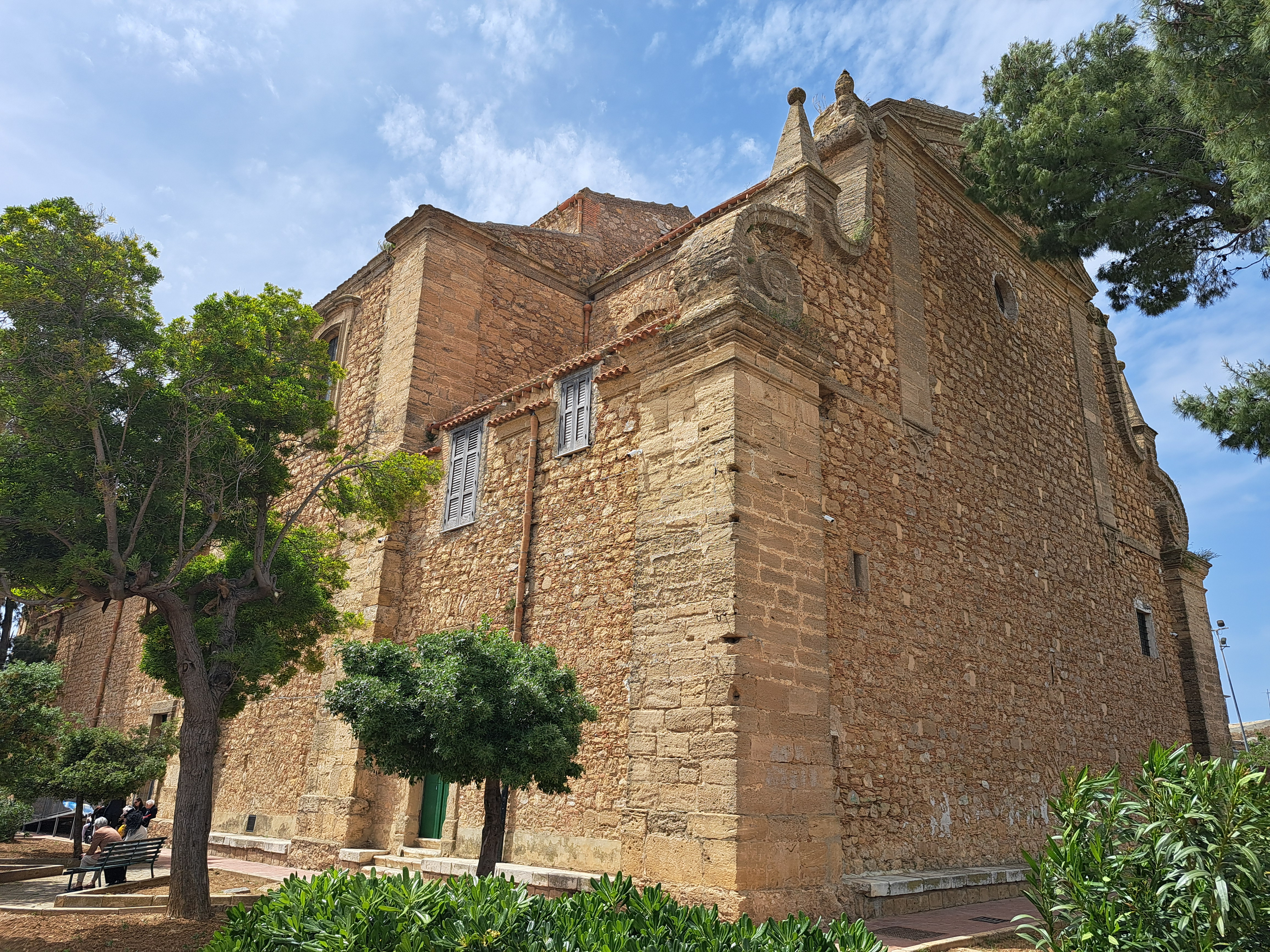
prospetto laterale

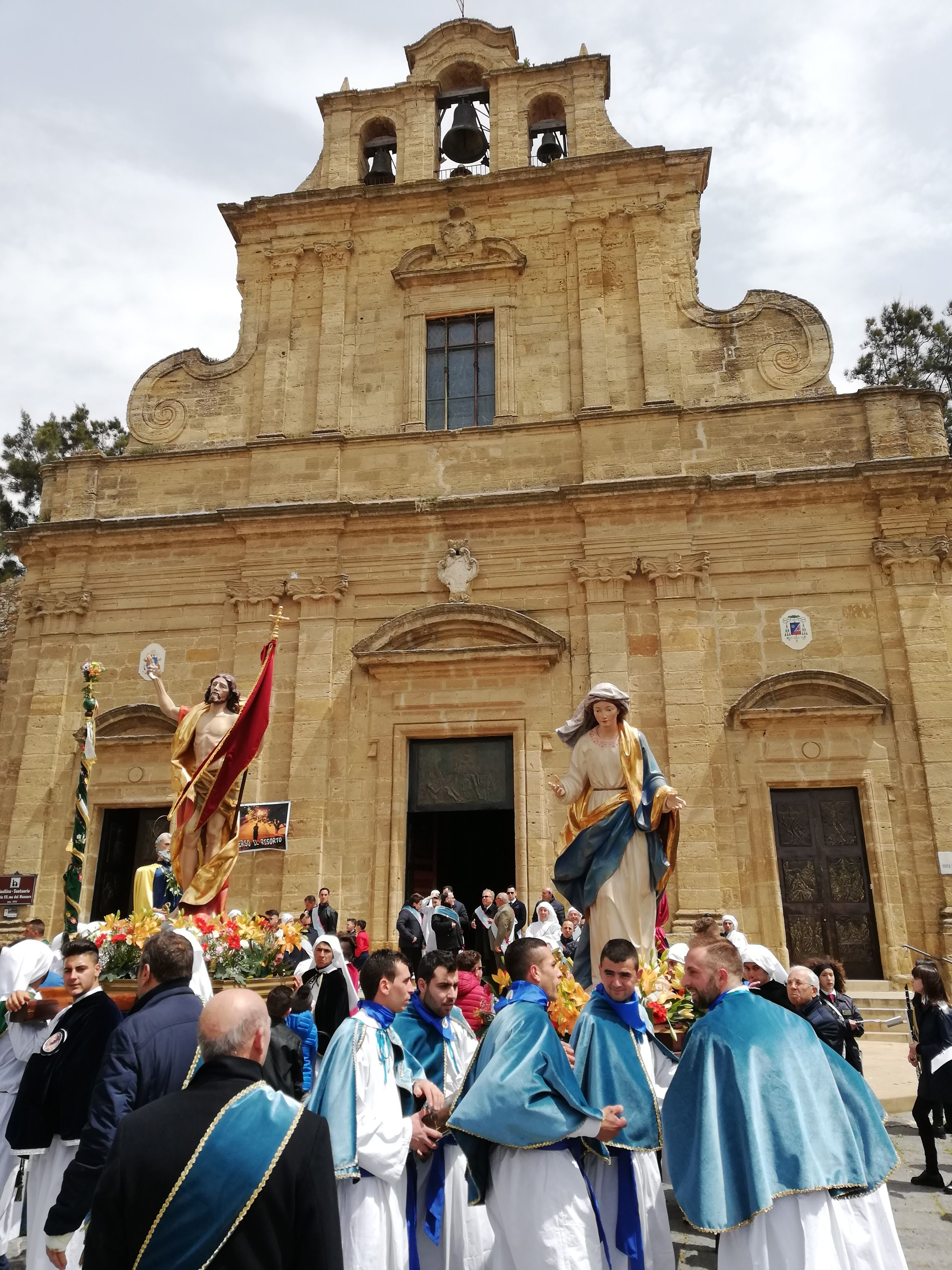
prospetto principale

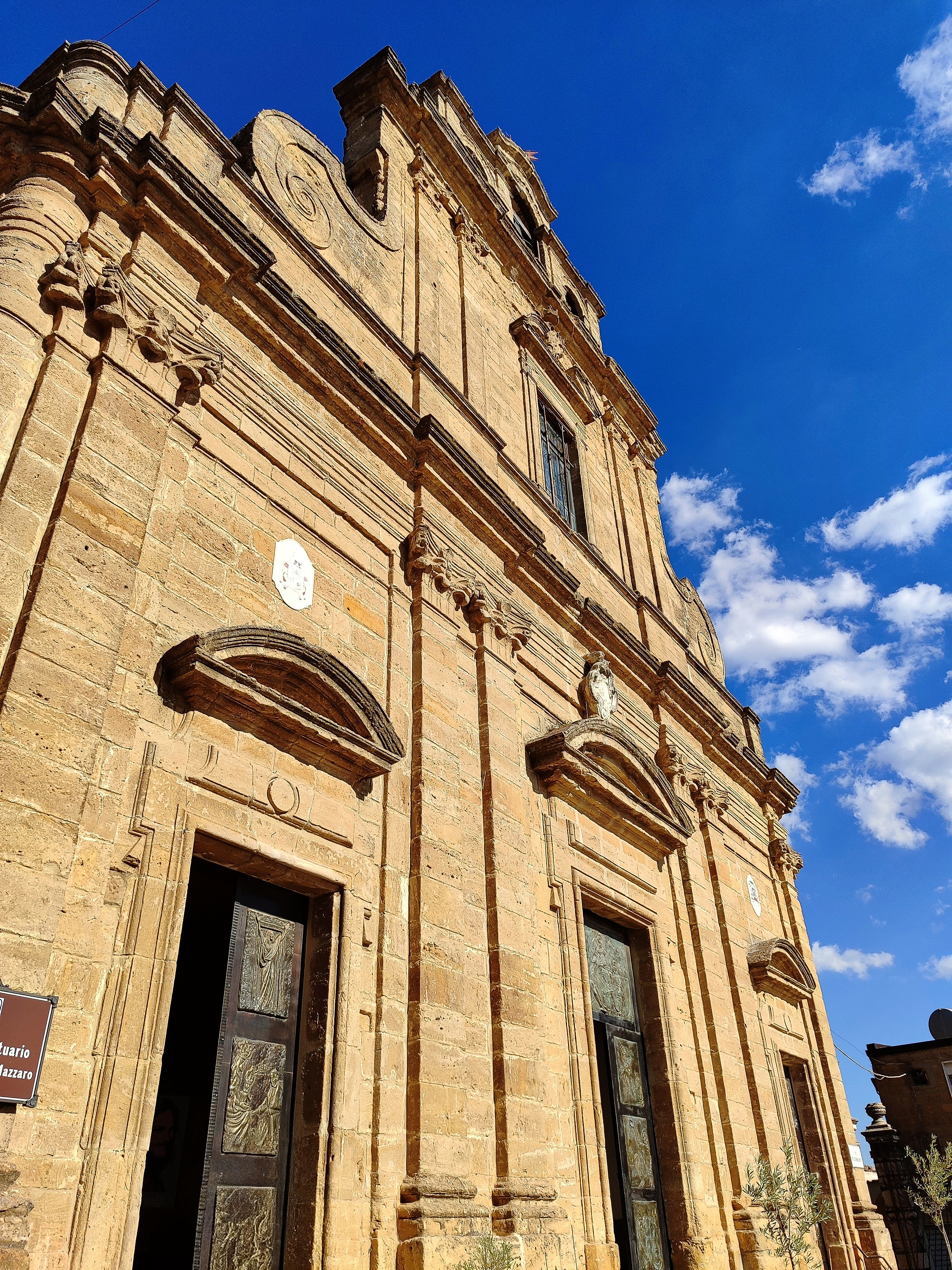

Nel preambolo viene indicato il motivo del diploma, seguito dalla donazione vera e propria. Nella prima parte è contenuto il riferimento al sovrano normanno Guglielmo I, e alla genealogia della famiglia reale. 
Ego igitur Manfredus comitis Simonis filius, pro anima regis Rogerii felicis memoriae, Deo et Ecclesiae sancta eius genitricis Mariae, quam nuper in Mazarino construxi, oblationes et elemosinas dare extimavi, et comproficiant ad salutem et gloriam gloriosi Comitis Rogerii pro avi mei; qui hanc patriam de impiorum Saracinorum manu, ac tirannide potenter eripuit et sanctac Fidei subiugavit, et animac uxoris cius Adelaidac merilissimae reginae, et an prosit animae Henrici avi mei et cius coniugis comitissae; et ut gloriosa Virgo Dei Genitricis Maria intercedat pro Rege Villelmo, quem nobis de courum stirpe et progeniae, Dei misericordia conservavit ex filiis ipsius, in perpetuum, et ut misericors Deus domino patri me Simoni, mihique suo servo et filiis vel successoribus meis in perpetuum, annuento et consensiento domina Beatrice uxore mea perpetuo liber tradens, confirmo in praedictam Ecclesiam, presentibus literis, offero dono, largior et Sancta Maria de Mazarino totam ipsain terram quod est in loco et super loco ubi quodam fuit Piratum, quae terra est ab Oriente fossatum, per quod decurrit ab altera terra, quae minor continet, et piratus inservit, a meridie Piratum et terram quam Saracini laborant; a septemtrione terram Petri Carusi et Petri Cascperennis. Eodem dono eidem Ecclesia tota ipsam terram, quae montes habet prope Casale, sicut ex omni parte ab eis pluvialis aquae descendit, usque ad inferiorem planitiem ex omni parte.(...)« Omnes bestiae vel pecora huius Ecclesiae, et villanorum suorum per universam terram meam semper quiete et libere pascantur in herba quoque et stabilis suis sine aliquo herbatico, dando alicui; sed Ecclesia auferat herbaticum a suis villanis, de bestiis eorum. Haec igitur omnia superscripta in proprietario jure et libera potestate et sempiterna proprietate Mazarinensis Ecclesiae in omnibus futuris temporibus permaneant sub praecepto et libito Leonis praesbiteri Cajetani, spiritualis patris, et compatris nostri, et successorum suorum canonice in intrantium. Itaque nec nos, nec nostri baeredes et successores, vel aliqua hominis persona de ómnibus praescriptis aliquid conrumpere audeant. Quod si quis a usu temerario facere tentaverit, primam iram et maledictionem Dei, et ejus Genitricis semper Virginis Mariae, ad cuius honorem consecrata est Ecclesia, incurrat; dehin in reali Curia, pro cujus maxime incolumitate facta est obligatio, donatio et confirmatio, sicut supra dictum est, firma et stabilis permaneant in perpetuum.
(Girolamo, vescovo di Otranto)

## Descrizione

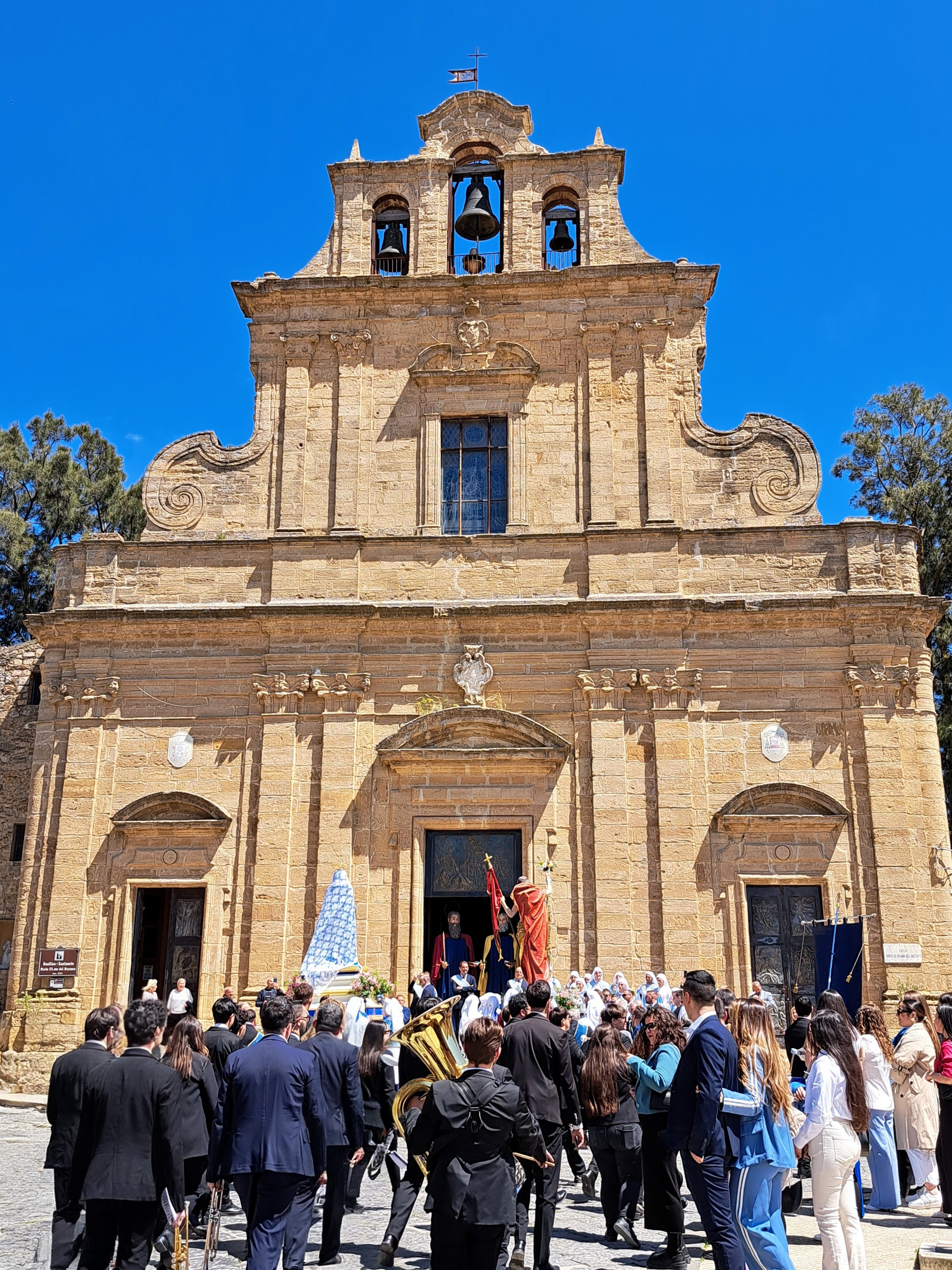
Esterno della basilica

La basilica di Maria Santissima del Mazzaro ha un impianto a croce latina, con abside e presbiterio, retti e non aggettanti in corrispondenza della navata centrale e due altari, laterali, in corrispondenza dei transetti.
La costruzione presenta uno sviluppo longitudinale rivolto a ponente, e si affaccia sul sagrato semicircolare, in pietra calcarea locale, in corrispondenza della piazza Regina del Mazzaro. 

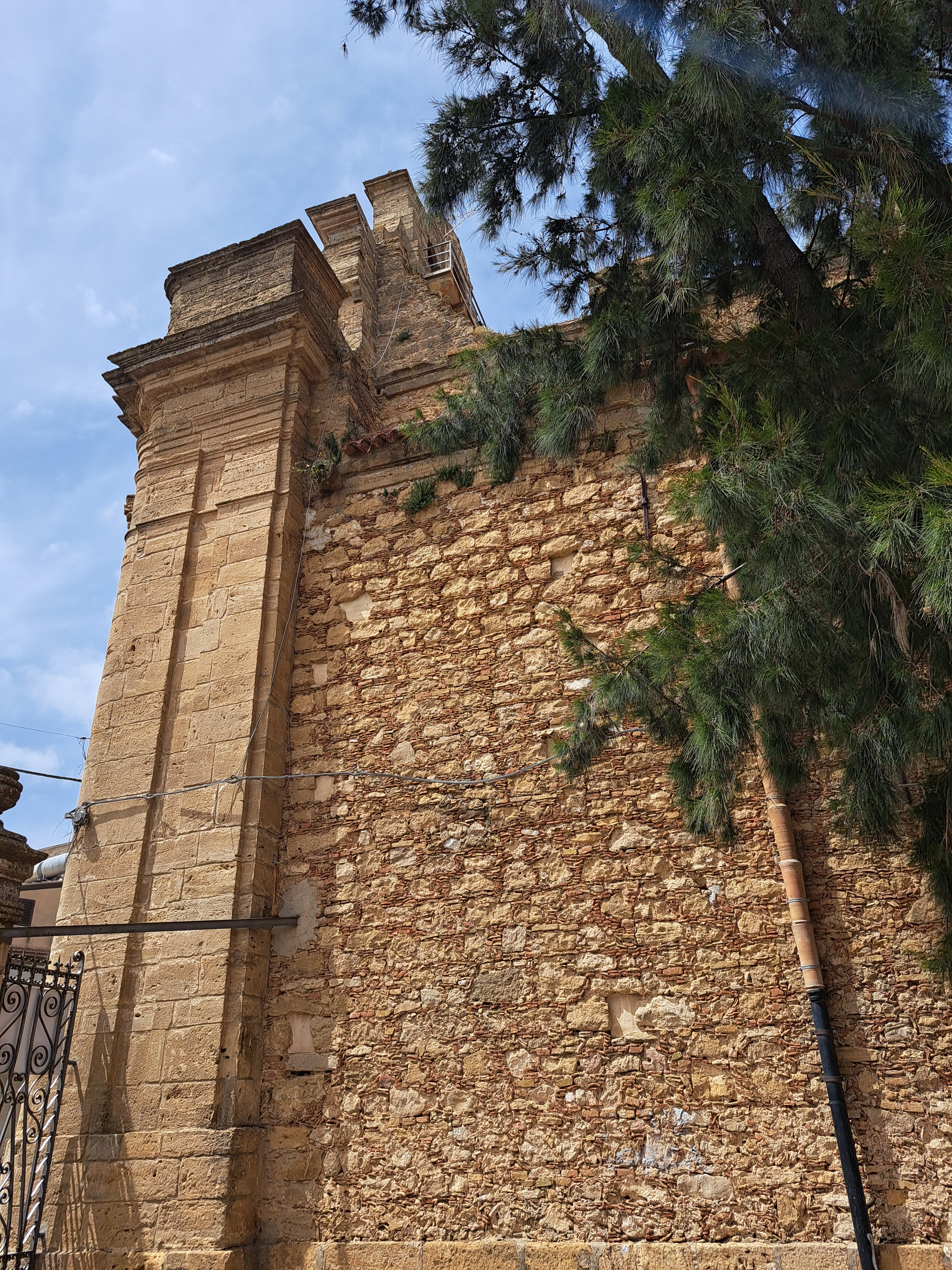

### Facciata

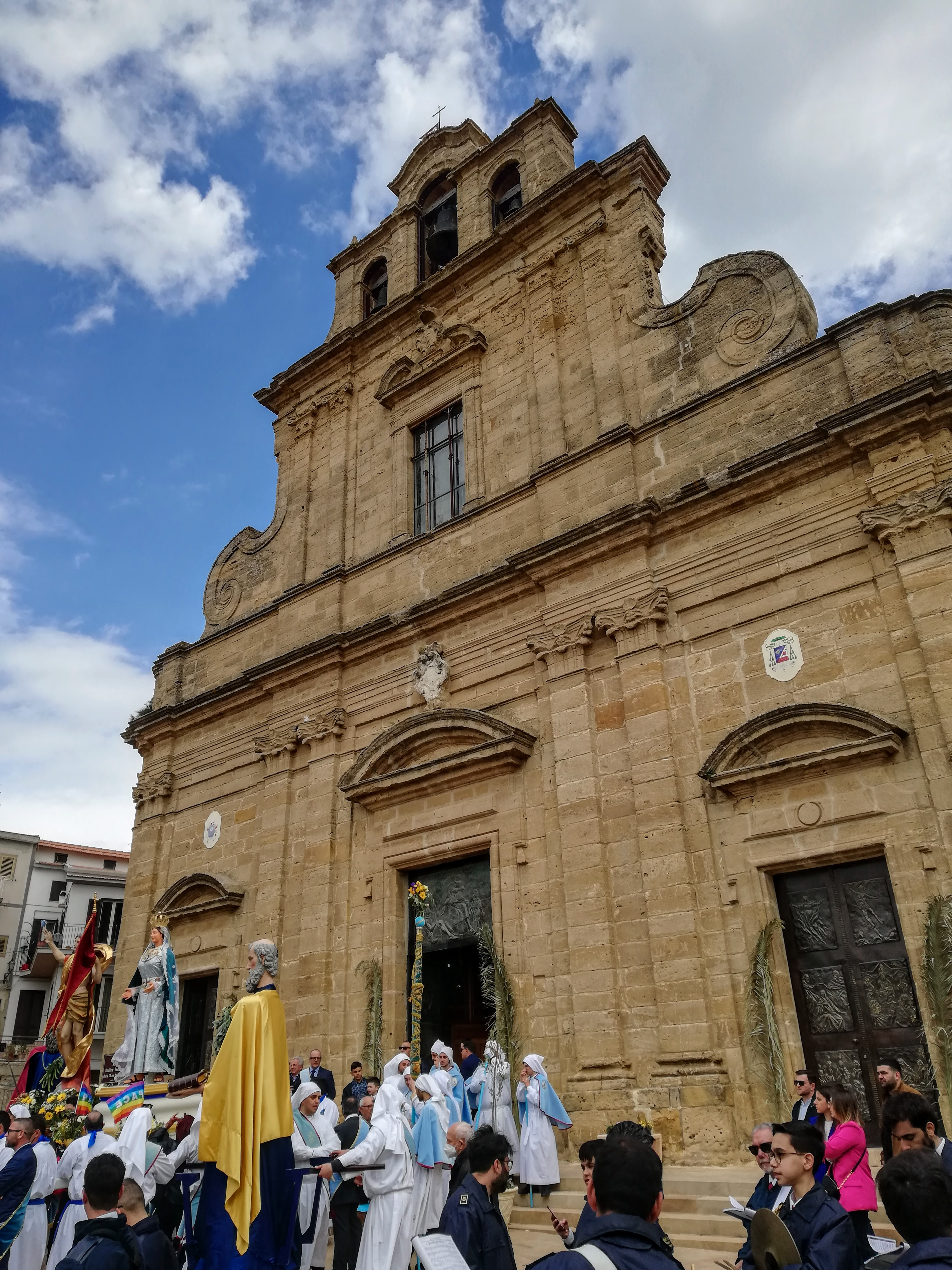
facciata

La facciata settecentesca della basilica è realizzata in blocchi di pietra arenaria locale intagliata e squadrata.
Lo stile è un tipico esempio di tardo barocco siciliano e presenta uno sviluppo piramidale, molto diffuso nelle architetture chiesastiche del Val di Noto.
La facciata è suddivisa in tre ordini da cornicioni aggettanti e marcapiani con modanature,sorrette da lesene binate in prossimità del portone centrale, sormontate da capitelli corinzi.
Nel primo ordine si trovano i tre ingressi, corrispondenti alle tre navate, alternati da due coppie di paraste. I tre portoni sono sormontati da portali con timpano semi circolare a sesto ribassato.
I tre portoni bronzei sono stati installati tra il 1980 e il 2014, e riportano le impronte delle mani degli ultimi tre papi (San Giovanni Paolo II, Benedetto XVI e Papa Francesco).
Il secondo ordine, al di sopra del cornicione, è occupato dal finestrone, che illumina la navata centrale, sormontato da un timpano spezzato e affiancato da due coppie di lesene e alle due ali estreme due volute a ricciolo. Il terzo ordine è occupato dalla vela campanaria, con tre celle con archi a tutto sesto ospitanti le tre campane bronzee di fine '800 della fonderia Gerbino di Caltagirone.

### Interno

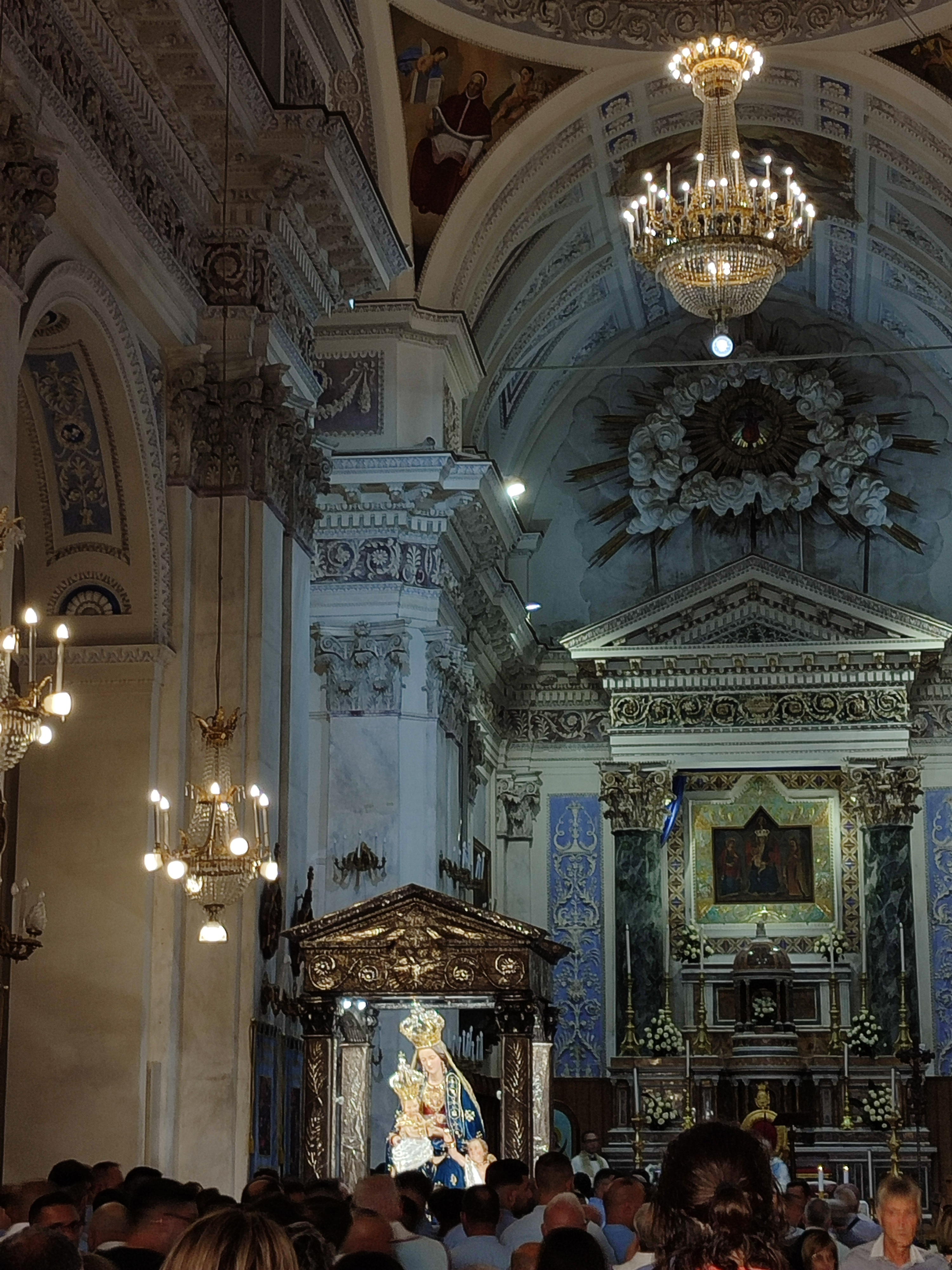
Interno

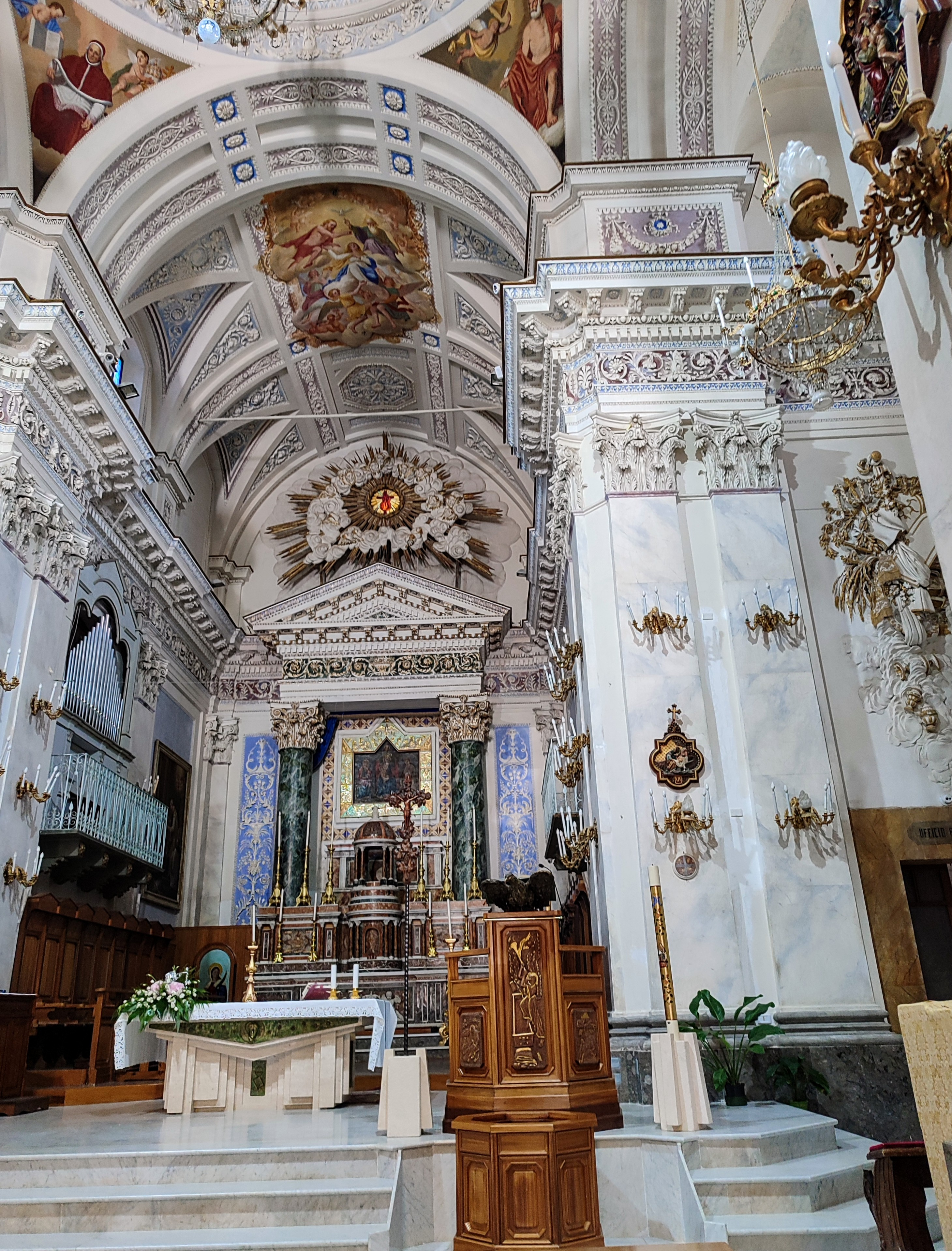
Altare maggiore - particolare

Lo spazio liturgico interno è suddiviso in tre navate da dieci arcate sorrette da dieci pilastri a sezione quadrata, cinque per la navata di destra e cinque per la navata di sinistra, abbelliti con decorazioni in stucco, e ricoperte con lesene e paraste, sormontate da capitelli di ordine corinzio, che sorreggono il cornicione di finimento con modanature dentellate, che riportano motivi floreali, opera realizzata dell'artista palermitano Giuseppe Utveggio nel 1847

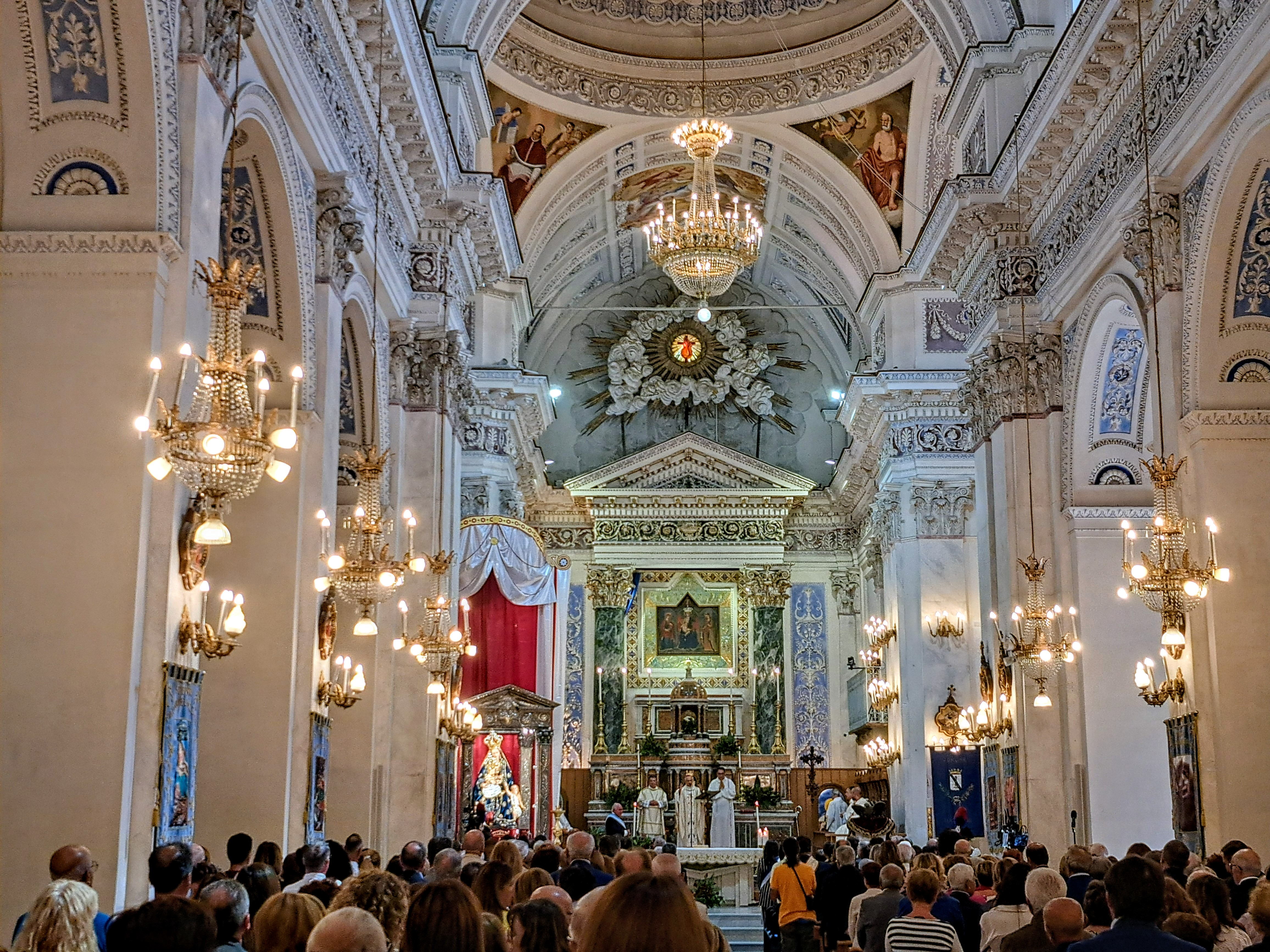
navata centrale

#### Navata centrale

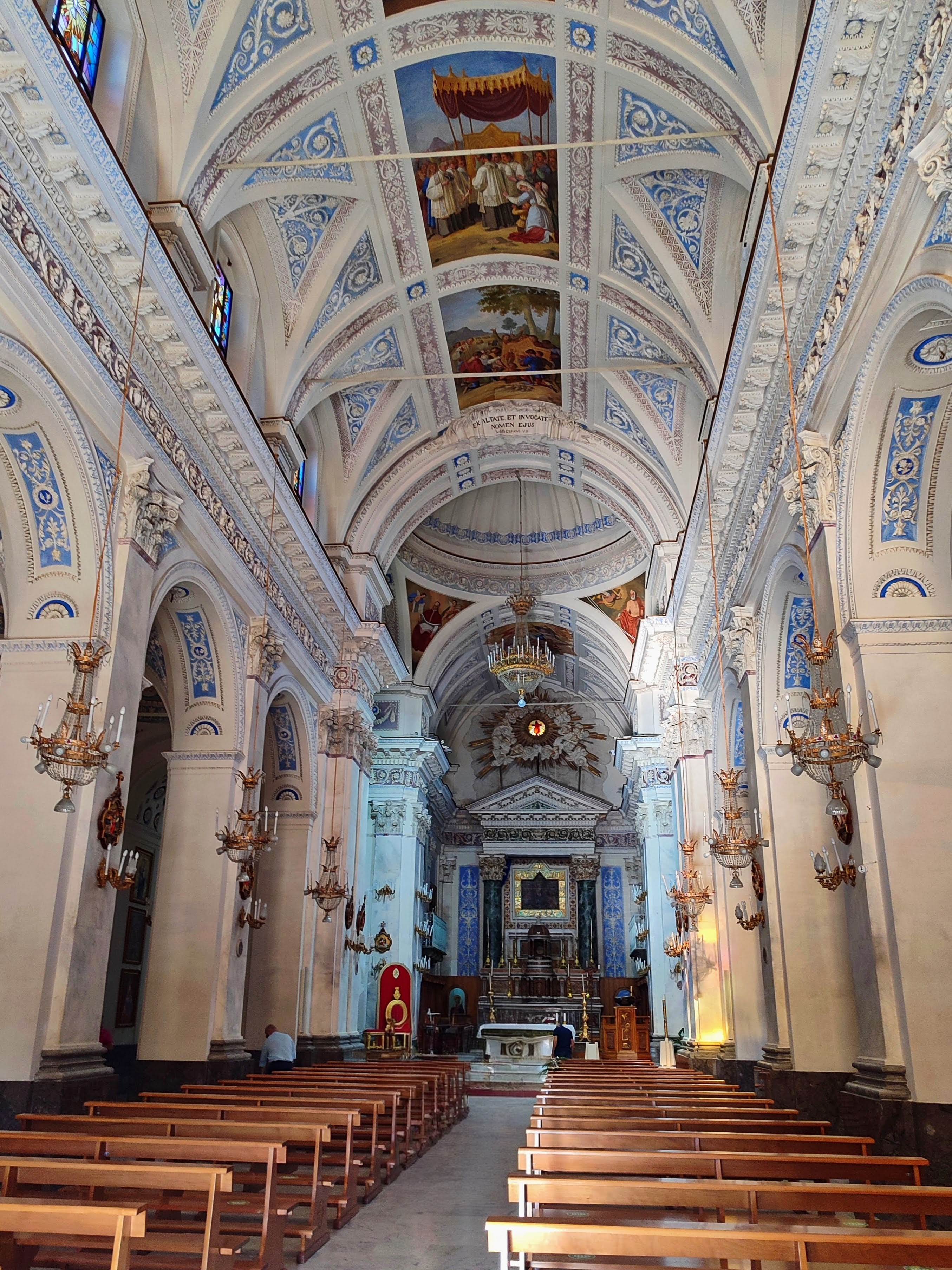
navata centrale

La volta a lunetta della navata centrale è in incannucciato, ed è decorata con stucchi che riportano motivi floreali e alternanze cromatiche, al centro vi sono dei riquadri, dipinti dal pittore palermitano Giuseppe Carta, che ripercorrono le principali vicende storiche della basilica sin dal ritrovamento dell'icona.
- Nel primo riquadro è raffigurato il ritrovamento del quadro della Vergine del "Mazzaro" , tra lo stupore dei presenti;
- nel secondo la prima processione dell'icona subito dopo il ritrovamento;
- nel terzo riquadro la consacrazione della chiesa, nel 1154,  da parte del vescovo di Otranto, Girolamo e il Marchese Enrico del Vasto;
- nel quarto sono raffigurati i lavori di costruzione della nuova basilica del 1763, con il padre cappuccino Ludovico Napoli che raccoglie gli oboli tra il popolo;
- nel quinto riquadro, infine, la solenne processione del 1855 a termine dei lavori di abbellimento della chiesa[3].

Nei pennacchi della falsa cupola sono raffigurati: San Girolamo, Sant'Ambrogio, Sant'Agostino e San Gregorio Magno opera di Pasquale Conti da Palermo, che dipinse pure l'annunciazione e la visitazione della Vergine.
Le navate laterali, in corrispondenza delle campate, presentano la volta a falsa cupola su base quadrata.
Tutti gli altari espongono tele di scuola pittorica siciliana databili tra il XVII-XVIII sec.

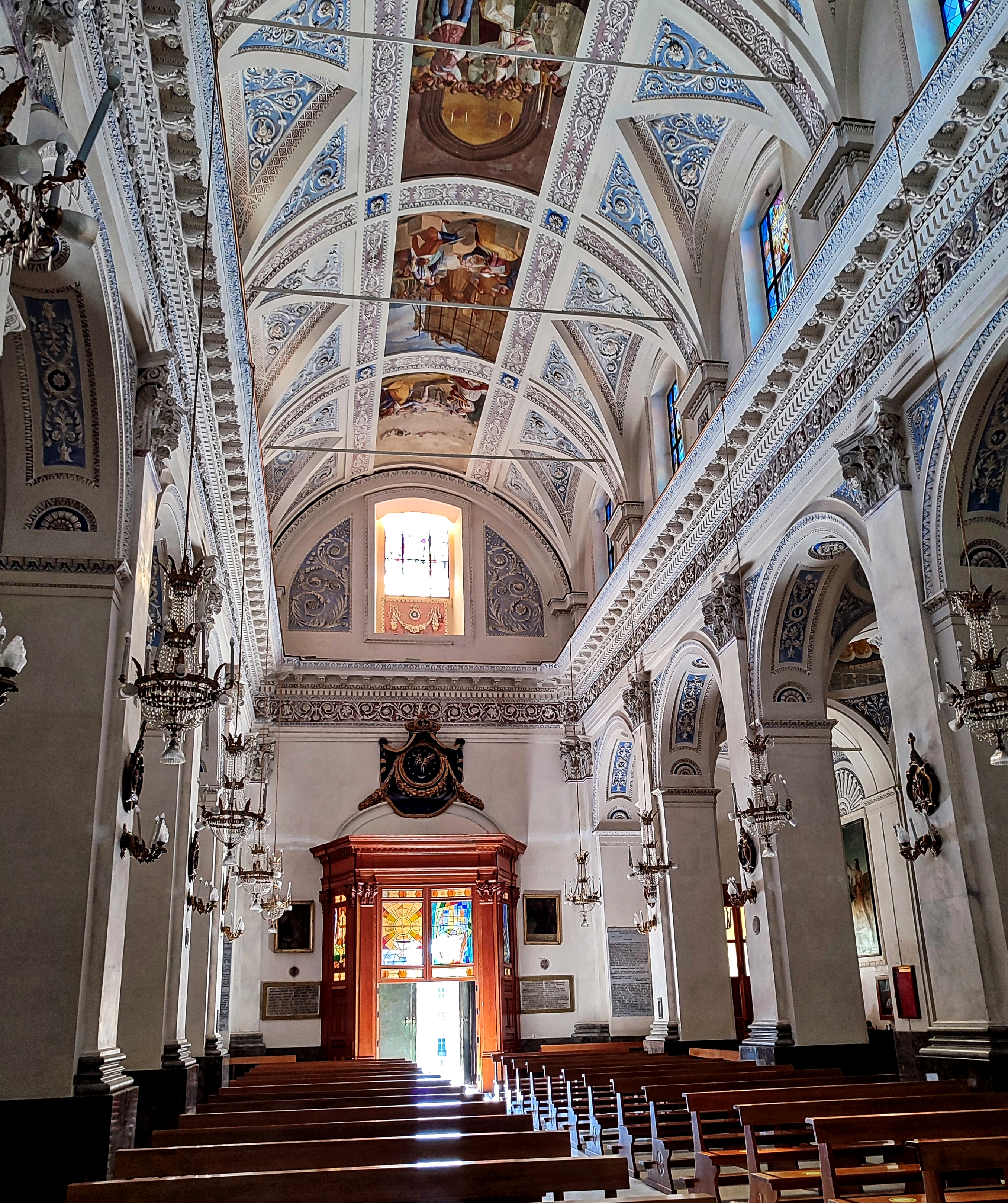
Navata centrale

#### Navata di destra
- nella prima campata di destra: altare con tela dedicato al transito di Maria;
- nella seconda campata: altare con un dipinto del "glorioso San Giuseppe" , opera di Antonio Ballistreri;
- nella terza: altare dedicato a Sant'Orsola con tela della santa opera di Bernadino Bongiovanni i da Caltagirone;
- nella quarta: altare con tela di Domenico Provenzani, del 1872, all'assunzione della Vergine;
- nella quinta: altare nel transetto di destra, in una nicchia presenta una statua del Sacro Cuore di Gesù.

#### Navata di sinistra
La navata di sinistra ha sei altari:
- nella prima campata di sinistra è collocato il fonte battesimale, racchiuso da un cancelletto in ferro, con tela del battesimo di Gesù di Giuseppe Perno Moscato;
- nella seconda campata: altare con tela dedicato a San Silvestro Papa;
- nella terza: altare dedicato all'evangelista San Marco, con tela del Santo, opera di  Bernadino Bongiovanni da Caltagirone del 1751.;
- nella quarta: altare con tela della Vergine "rifugio dei peccatori" di pittore ignoto;
- nella quinta: altare dedicato a San Biagiovescovo opera di Bernadino Bongiovanni da Caltagirone del 1751.;
- Il sesto altare, in marmo, nel transetto custodisce il Crocifisso ligneo rinvenuto nel 1125.[2]

Nel 1868 a spese dei chierici, dei macellai e del popolo furono installati i quindici lampadari di cristallo che adornano la navata centrale e i transetti.

Negli anni '70 del XX sec. è stato rifatto il pavimento in marmo di Carrara in sostituzione del precedente ormai logoro.

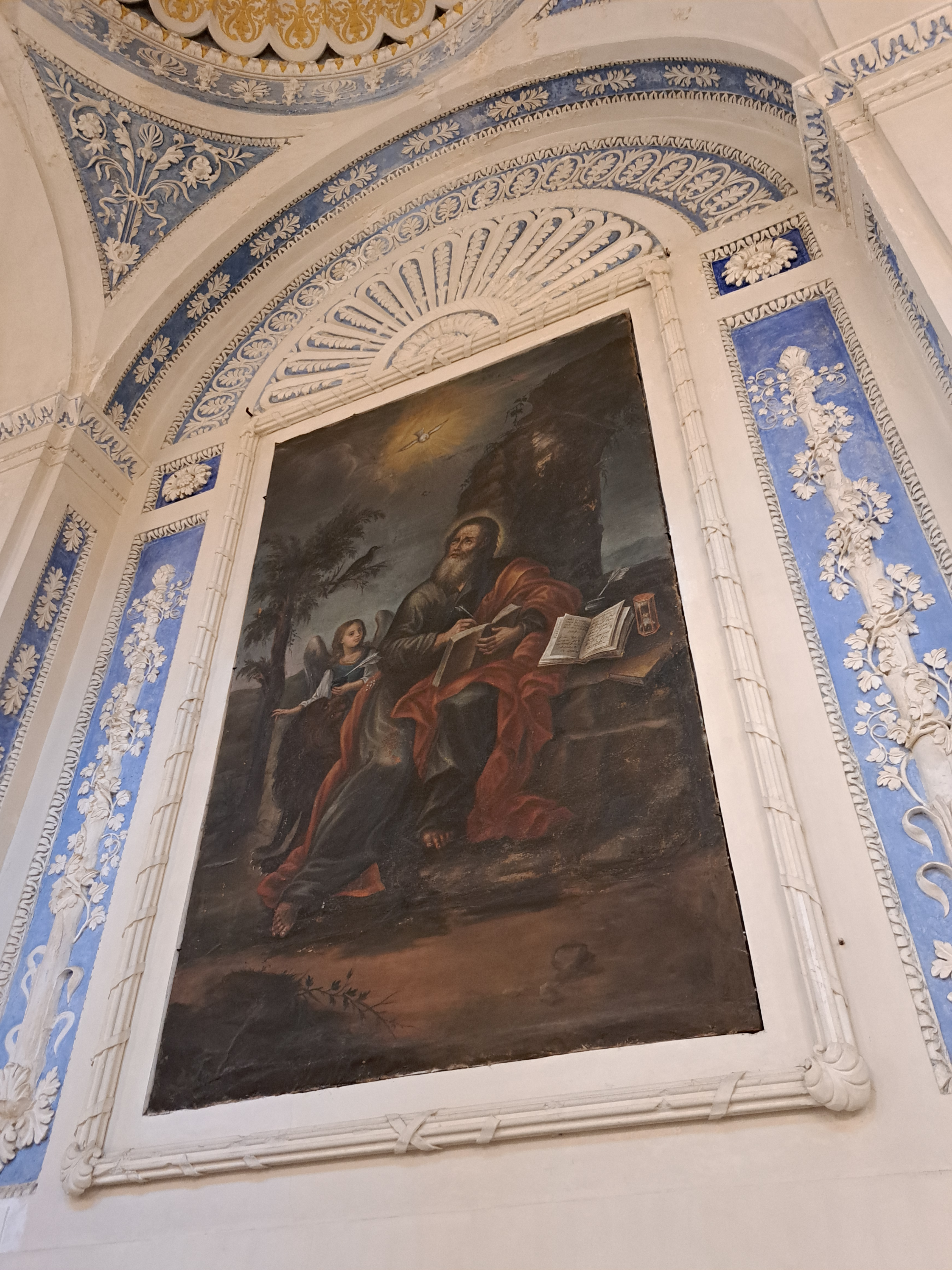
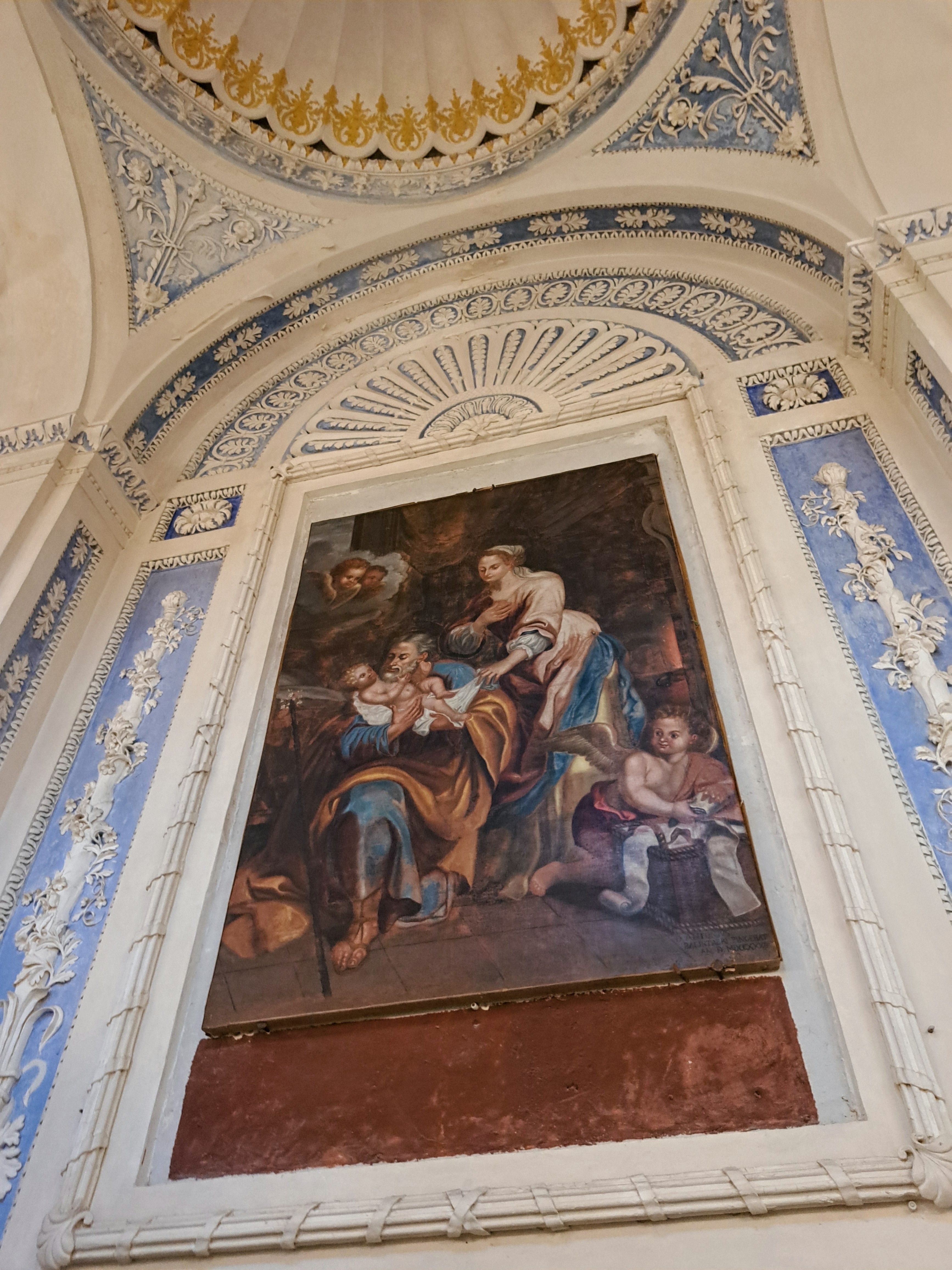
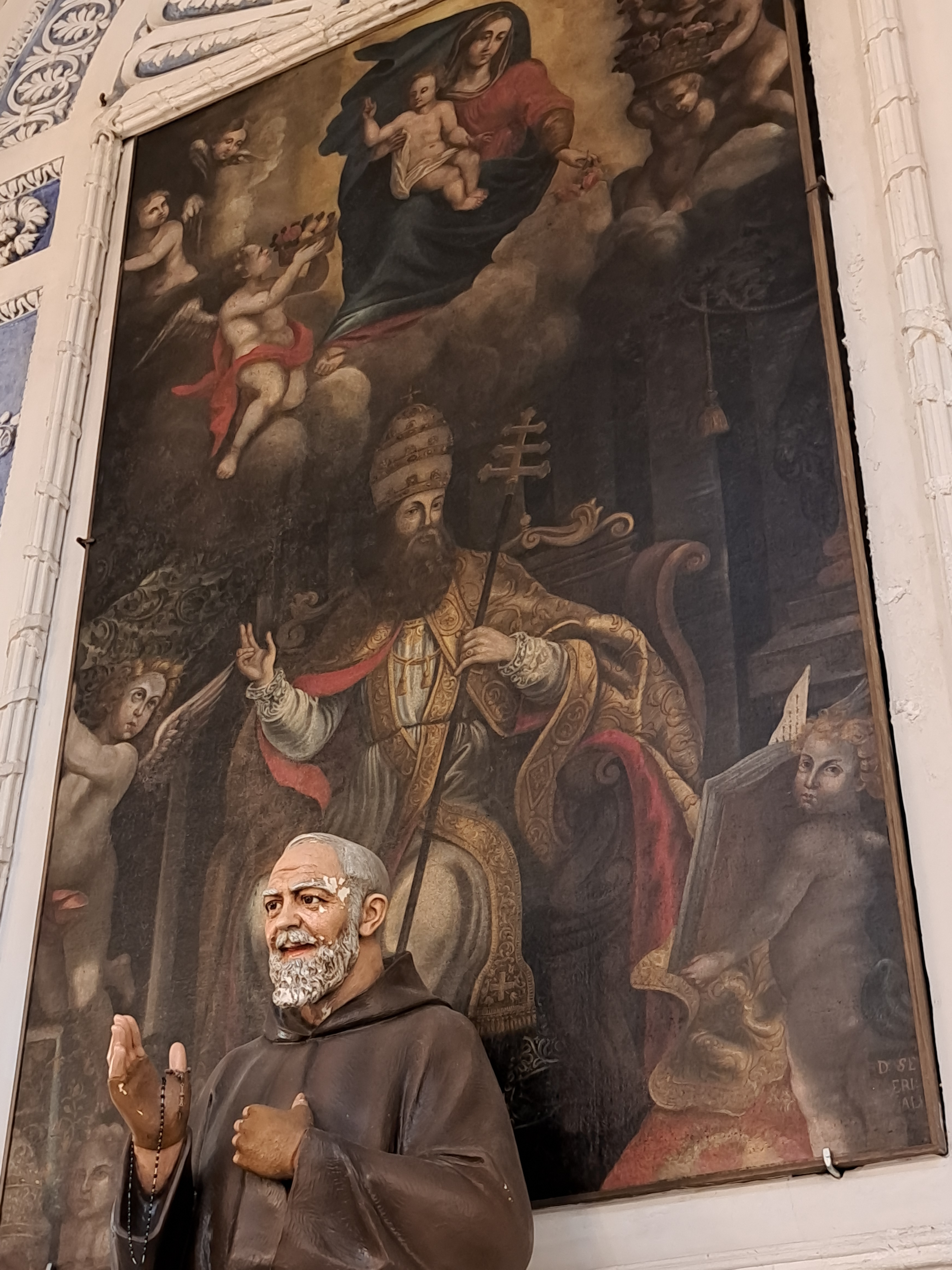
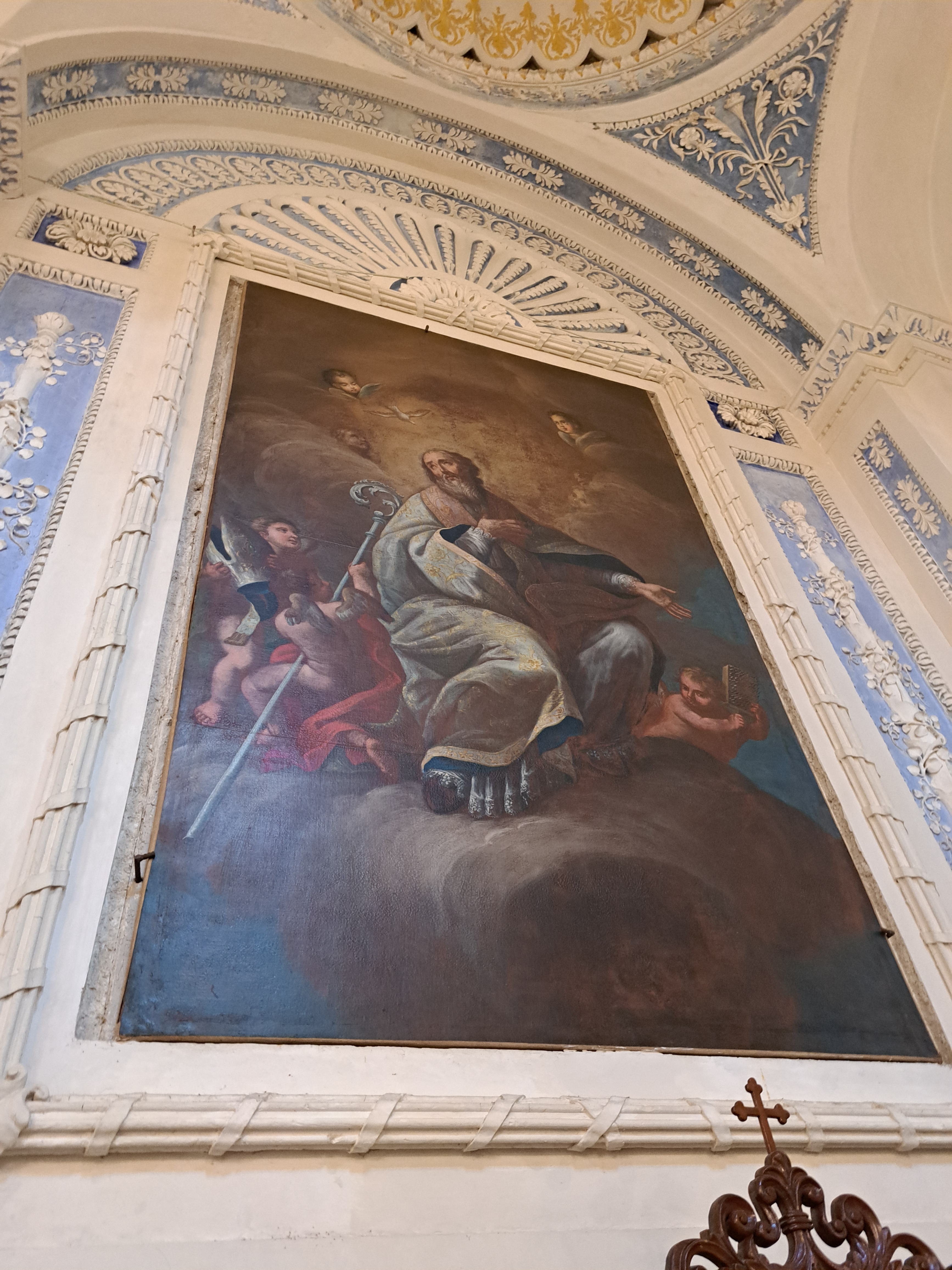
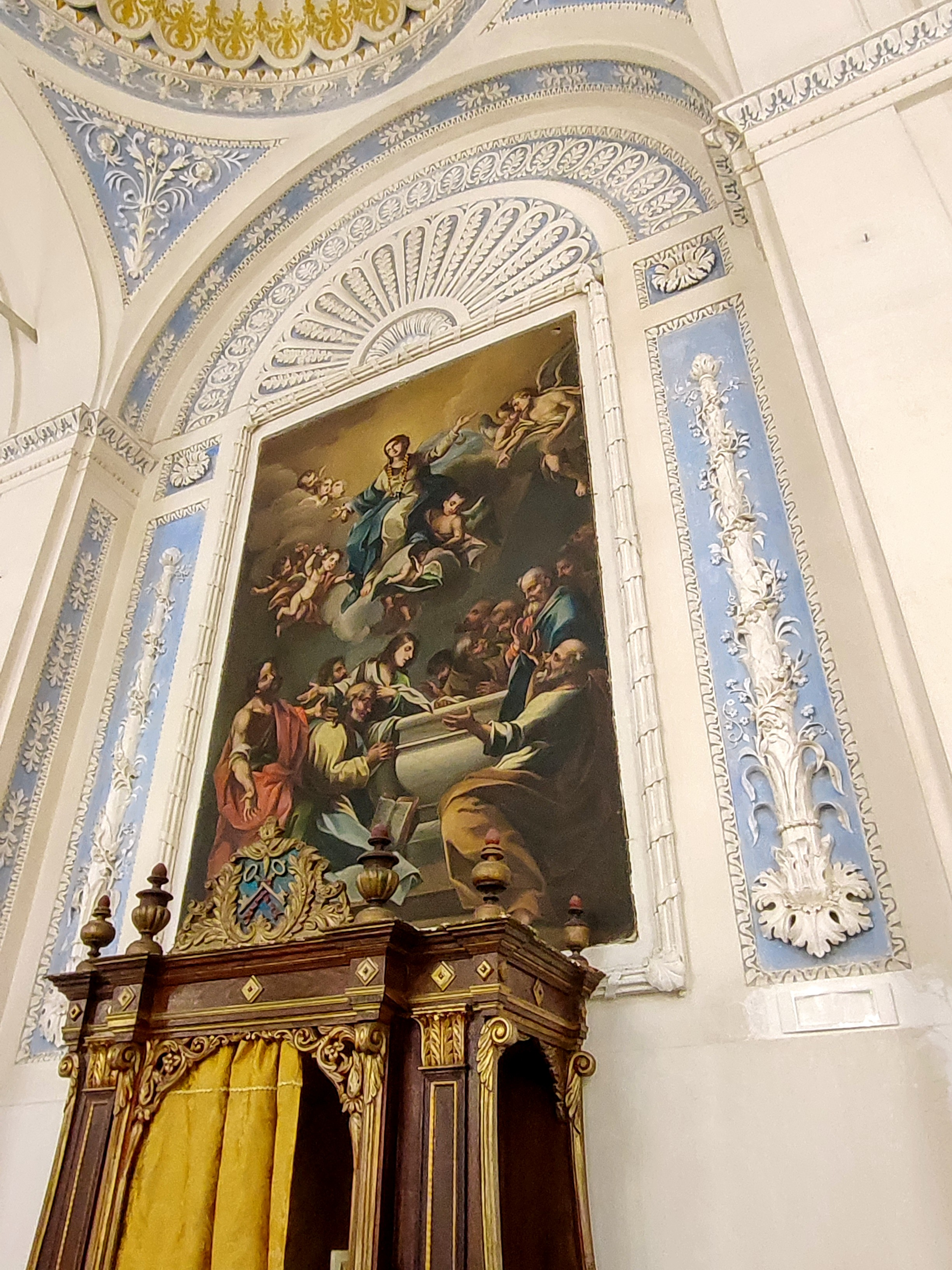
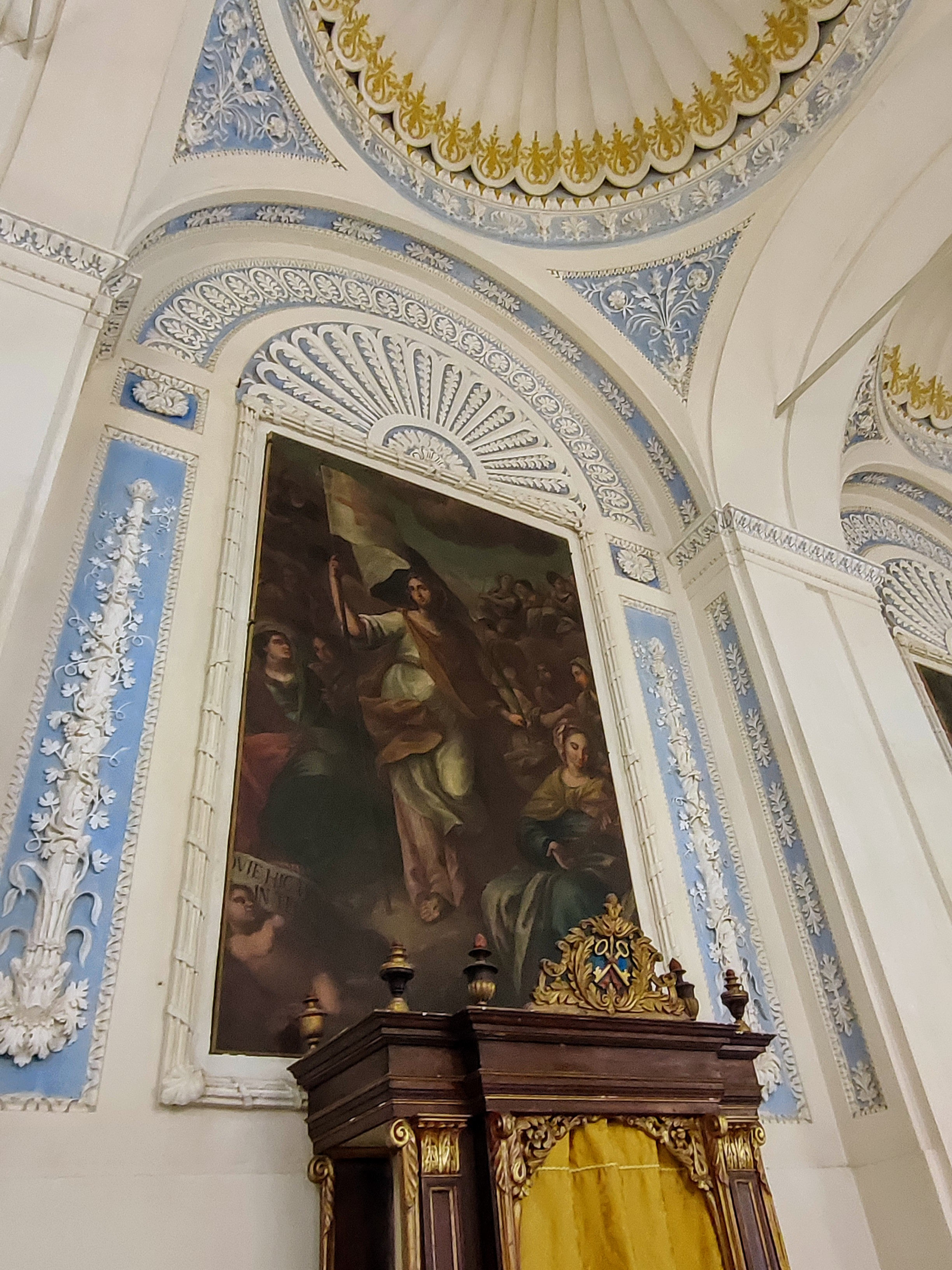
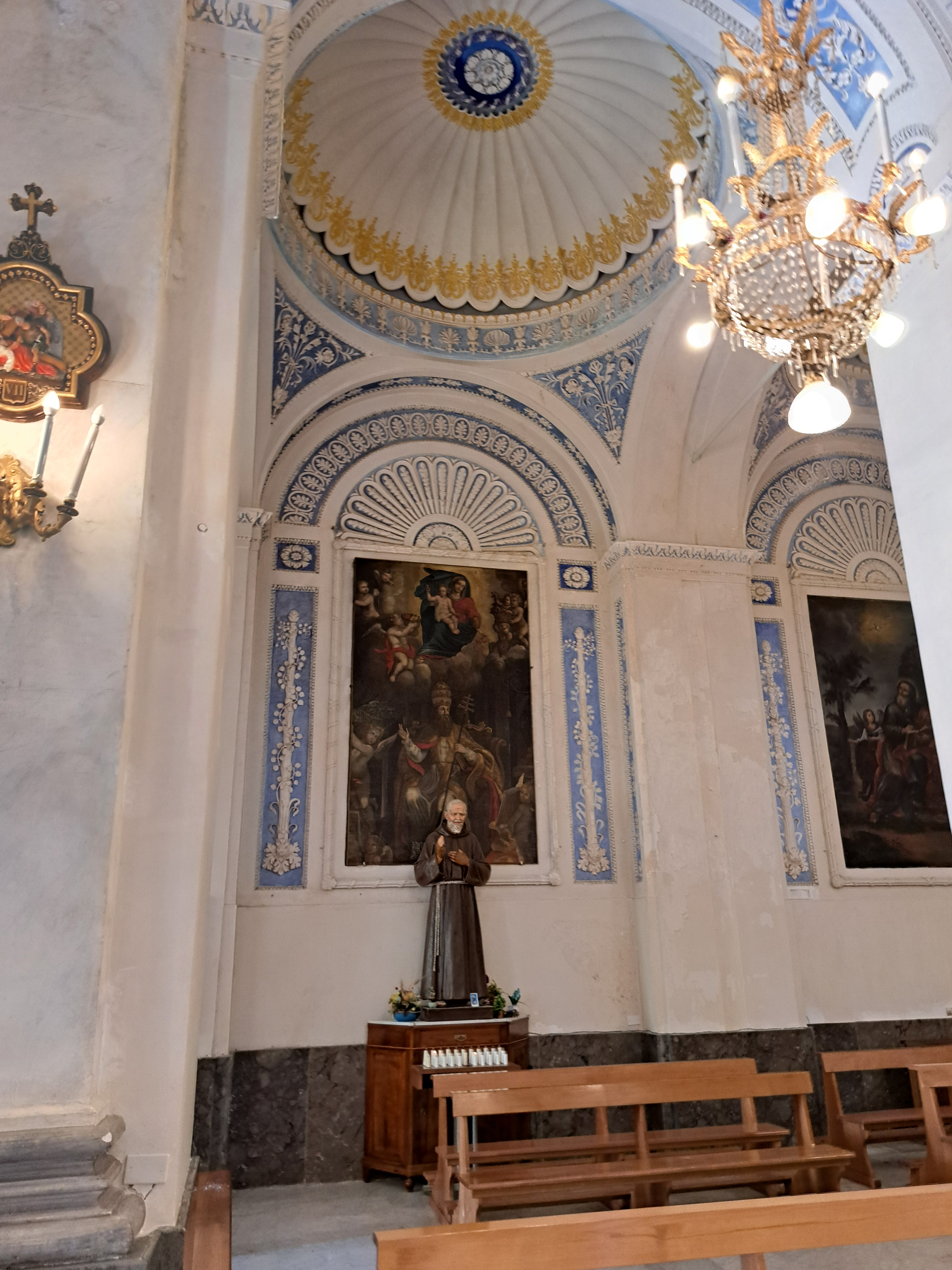

## Organo

### L'organo a canne della "Premiata fabbrica D'Organi Damiano Polizzi e figli da Caltanissetta"
Nella cantoria in muratura posta a sinistra nell'abside in cornu evangelii  è collocato l'organo a canne inaugurato il 31 maggio 1916 dalla Premiata fabbrica D'Organi Damiano Polizzi e figli da Caltanissetta, lo strumento presenta le seguenti specifiche foniche:
- Registri: 19
- Canne: n/d
- Trasmissione: meccanica a rimando
- Consolle: a finestra
- Tastiere: 2 di 58 tasti (do1-la5)
- Pedaliera: di 17 note (do1-mi2)
- Accessori: Tremolo

| I - Grand'Organo |     |
| Principale       | 16' |
| Principale       | 8'  |
| Viola gamba      | 8'  |
| Unda maris       | 8'  |
| Flauto           | 8'  |
| Flauto           | 4'  |
| Ottava           | 4'  |
| Duodecima        |     |
| Salicet          |     |
| [Ripieno]        |     |

| II - Espressivo      |    |
| Dulciana             | 8' |
| Viola                | 8' |
| Salicionale battente | 8' |
| Bordone              | 8' |
| Bordone              | 4' |
| Sonor-Clarinetto     | 8' |

| Pedale  |     |
| Bordone | 16' |
| Basso   | 8'  |
| Violone | 8'  |

## Opere

### L'icona bizantina di Maria Santissima delMazzaro

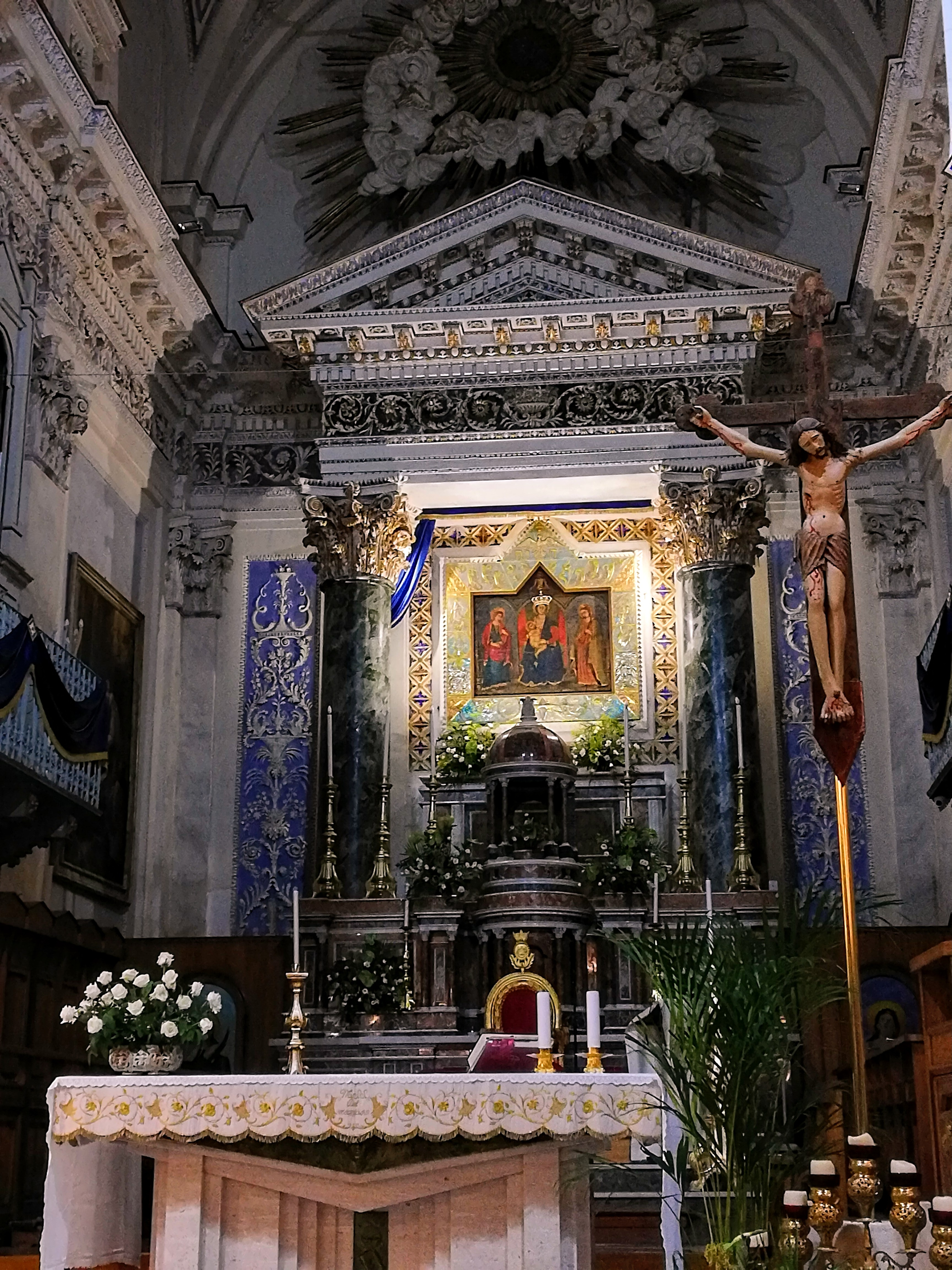
Altare maggiore icona di Maria SS. del mazzaro e crocifisso del VII sec

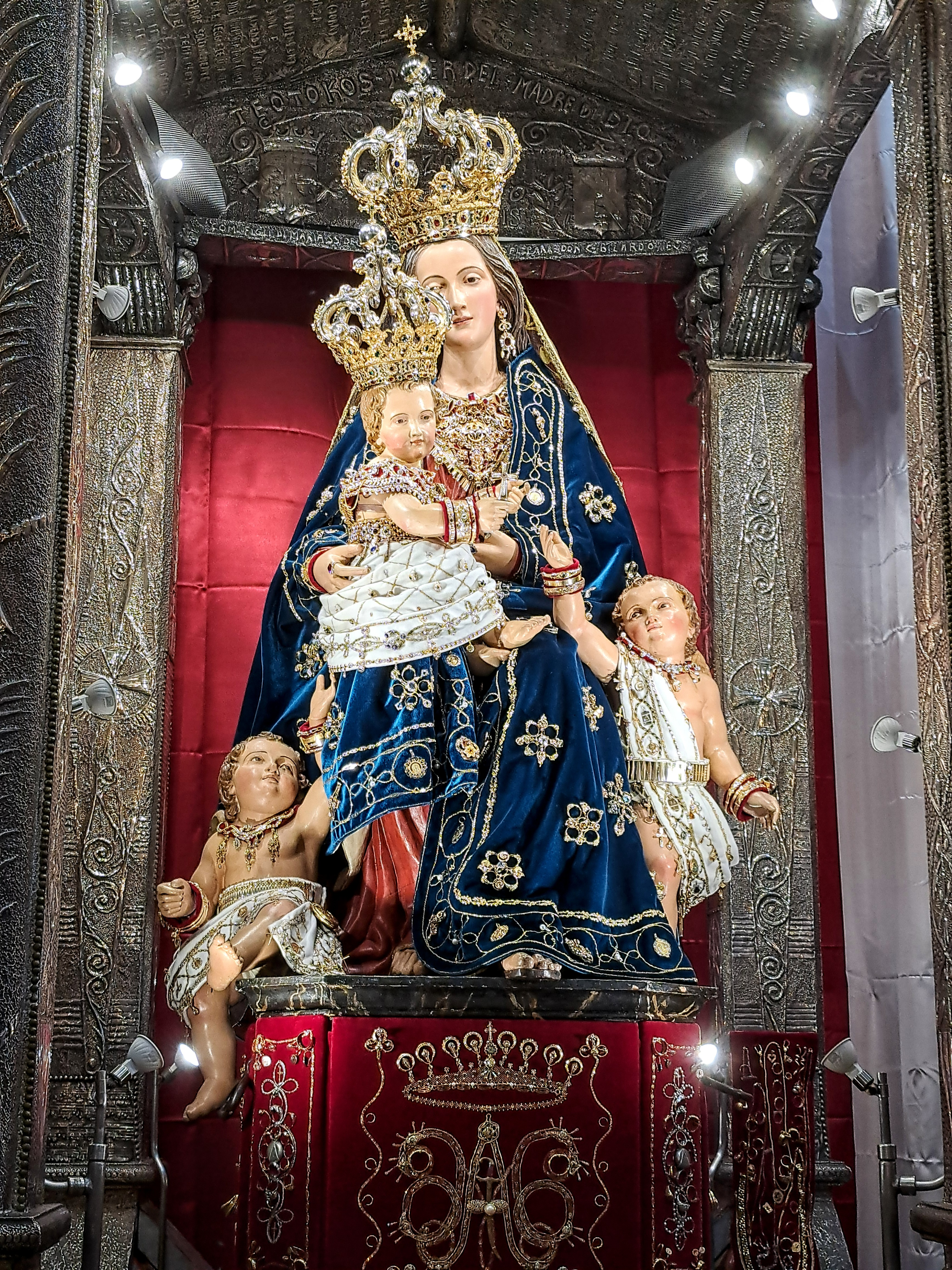
statua lignea di Vincenzo Genovese, 1874

Il quadro della Madonna del Mazzaro o delle grazie, rinvenuto in un cunicolo nel 1125,  è in stile greco-bizantino ed è dipinto su assi di legno.
L'autore del dipinto, la provenienza, nonché la datazione dello stesso sono ignoti. Nel corso dei secoli, infatti, il dipinto ha subito diversi rimaneggiamenti e restauri, a causa di incendi e terremoti che ne hanno danneggiato il supporto.
In esso sono raffigurate tre nicchie con archi a sesto acuto. In quella centrale è raffigurata in posizione seduta la Santa Vergine Maria col Bambino Gesù sulle ginocchia. Sopra la nicchia centrale è posta la figura di un uomo, a mezzo busto, con le braccia distese, dal cui costato e dalle mani piagati si pensa che sia il Cristo risorto.
Alla destra della Madonna, in una nicchia è raffigurata la martire siracusana Santa Lucia, con la palma nella mano destra, simbolo del martirio, e nella mano sinistra un piatto con sopra gli occhi.
Nella nicchia sinistra è dipinta, invece, la martire catanese, Sant' Agata, con la palma nella mano sinistra e la tenaglia, con cui fu martirizzata, nella mano destra.

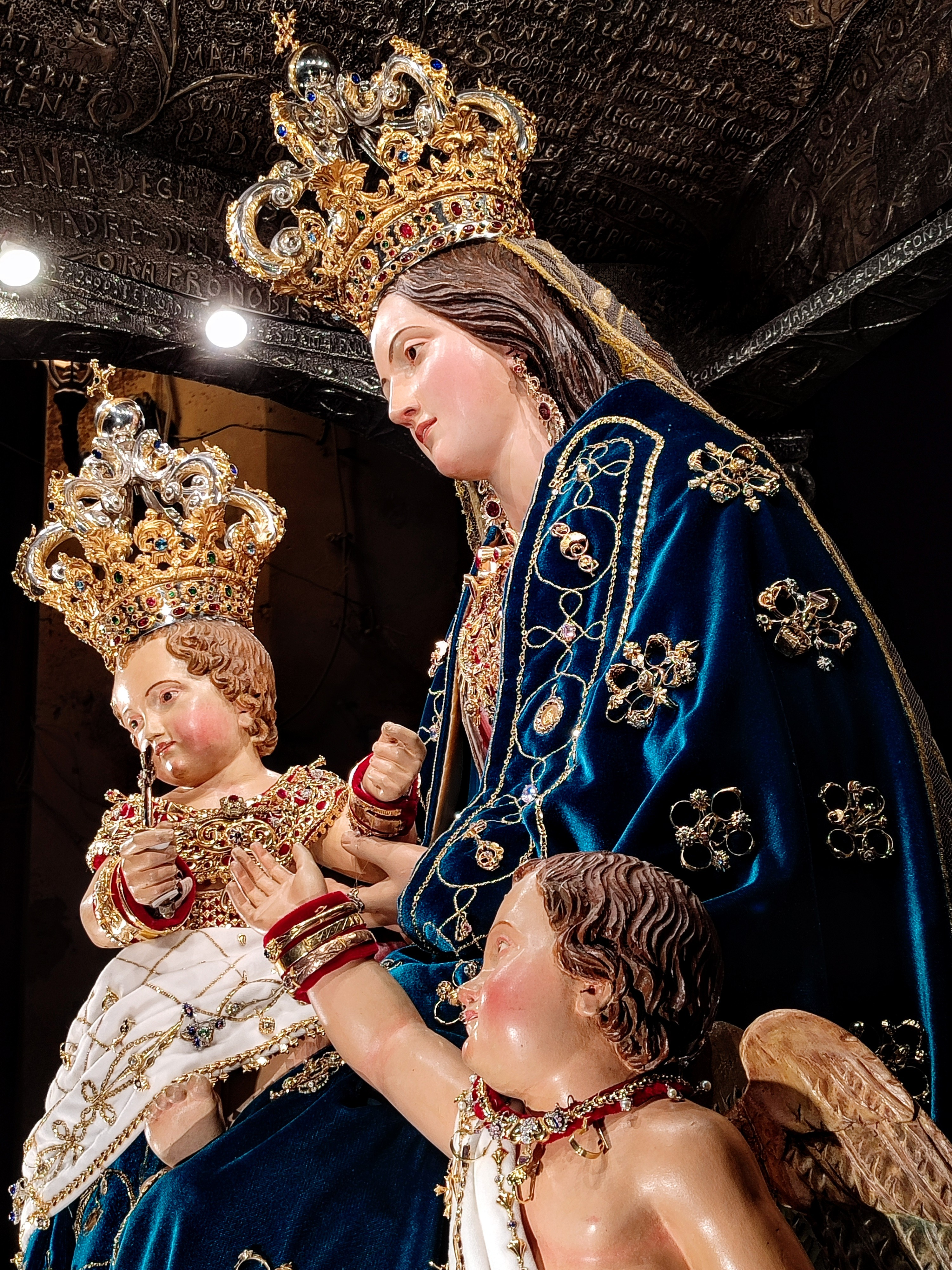
Statua della patrona durante la processione

Secondo le fonti storiche, oltre al quadro della Vergine Maria, fu rinvenuto anche un crocifisso in legno di epoca bizantina, oggi collocato sull'altare del transetto di sinistra della basilica, e una lampada votiva.

#### Datazione e origine dell'icona
Assai difficile risulta la datazione e l'origine del trittico su tavola con la Madonna, Santa Lucia e Sant’Agata, a causa delle ripetute e larghe manomissioni subite attraverso i secoli sino ai gravi danni di due incendi, l’ultimo dei quali nel 1928, e delle successivi e artigianali riprese dei guasti. Quel che è ormai certo è che non trova fondamento la tradizione locale di origine normanna del dipinto, trattandosi di modi pittorici non anteriori al XV secolo. Nonostante le forti manomissioni che lo hanno snaturato profondamente, è possibile, infatti, intravedere nelle figure diversi elementi di collegamento con il retablo della Cattedrale di Malta, proveniente da Siracusa, o con il trittico della chiesa di Santa Maria di Agira. 
Alla stessa leggenda del ritrovamento primo-medievale della Madonna del Mazzaro la tradizione locale aggancia il piccolo Crocifisso ligneo, con tracce di pittura sulla croce, esposto nel transetto sinistro della chiesa, ancor più chiaramente tardo quattrocentesco, e analogo agli esemplari dipinti presenti a Piazza Armerina.

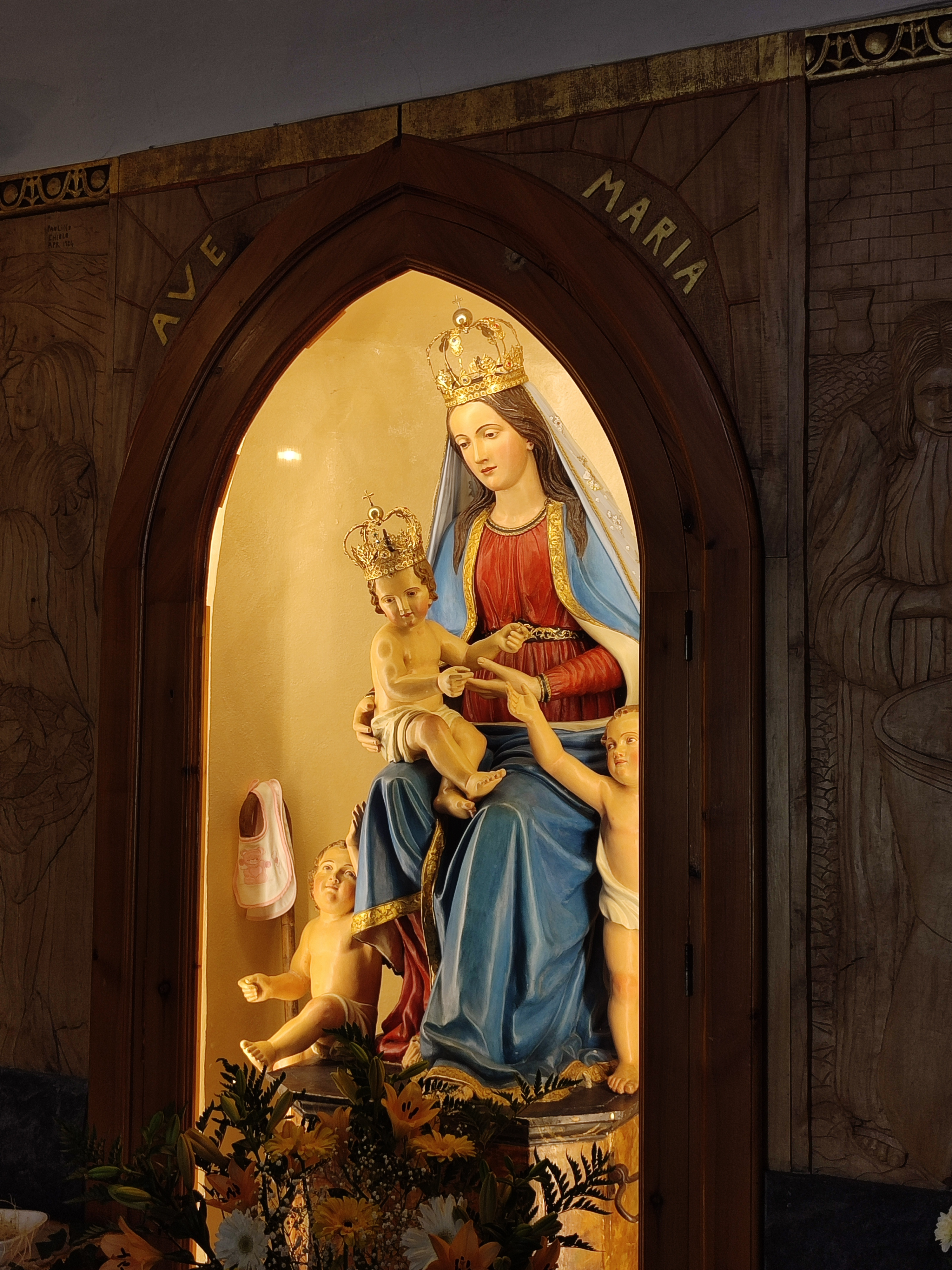
Il venerabile simulacro di Maria santissima del Mazzaro

### La statua lignea del 1874 di Vincenzo Genovese
Sino al 1874, in processione veniva portato il quadro ritrovato nel 1125, da quell'anno in poi, al fine di evitare che il quadro subisse dei danni durante la processione, si fece realizzare la statua in legno della Vergine.
Nell'agosto del 1874, infatti, la deputazione della festa patronale ritirò a Palermo, nella bottega dello scultore Vincenzo Genovese, la statua lignea che rappresenta la Vergine, seduta, col Bambino sulle ginocchia, e due angeli ai lati.
La statua della vergine Maria è alta complessivamente 1,77 m e larga 70 cm.
Nei giorni precedenti la festa patronale viene adornata di un mantello di velluto blu, finemente ricamato con gli ex voto in oro donati dai fedeli alla vergine nel corso dei secoli.

## Feste religiose

### La festa patronale

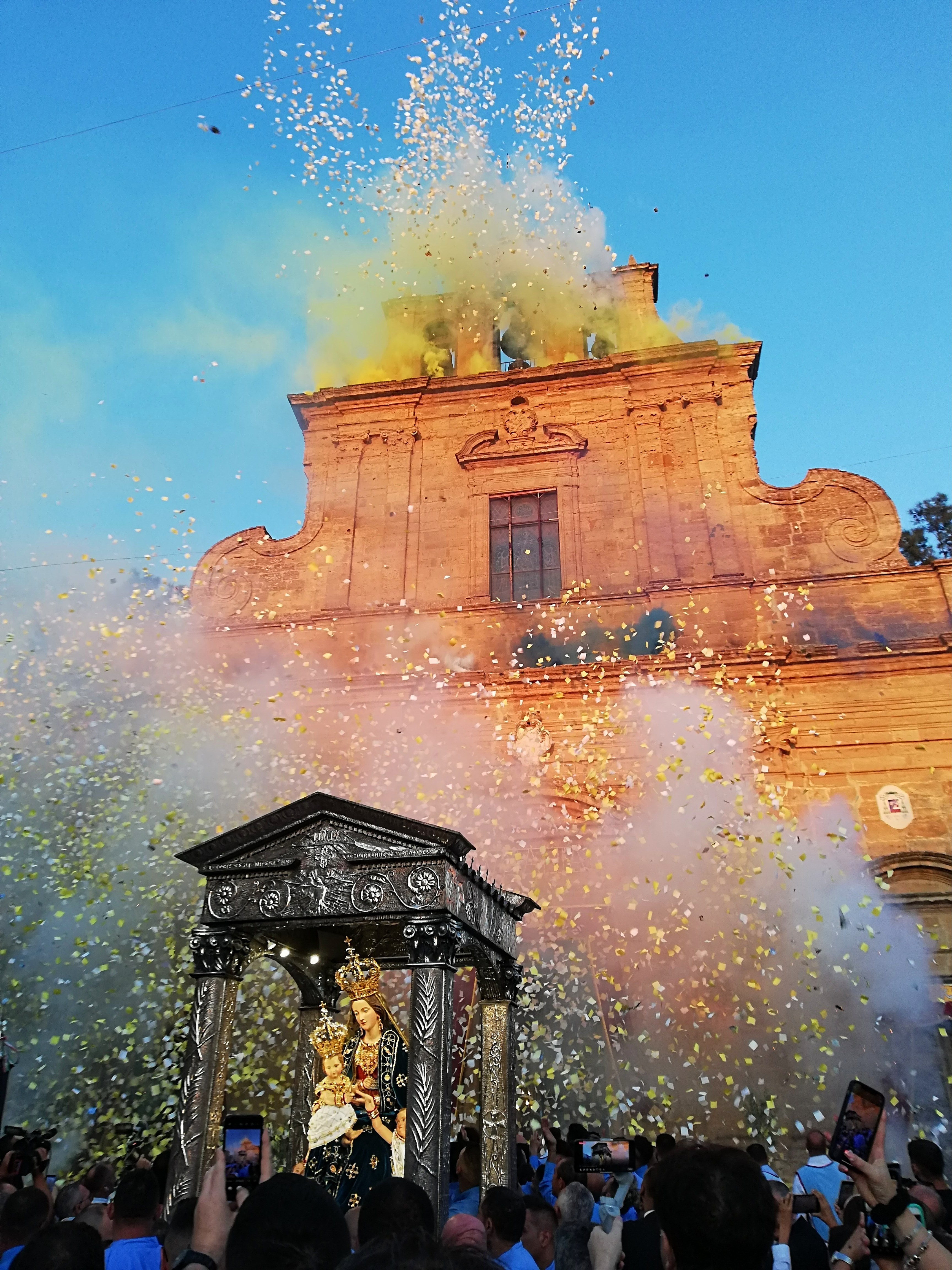

#### Le origini della festa patronale

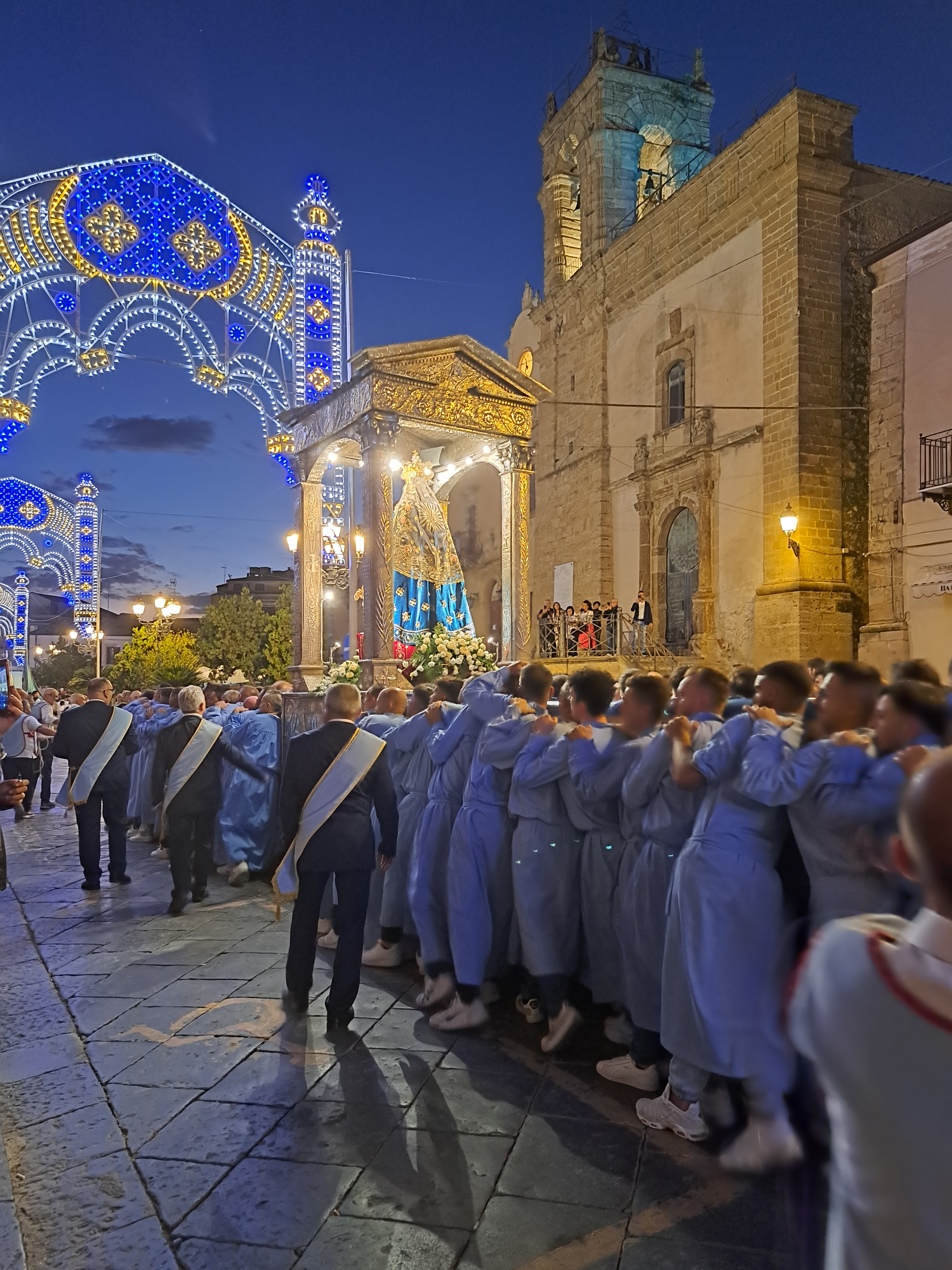
Processione

Sin dal ritrovamento dell'icona, nel 1125, la Madonna delle Grazie detta anche del "Màzzaro", è venerata come patrona della città di Mazzarino.
Con decreto della Sacra Congregazione dei riti del 18 settembre 1814 venne proclamata ufficialmente patrona della città di Mazzarino assegnandole la terza domenica di settembre per la ricorrenza della festa patronale, come da antica consuetudine. Il decreto venne successivamente approvato con Breve pontificio il 6 settembre del 1834.
Quanto alle notizie sulla festa patronale, lo storico Pietro Ingala riporta:
Per quattro o cinque giorni precedenti la festa, il popolo si diverte con la corsa dei cavalli, col suono della musica, con la illuminazione del Corso, a giorno, e con fuochi artificiali la vigilia ed il giorno della festa.
Gittansi per aria vari palloni e palloncini, spesso raffiguranti cavali
coccodrilli, pesci, stelle ed animali che neanco trovansi nel regno della natura. Nel 1872 fuvvi anche gittato il pallone aerostatico.
Quando le annate sono ubertose e le oblazioni del popolo numerose, si costruisce anche il carro trionfale. 
A finimento del carro si pone il simulacro della Vergine o qualche simbolo mariano, e nella base si praticano dei terrazzi con balaustrate, da cui i bambini, vestiti da angeli, cantano a solo ed a coro strofe ed inni d'occasione. Nell'ultimo mezzo secolo XIX furono costrutti tali carri, negli anni 1855, 1863, 1870,1883 e 1897»
(Pietro Di Giorgio Ingala, Mazzarino: Ricerche e considerazioni storiche, 1900)
Riporta ancora il Pitré nel volume sulle feste patronali in Sicilia
In memoria di siffatta festa corre nei paesi vicini a Mazzarino il motto irrisorio: Mazzarinu cuntenti e filici 
Fa festa 'ranni e lu carru fici»
(Giuseppe Pitrè, "Feste patronali in Sicilia", Volume unico, Torino - Palermo, Carlo Clausen, 1900)

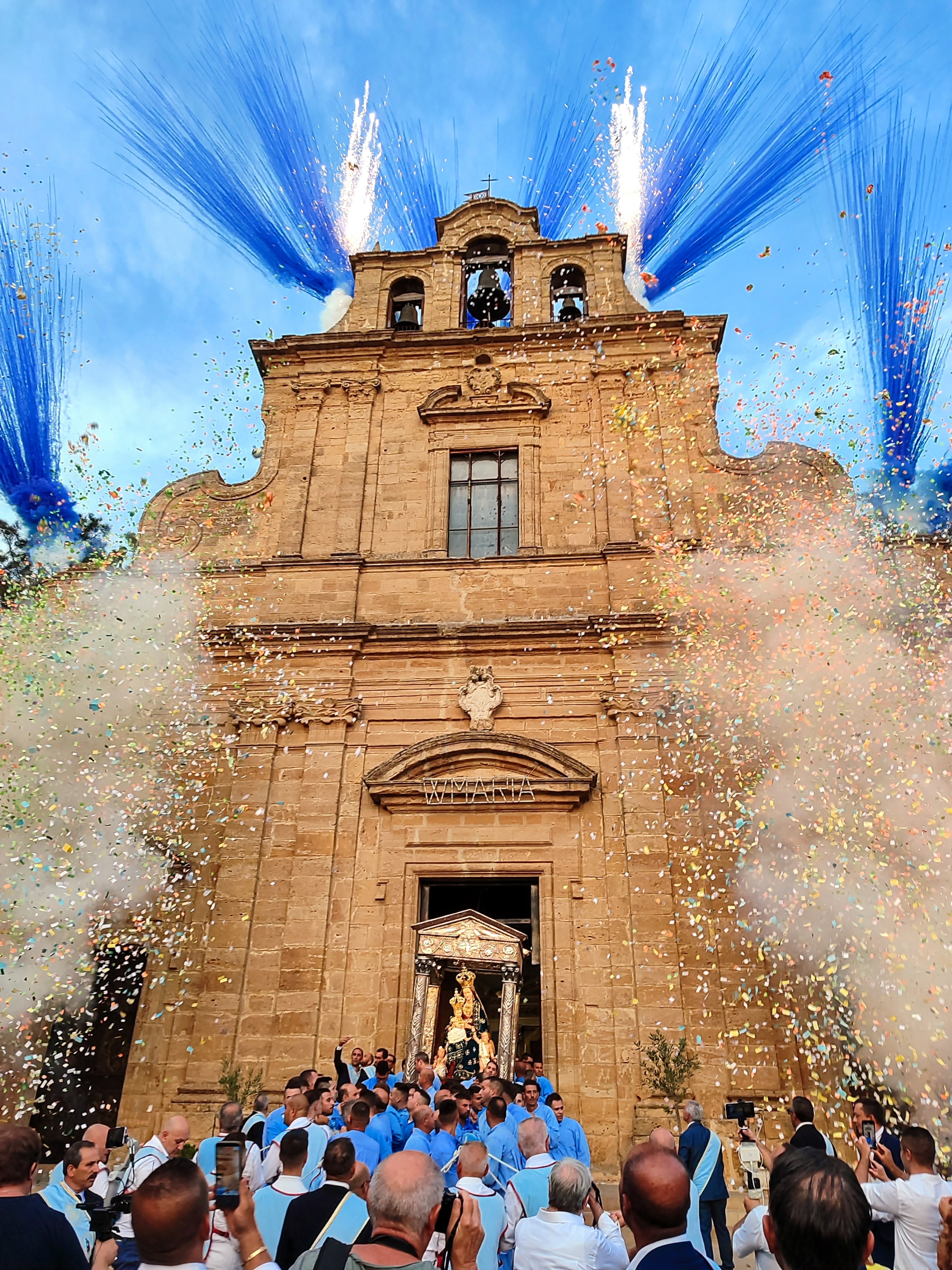
Uscita trionfale del fercolo

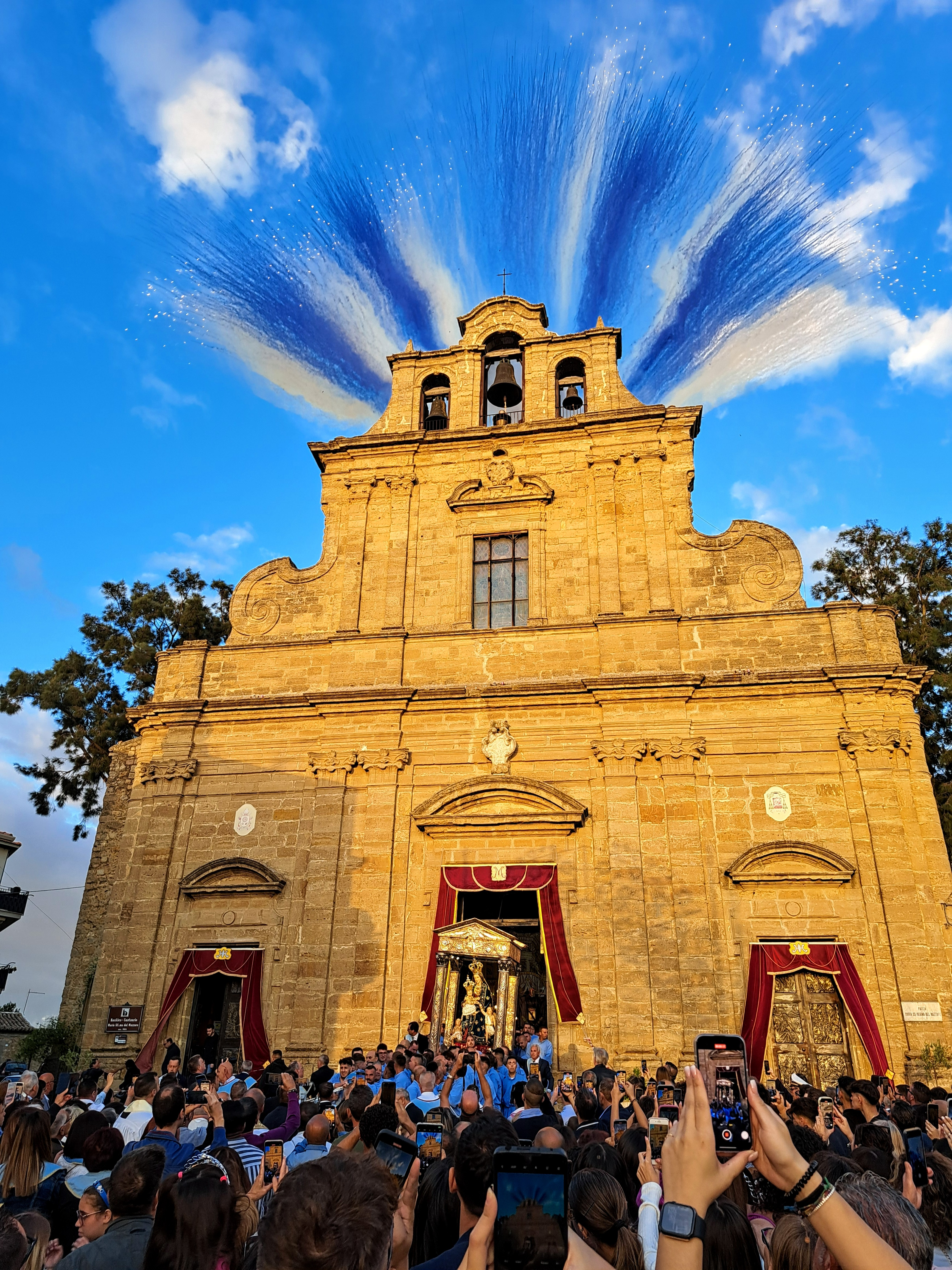
uscita trionfale

Nel anno 1900 un carro trionfale a forma di grande barca - nave condusse in processione il sacro dipinto di Maria SS. del Màzzaro, in onore all' Incoronazione della Sacra immagine, la cui festa fu solennizzata nel 1897, alla quale prese parte Monsignor Gaetano Quattrocchi, vescovo di Europo, prelodato e coadiutore al vescovo di Mazzara, che per delega ricevuta dall'Ordinario di Piazza Armerina, Monsignor Don Mariano Palermo, tenne il suo solenne pontificale. Tale carro trionfale fu costituito da una torre a quattro, disposto su diversi piani, da cinque lati di stile ionico - corinzio, nelle cui nicchie del piedistallo furono collocate le statue simboliche della Fede, della Speranza e della Carità, e quelle delle due sante martiri siciliane Lucia ed Agata, mentre la statua della Beata Vergine fu collocata sul piedistallo sotto proporzionato da baldacchino sorretto da cinque colonne, e sormontato dall'apoteosi Angelica con trombe e fiori. Il piano dell'orchestra e degli angeli, cantanti gl'inni d'occasioni, fu decorato da vari scudi, sui quali furono incise le prerogative della Madonna, desunte dalle litanie.
L'opera fu ispirata al modello della storica Lega Lombarda chiamato "Carroccio", costruito nel 1900 dal giovane Carmelo Fantauzzi e dai f.lli Quattrocchi, sotto la direzione dell'ingegnere Giuseppe Perno di Mazzarino del fu' barone Niccolò, su progetto di disegno a penna acquarellato dell'artista Barrese Antonino Musolino, artigiano di alto valore e qualificazione, pittore, stuccatore e scultore, nipote del grande stuccatore e decoratore Giuseppe Fantauzzo.
Il carro così decorato ed illuminato a palle di cristallo, percorse in quell'anno l'intera via del Corso nelle sere del 13, 15 e 16 settembre, facendo varie fermate per le audizioni del canto musicato, eseguito da fanciullo vestiti da angeli.

#### La festa patronale oggi

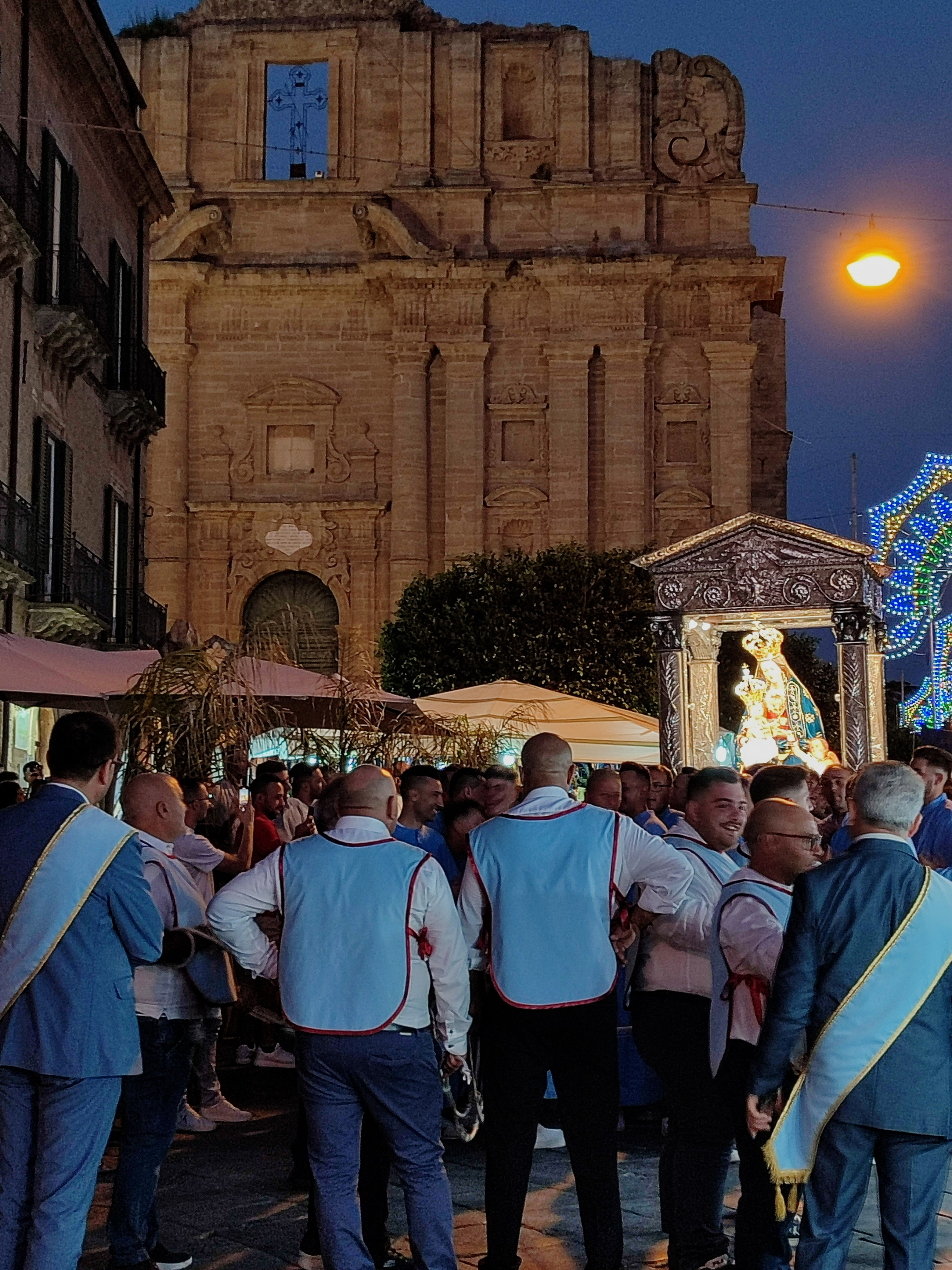
fercolo argenteo

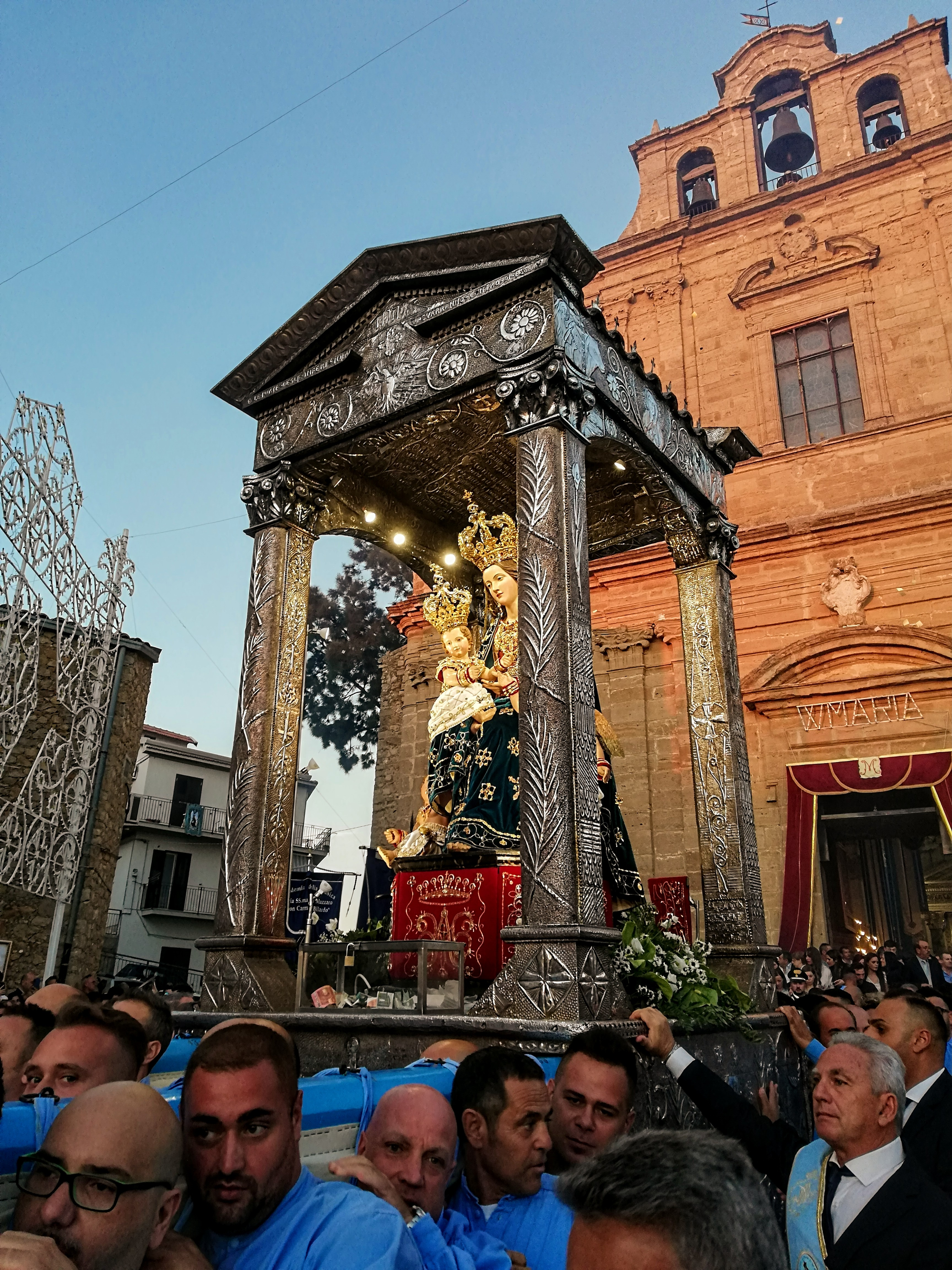
Festa patronale

I solenni festeggiamenti in onore della patrona, ricorrono, ogni anno, la terza domenica di settembre.
La processione della statua lignea della Madonna del Mazzaro, collocata su una vara argentea (dal peso di circa 16 quintali) e portata a spalla da oltre cento confrati, vestiti di un camice azzurro, si snoda a partire dal tardo pomeriggio, dopo la messa vespertina, e fino a la tarda serata, lungo il corso Vittorio Emanuele, e per le vie cittadine, che vengono addobbate, per l'occasione, con luminarie.
La processione domenicale è preceduta, nel primo pomeriggio, dalla tradizionale processione della Madonnina detta dal popolo "a dumannareddra", scortata dagli stendardi e da cavalli bardati, che percorre le vie del centro storico per la raccolta delle offerte (cosiddetti "voti") costituite da frumento, fave e mandorle, e offerti alla madonna e alla confraternita in segno di devozione.
Questa processione pomeridiana, che precede l'uscita del fercolo, si lega a una tradizione di alcuni secoli fa, quando le famiglie a lutto e le vedove non potevano uscire di casa per fare le loro offerte alla Madonna in chiesa per il giorno della festa e, pertanto, una piccola statua della Madonna accompagnata da cavalli, muli, somari, passava, nel pomeriggio del giorno dei festeggiamenti, da queste abitazioni attraversando le antiche vie della città per consentire alle donne e alle famiglie in lutto di fare doni in natura, ricavati dal lavoro della terra.
In coincidenza dei giorni della festa patronale lungo il corso principale si svolge la tradizionale fiera di settembre.
La solennità della festa patronale è preceduta dal novenario in onore di Maria Santissima del Mazzaro.
Il festeggiamenti patronali si concludono la sera del lunedì seguente con lo spettacolo pirotecnico.

## Galleria d'immagini

Foto della basilica
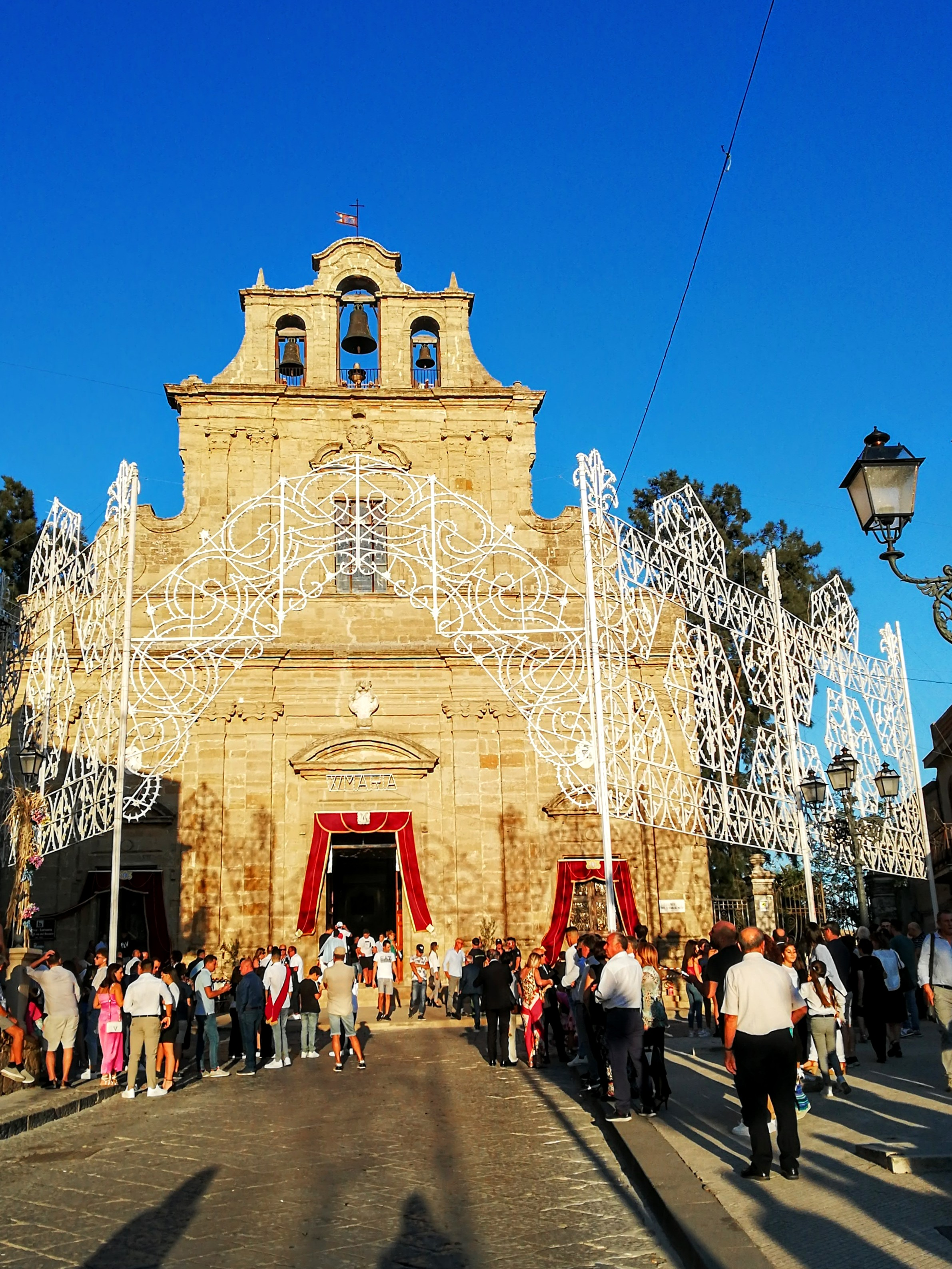
Festa patronale
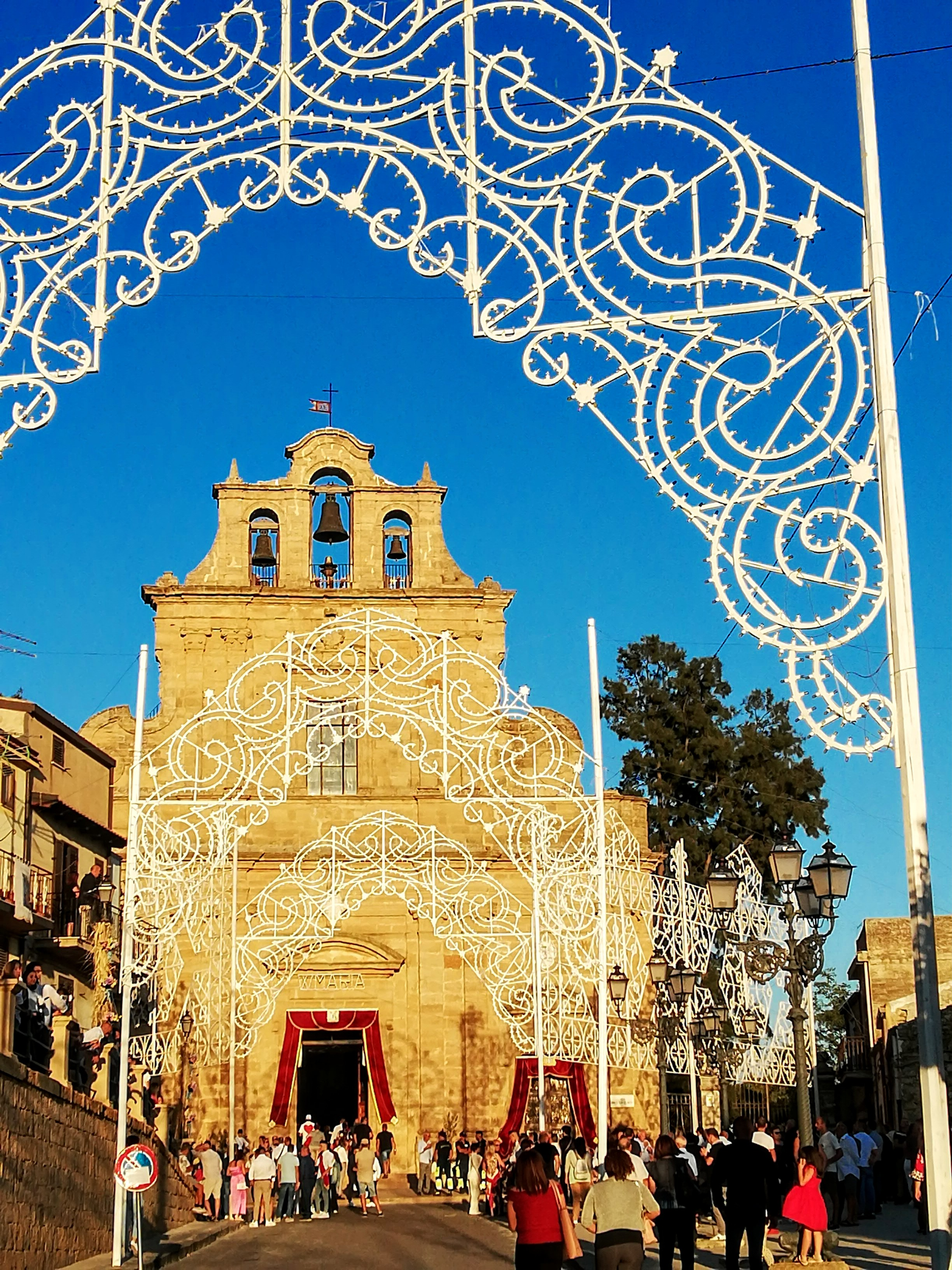
Festa patronale
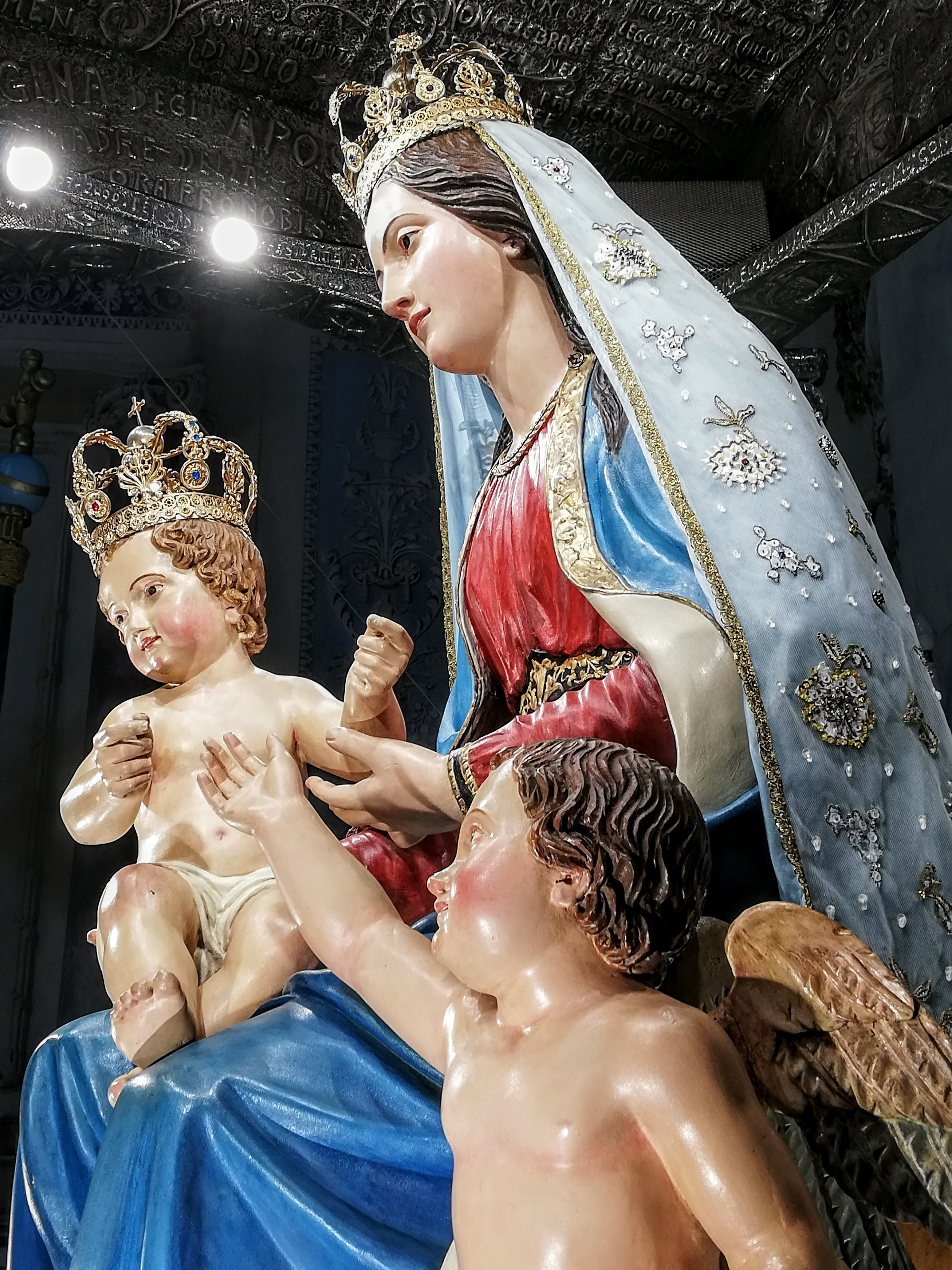
Statua lignea
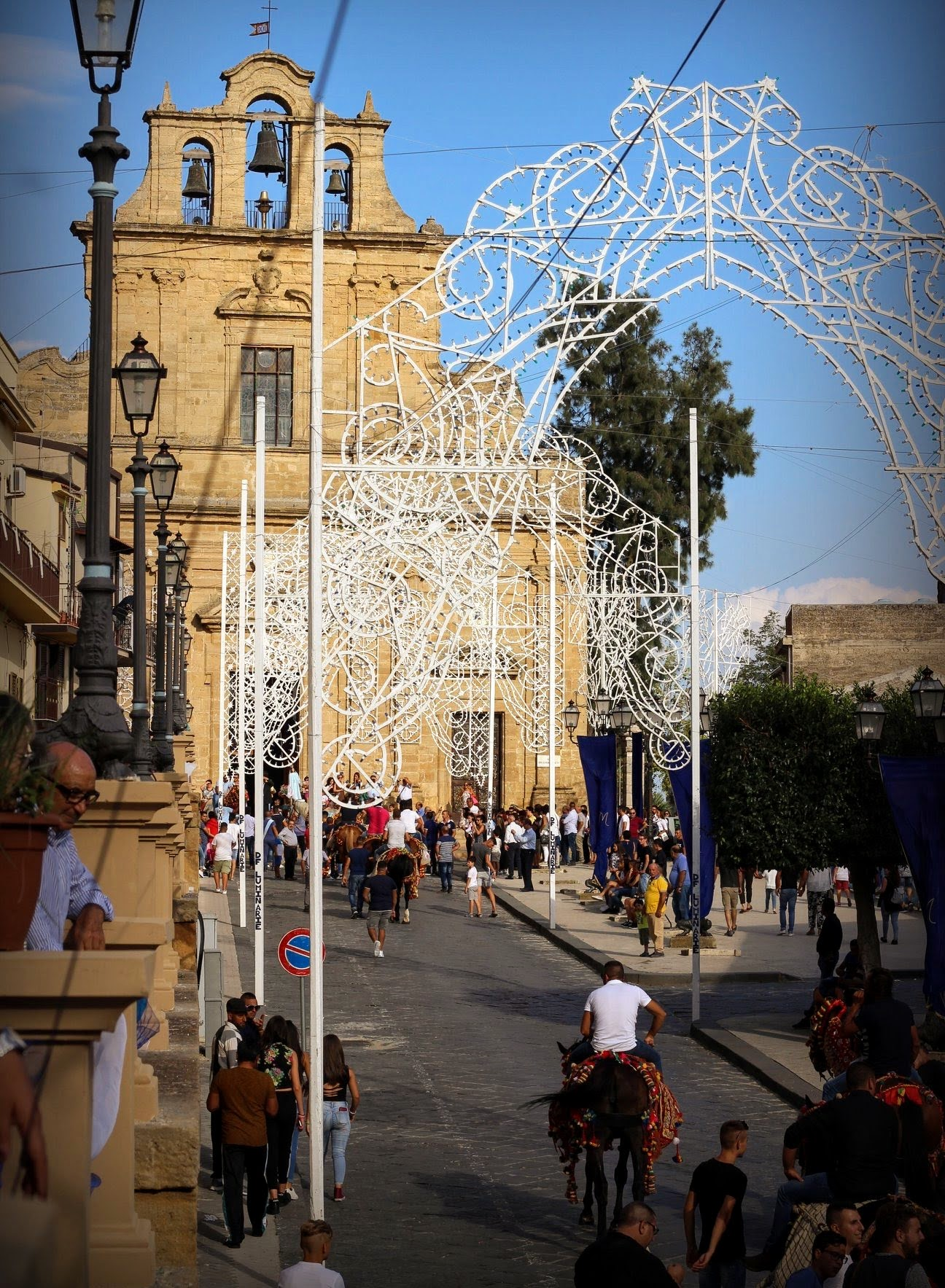
Processione "dumannaredda"
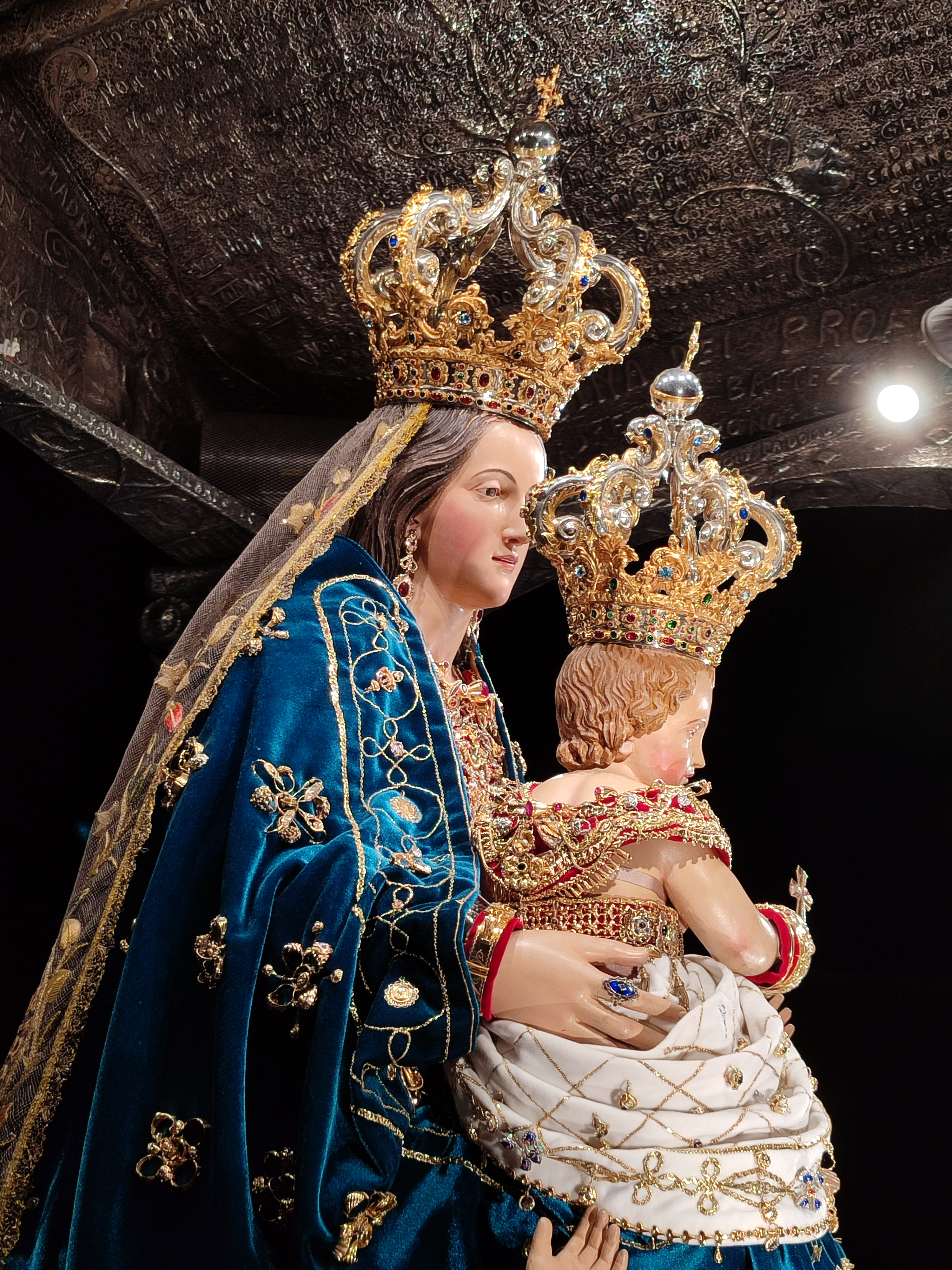
statua della Patrona
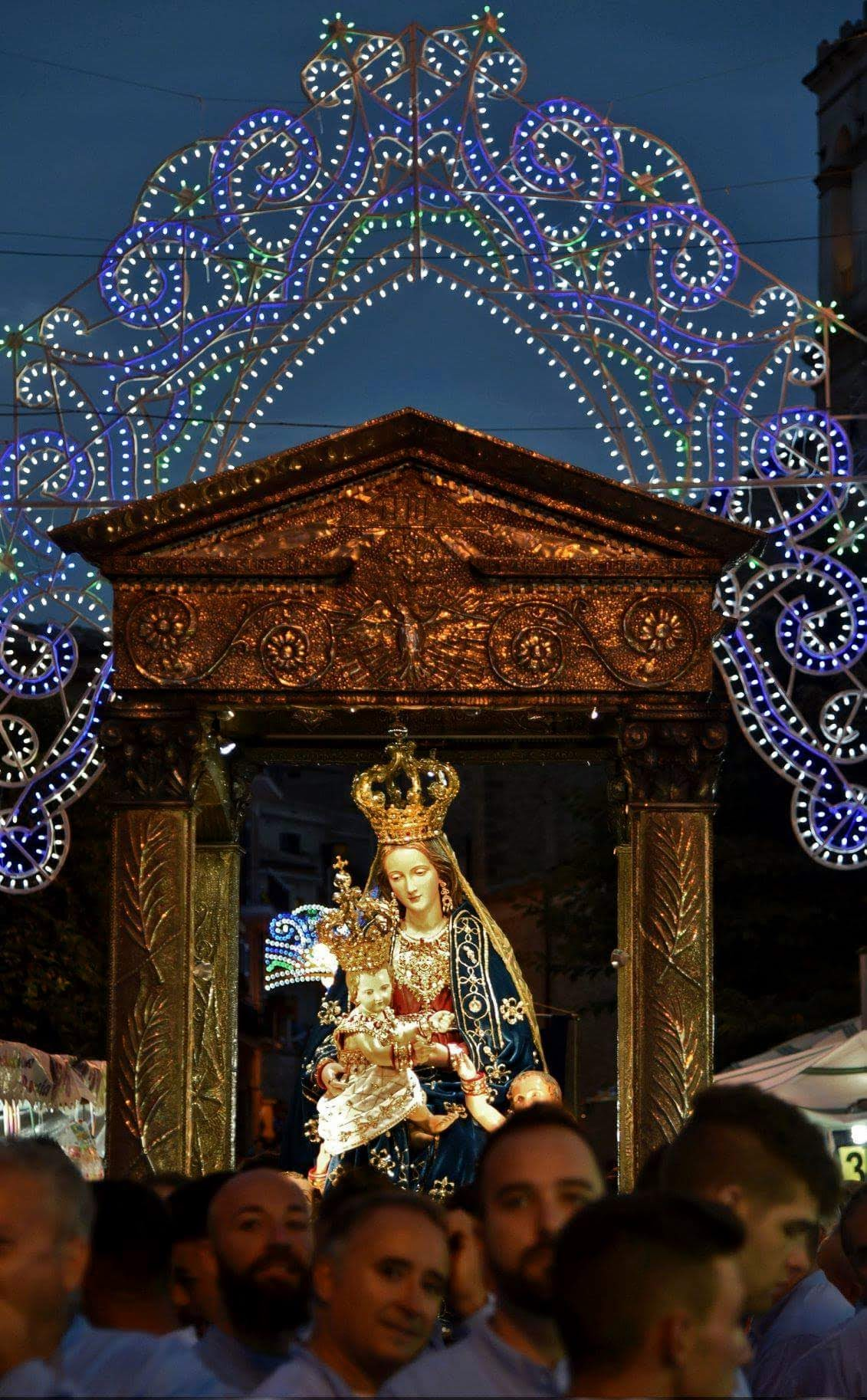
Festa patronale
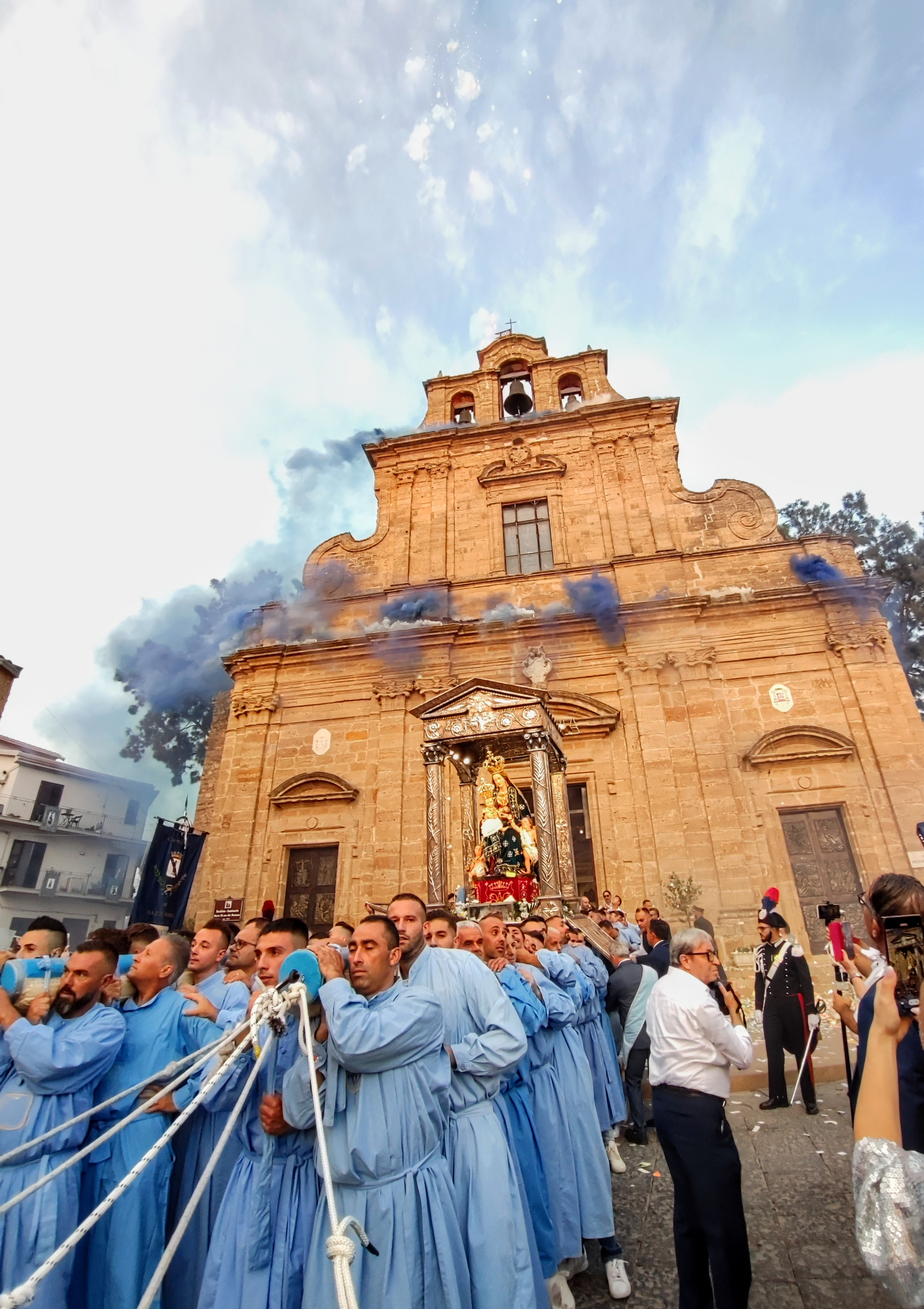
Festa patronale
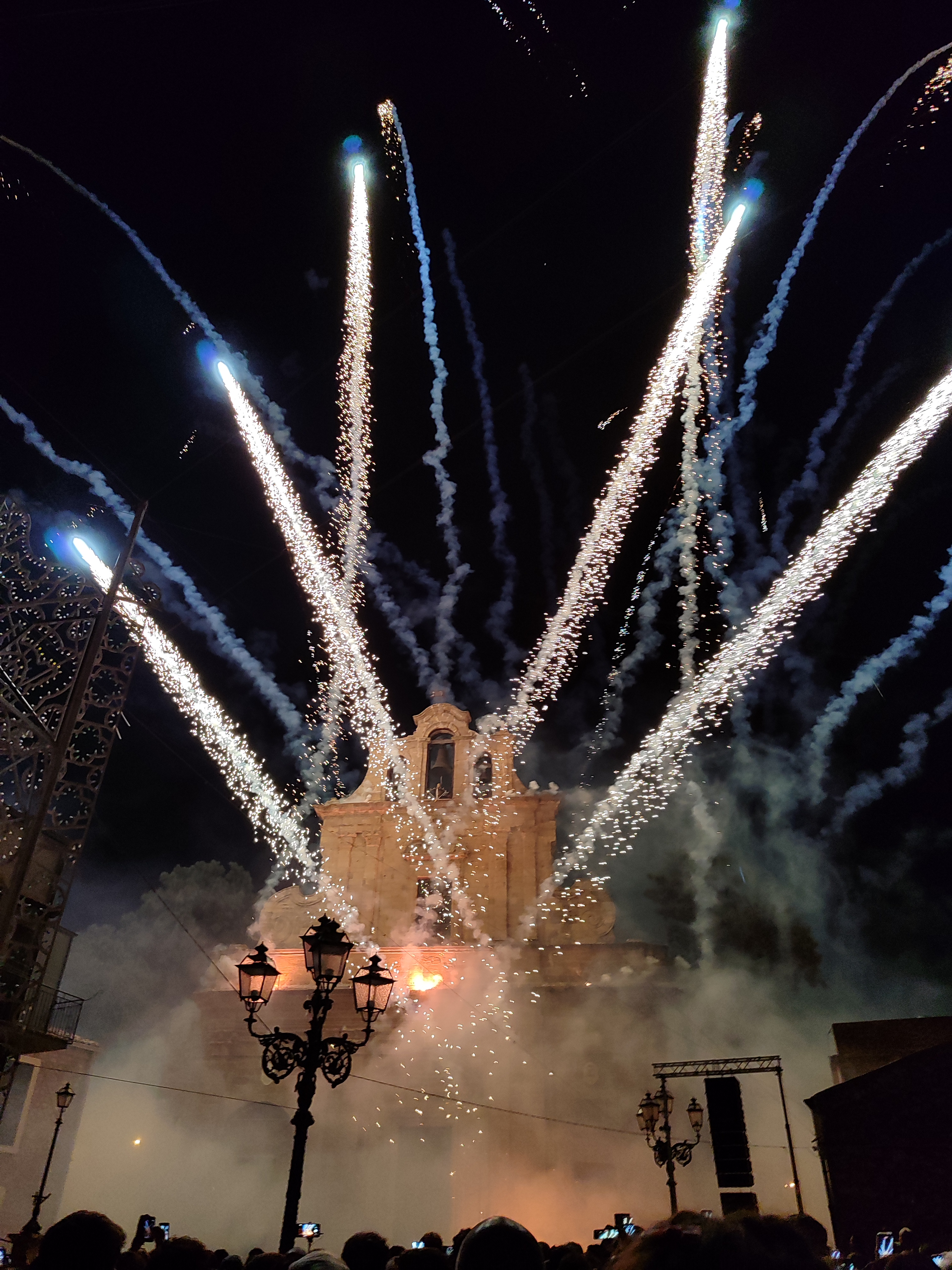
Fuochi pirotecnici
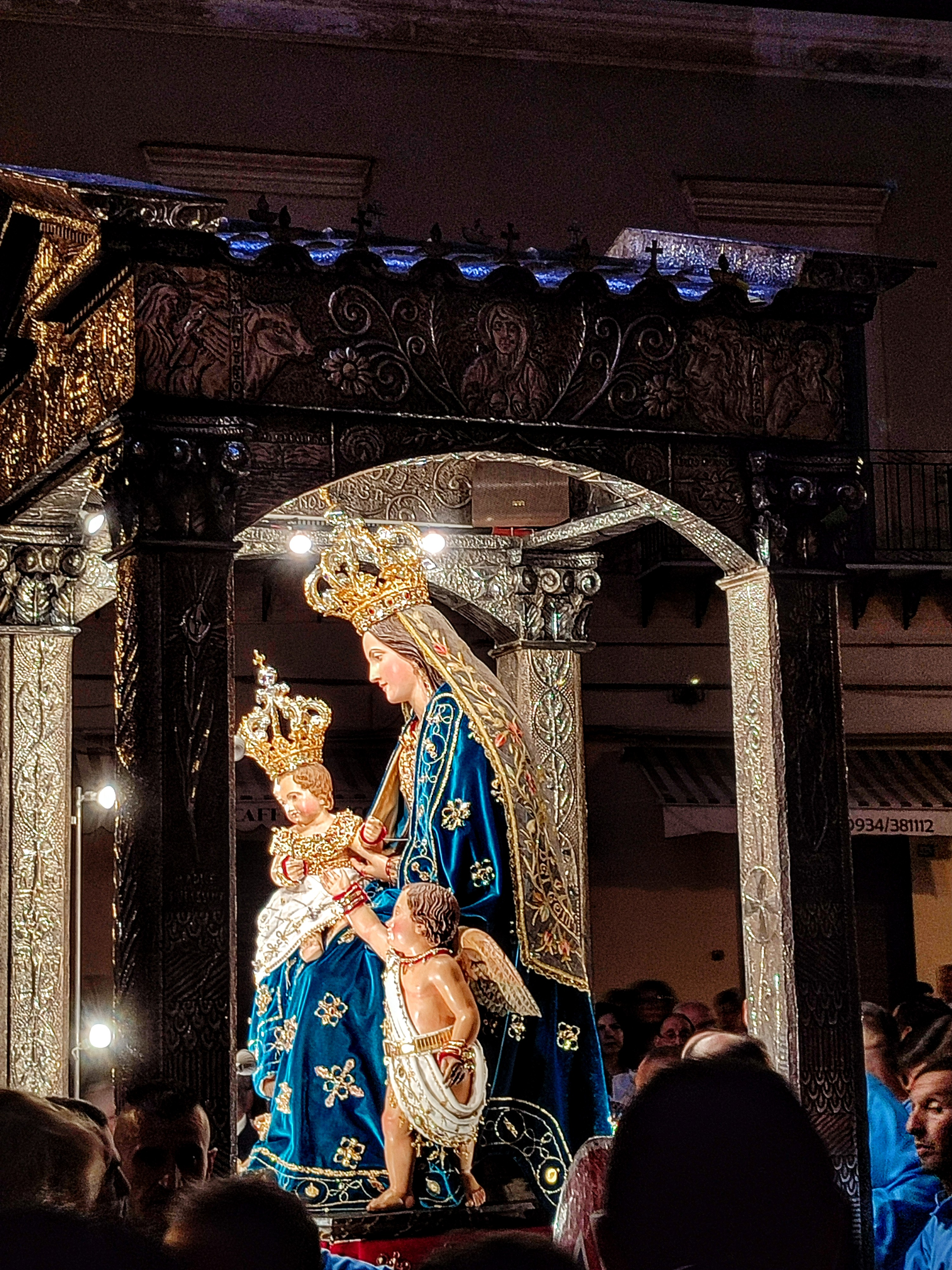
Processione della "vara" Argentea
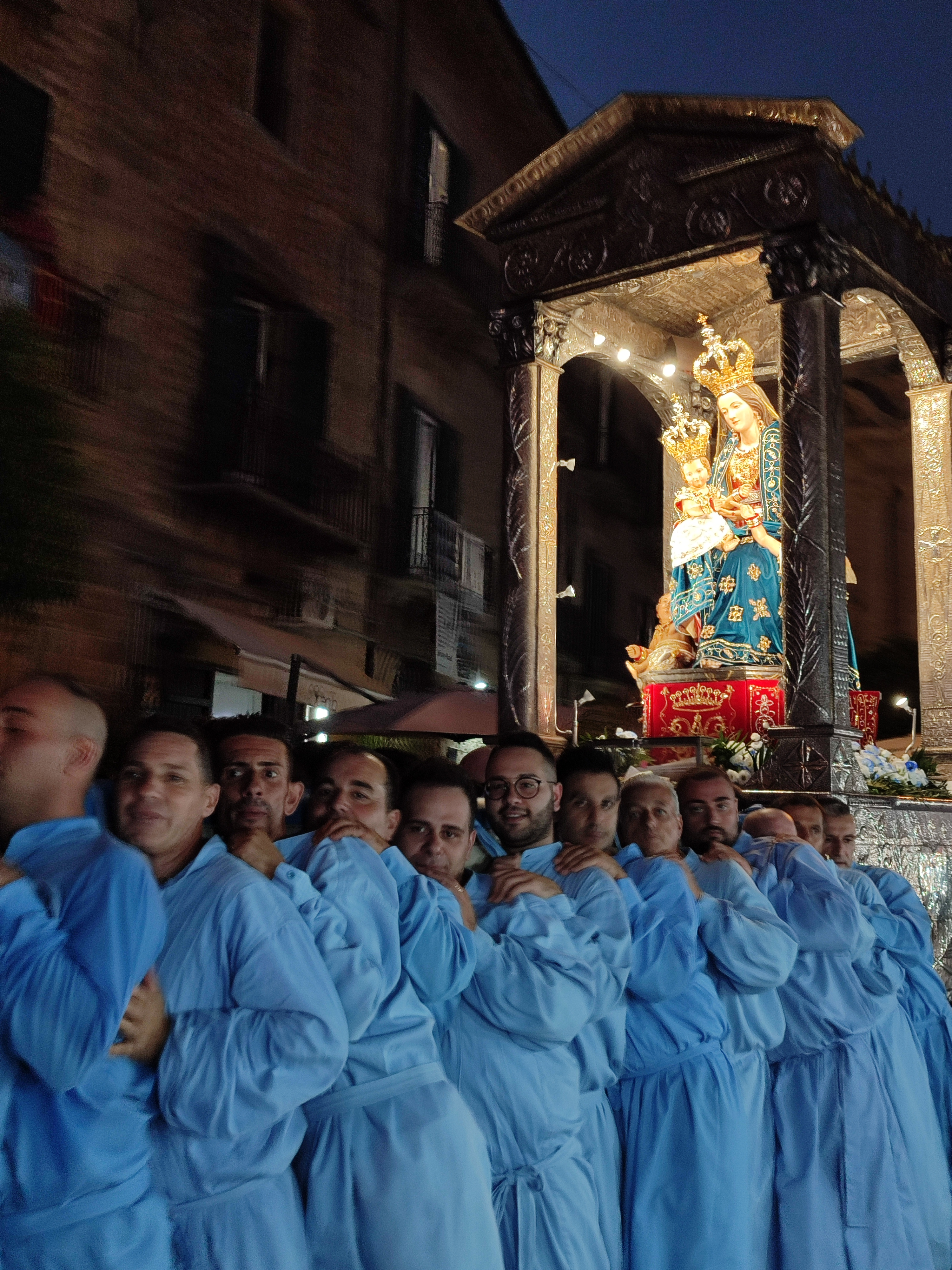
Processione Madonna del Mazzaro
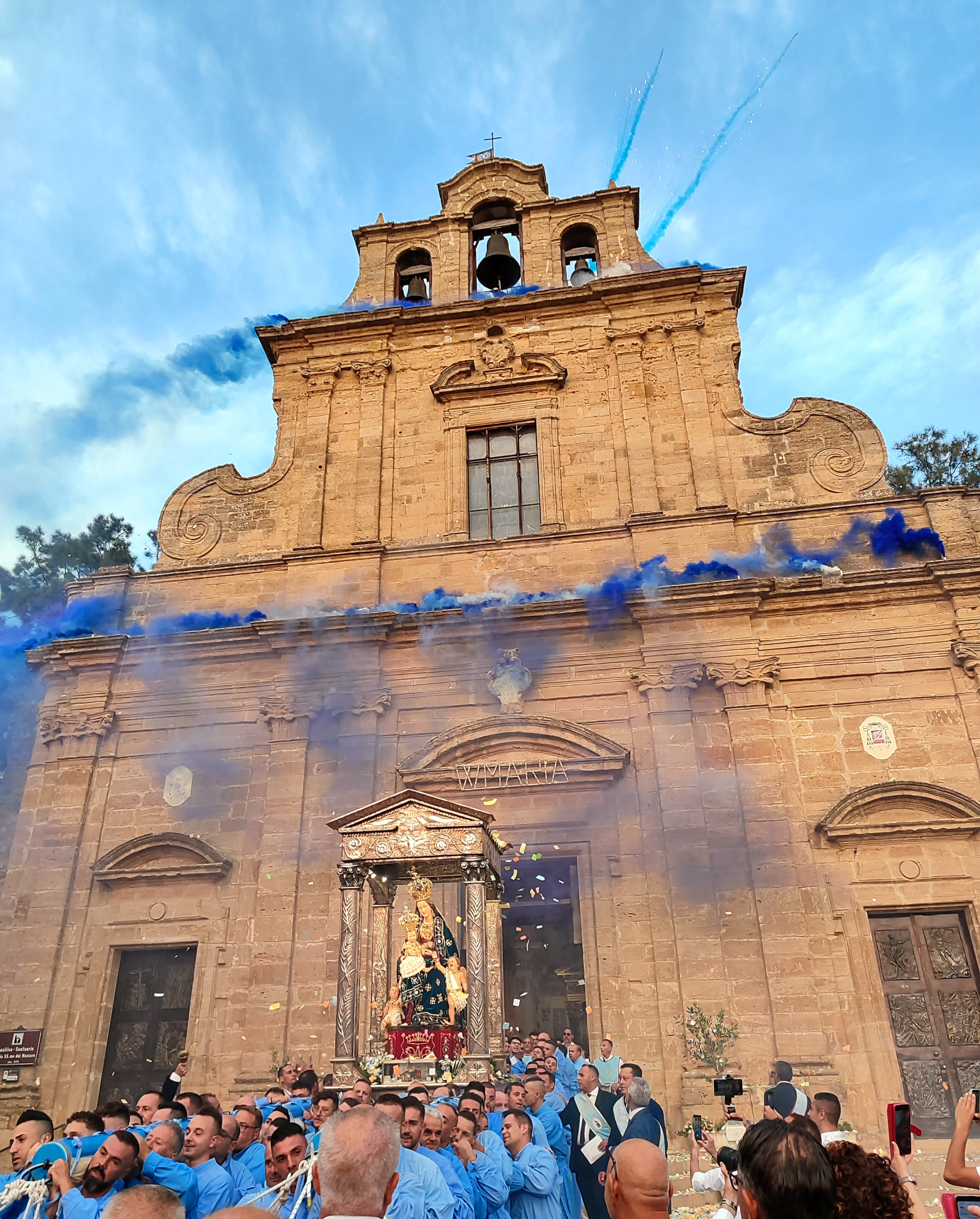
Festa Patronale uscita del fercolo
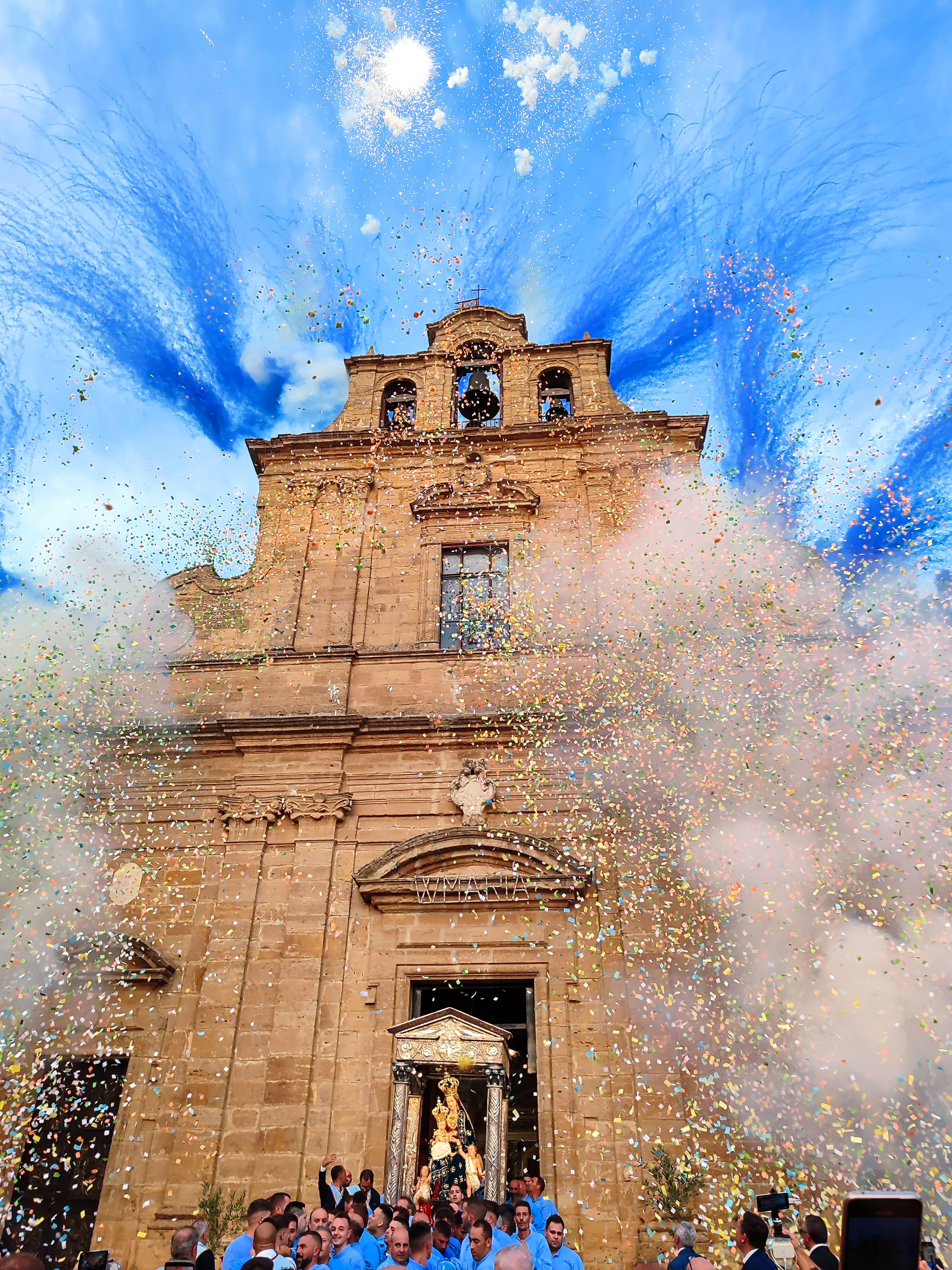
Fuochi pirotecnici uscita del fercolo
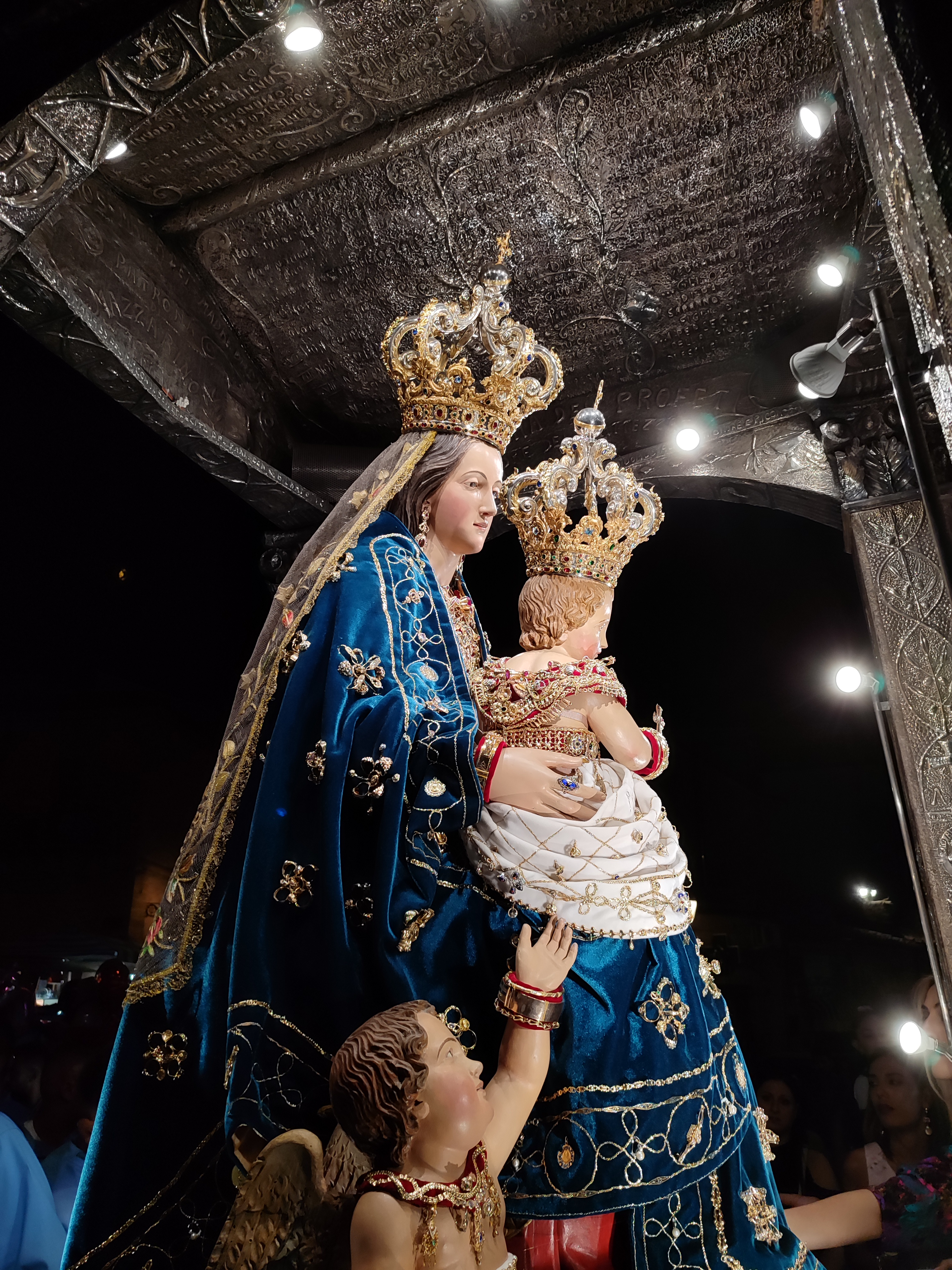
Statua della Patrona
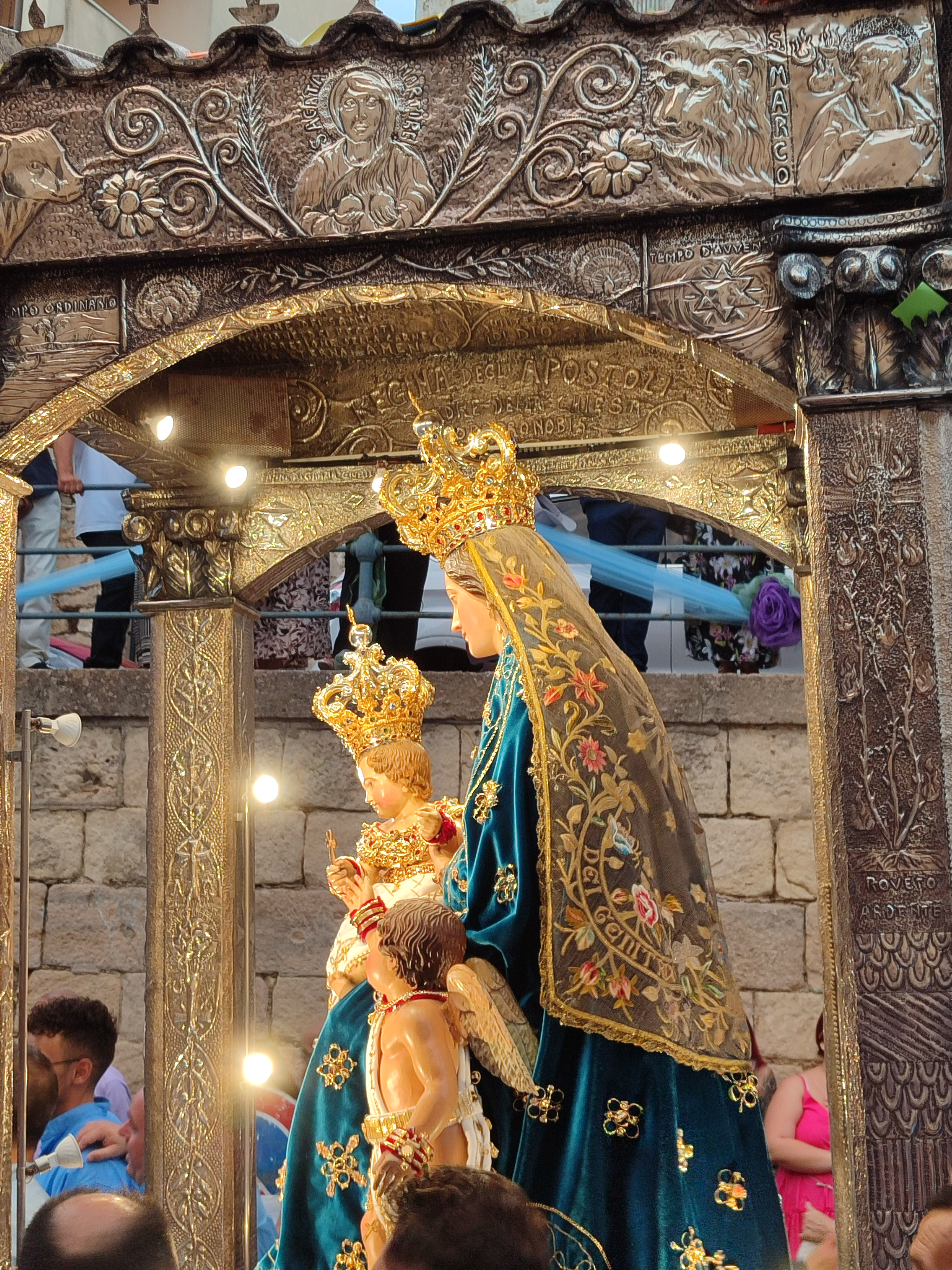
Processione del fercolo
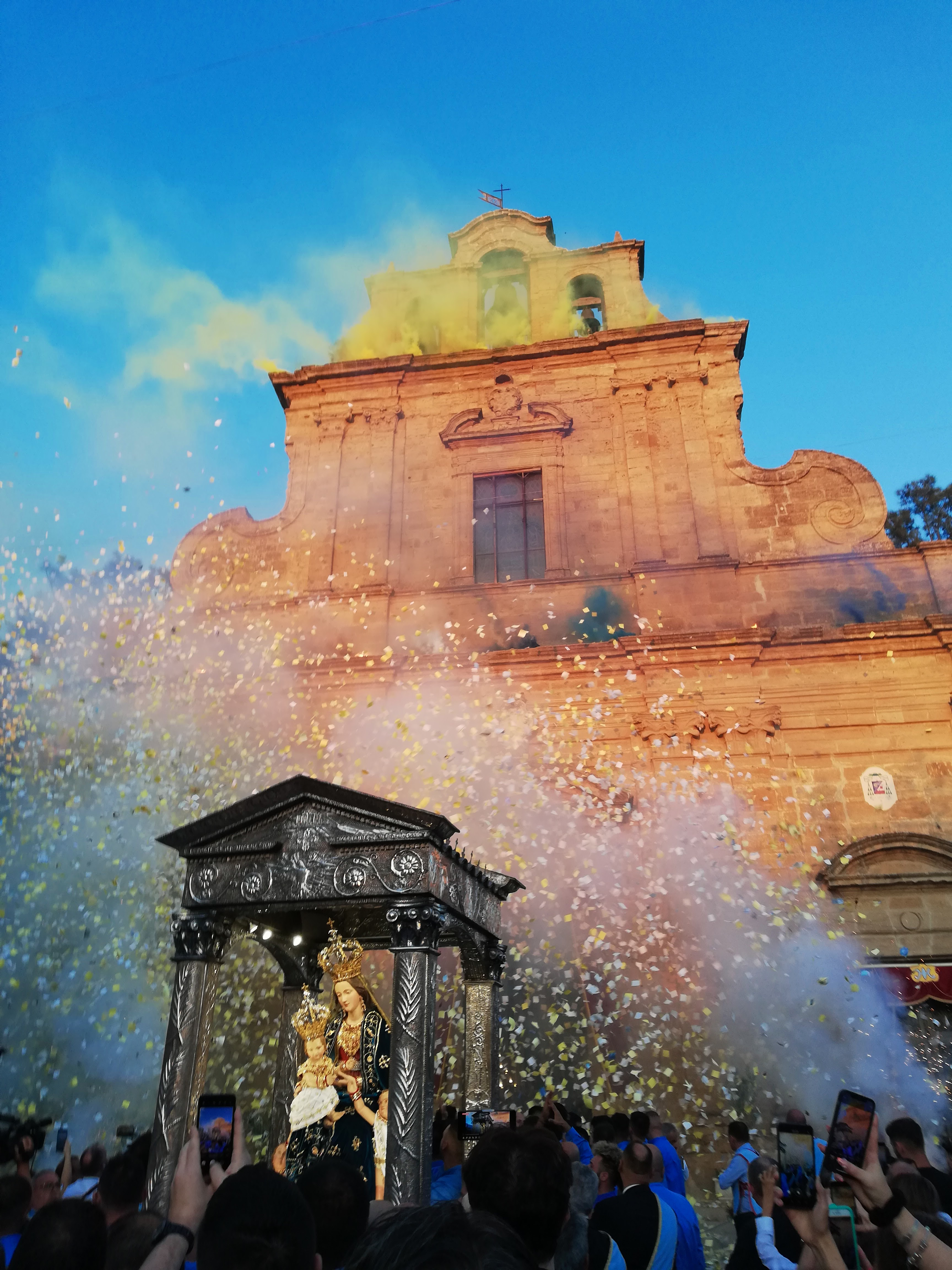
Uscita trionfale del fercolo
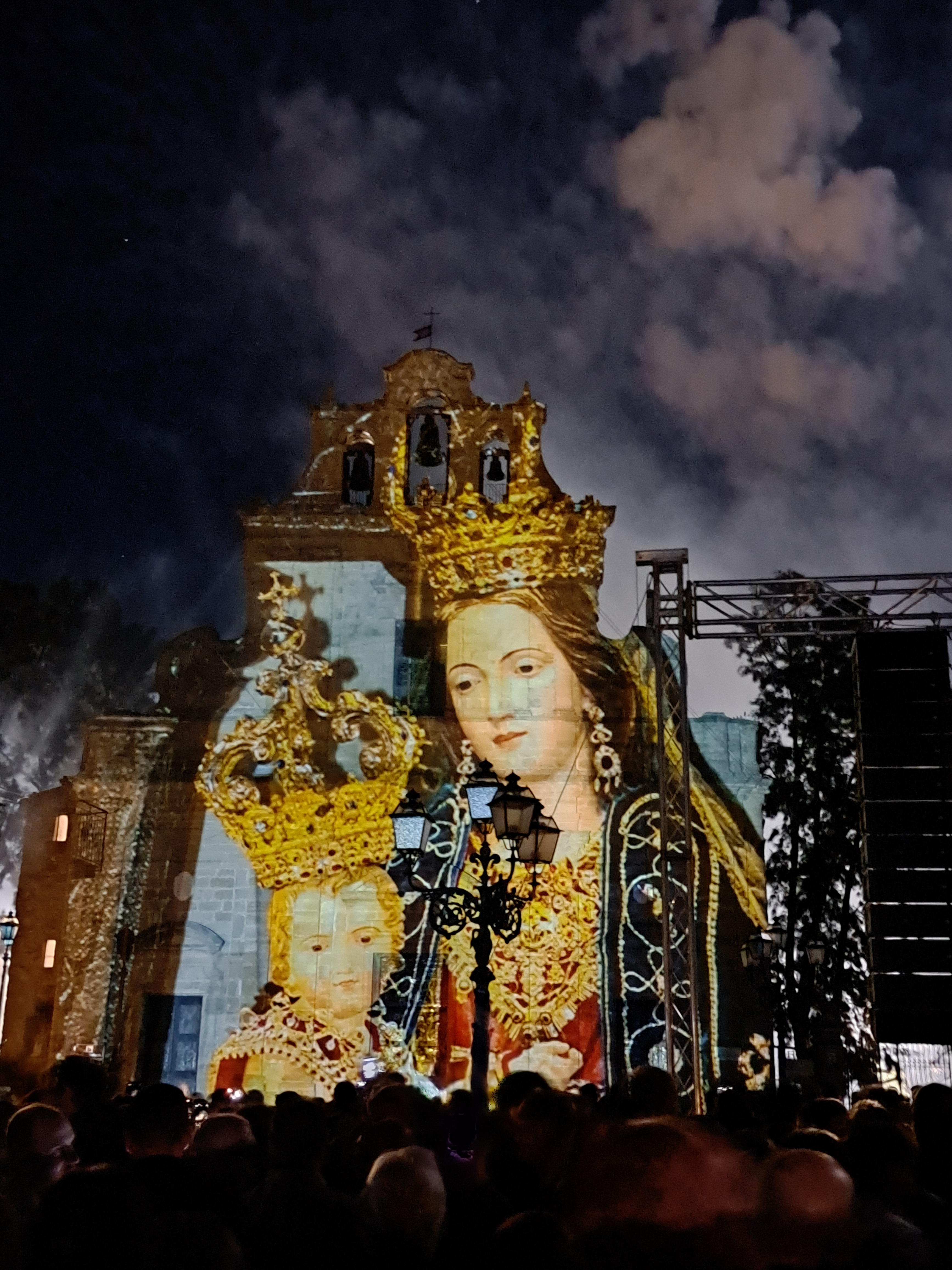
festa patronale
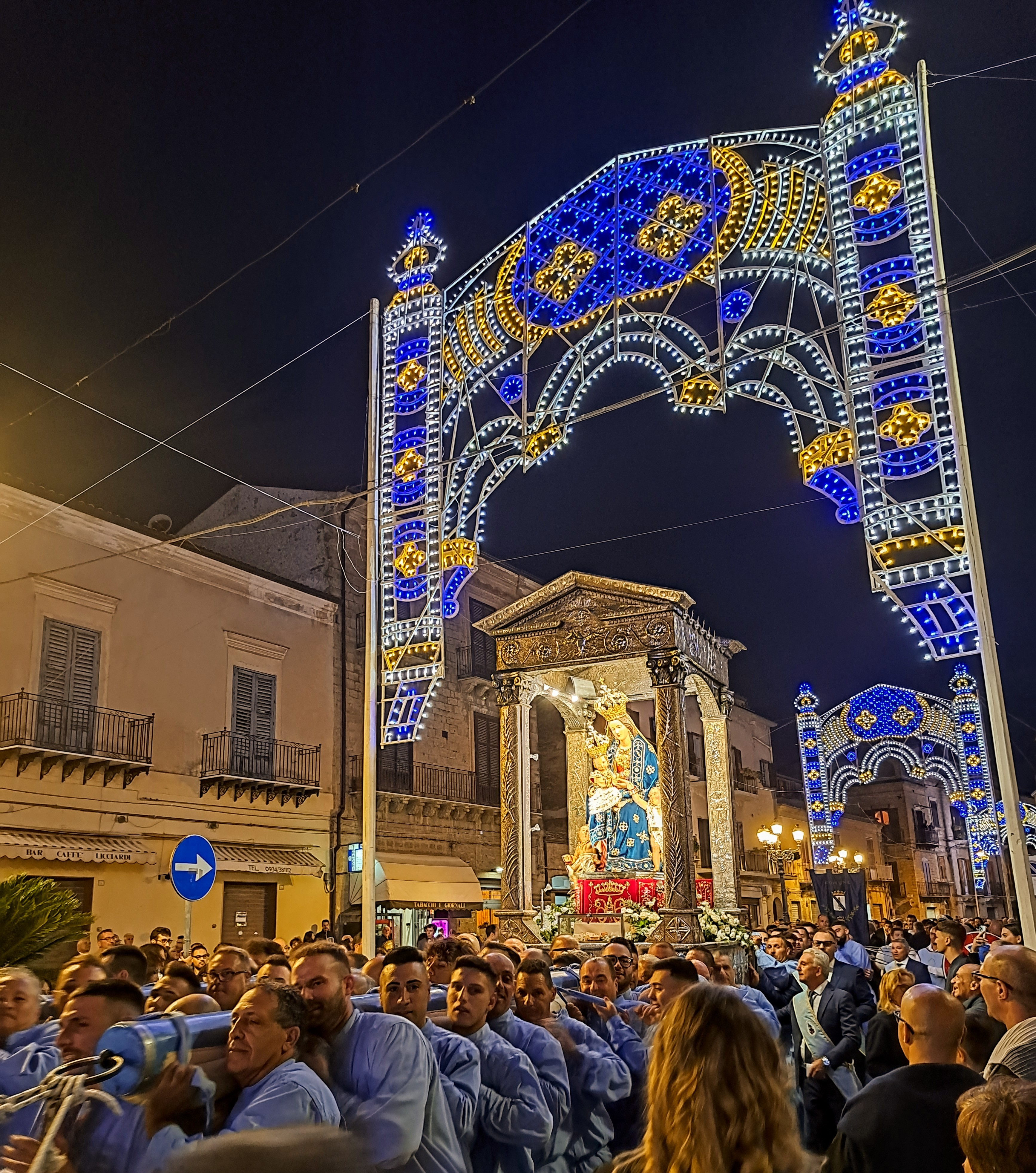
processione festa patronale
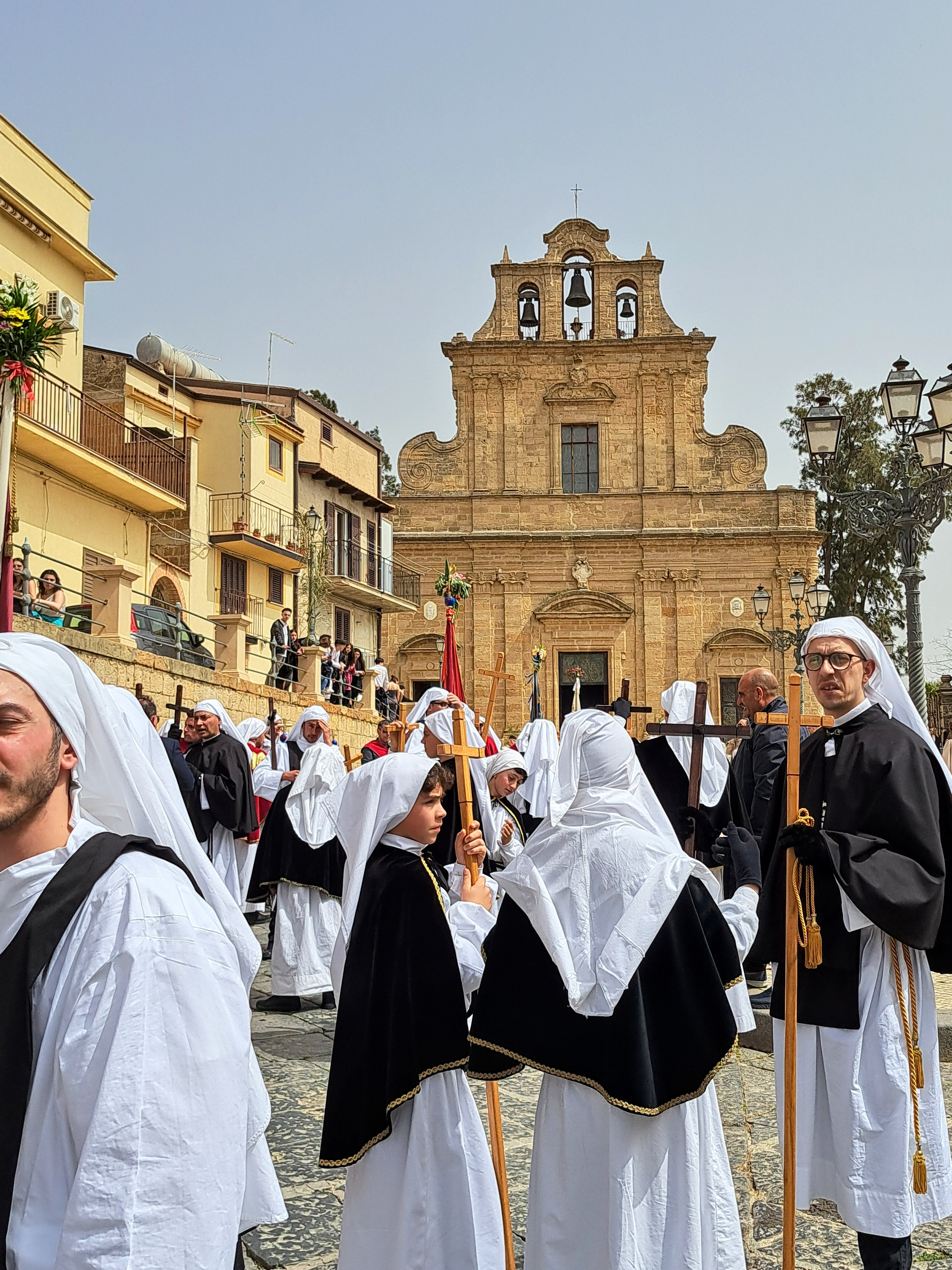
domenica di Pasqua
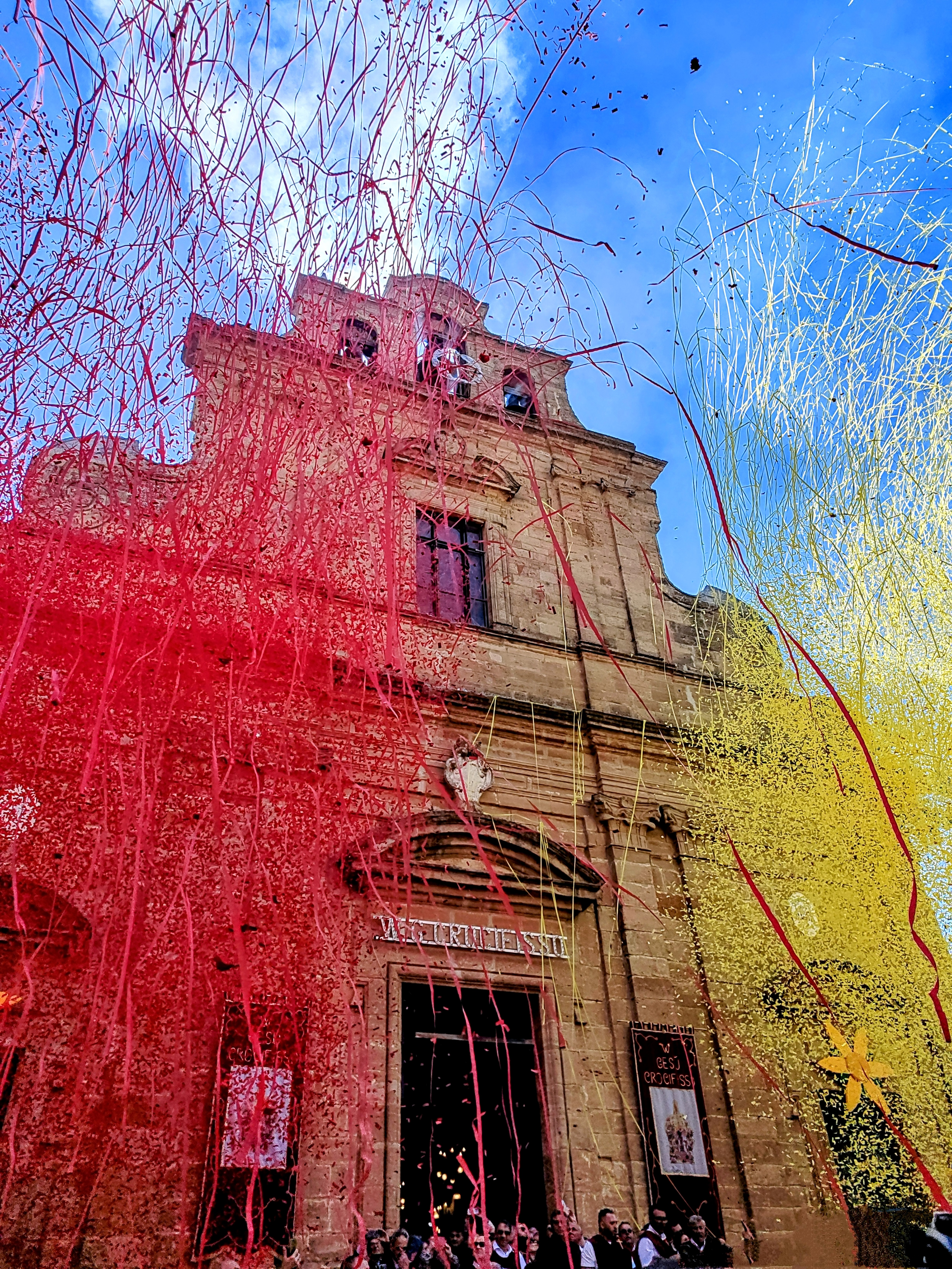
Festa patronale
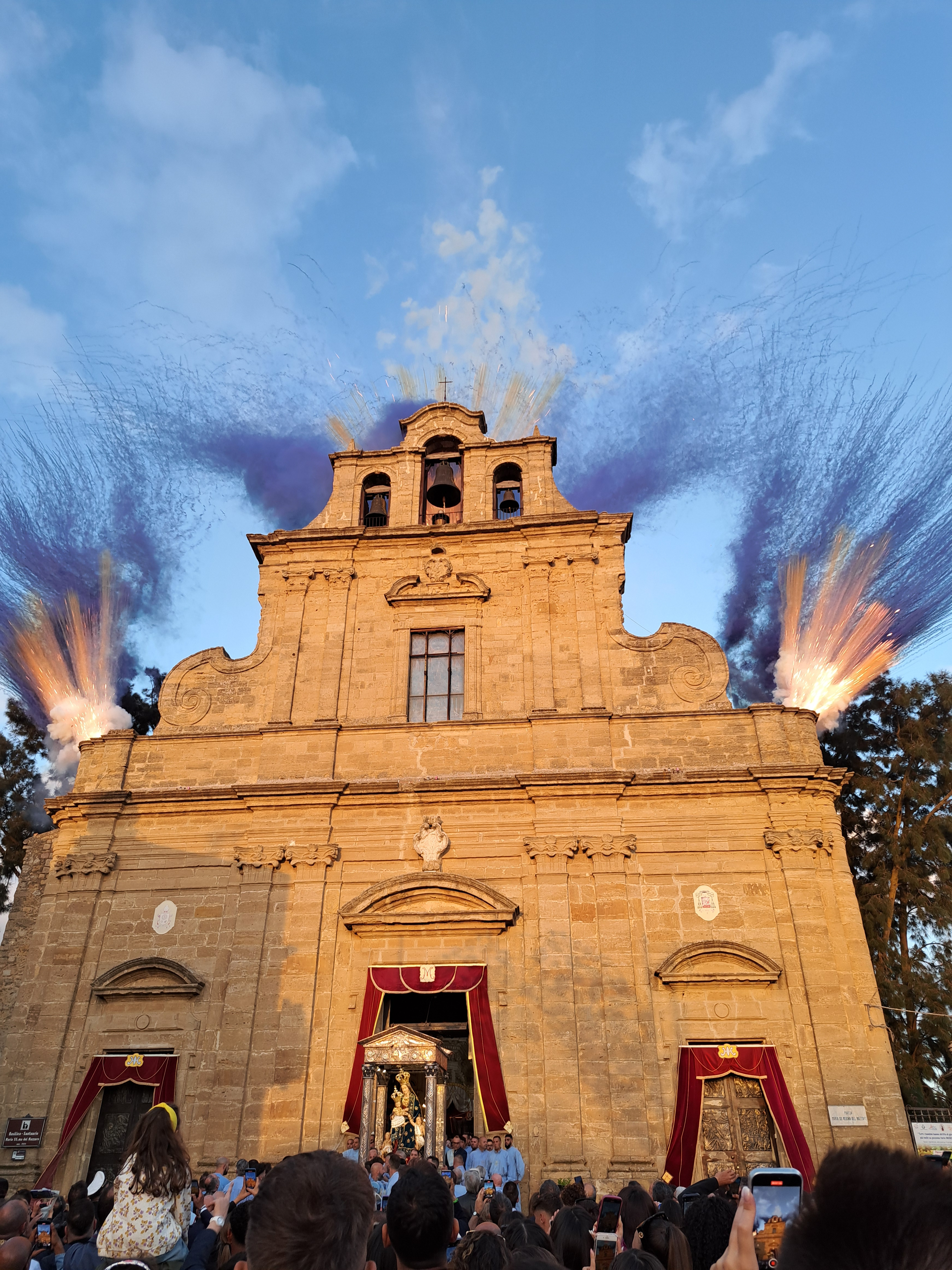
festa patronale
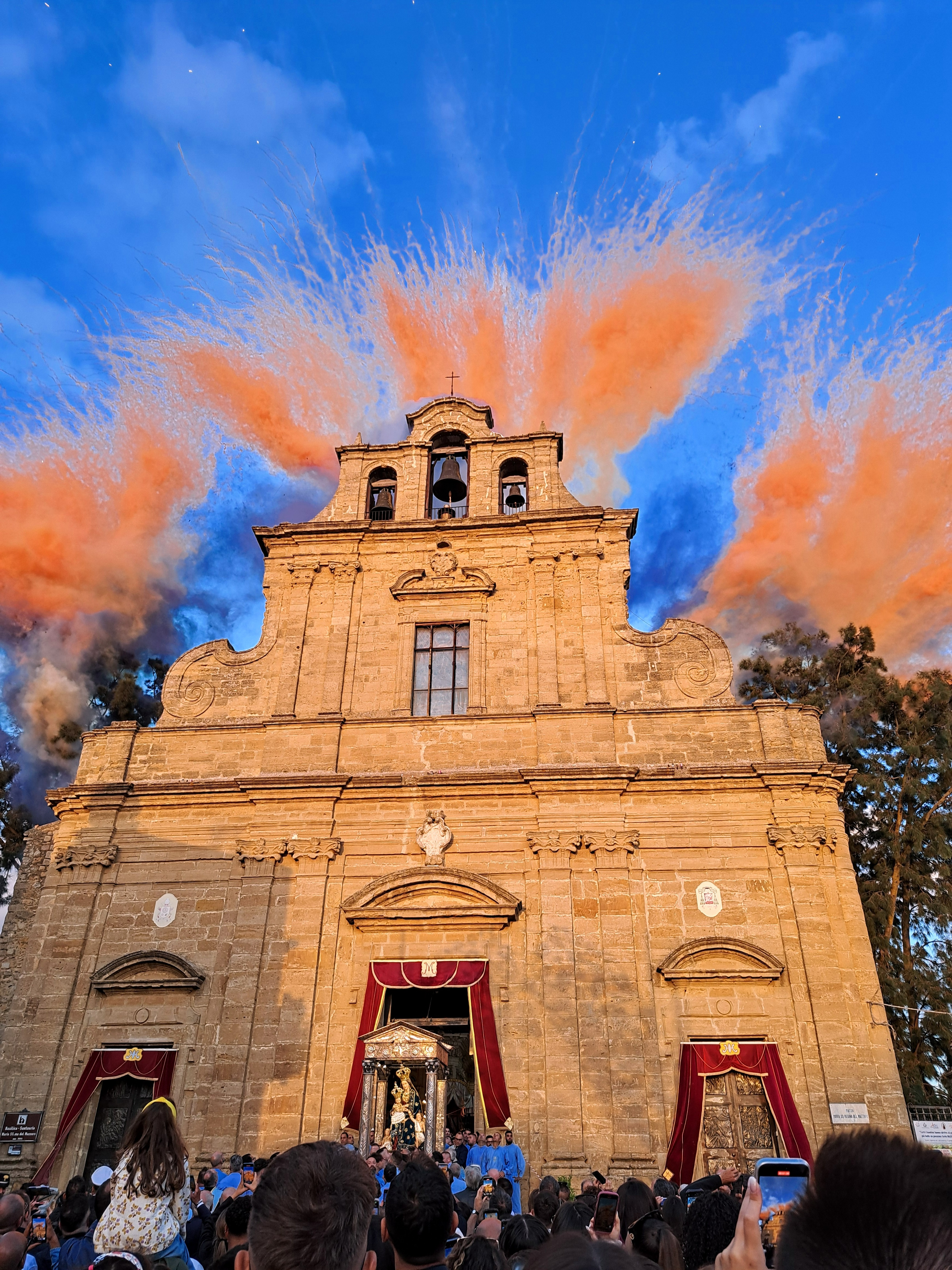
festa patronale
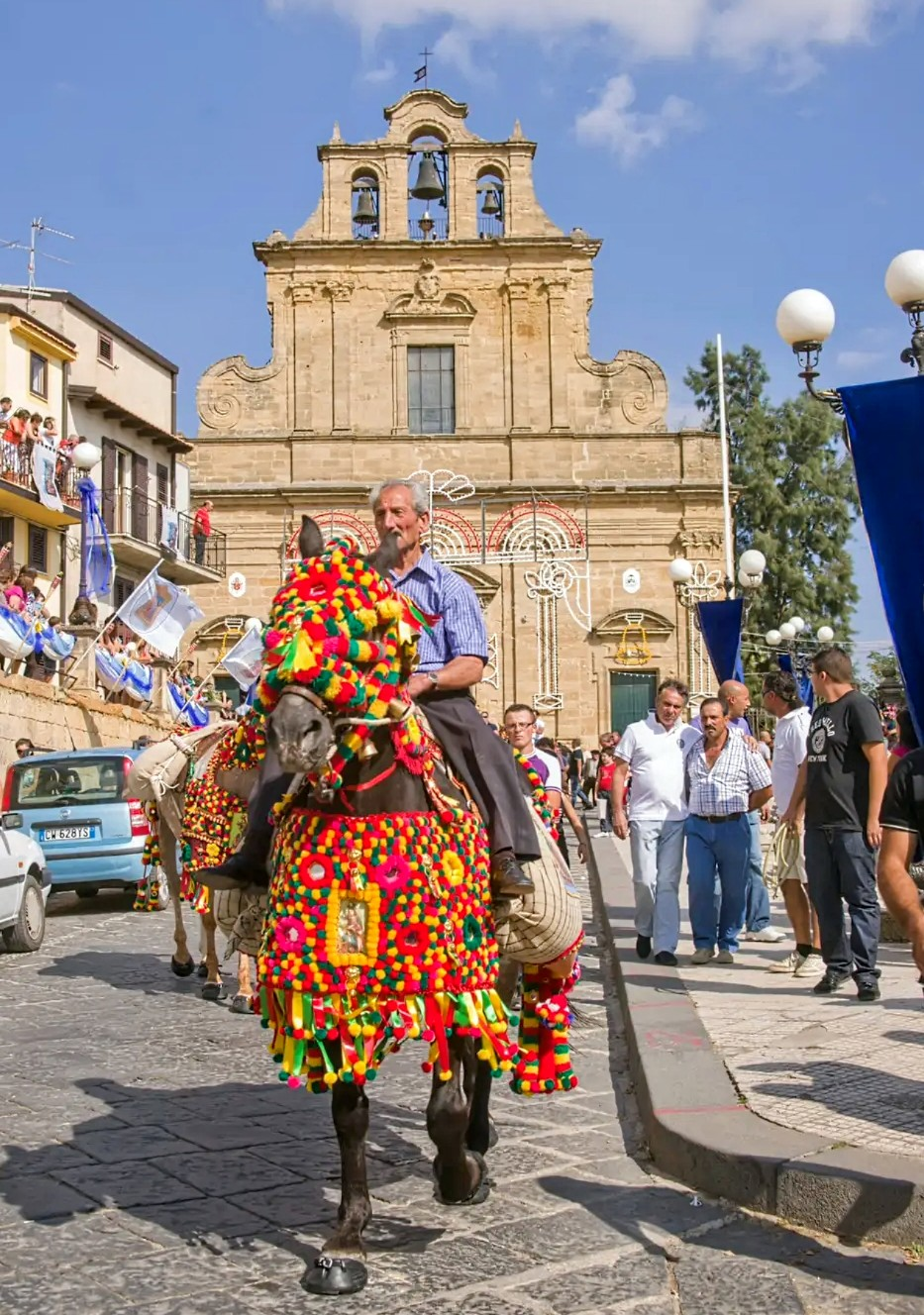
festa patronale
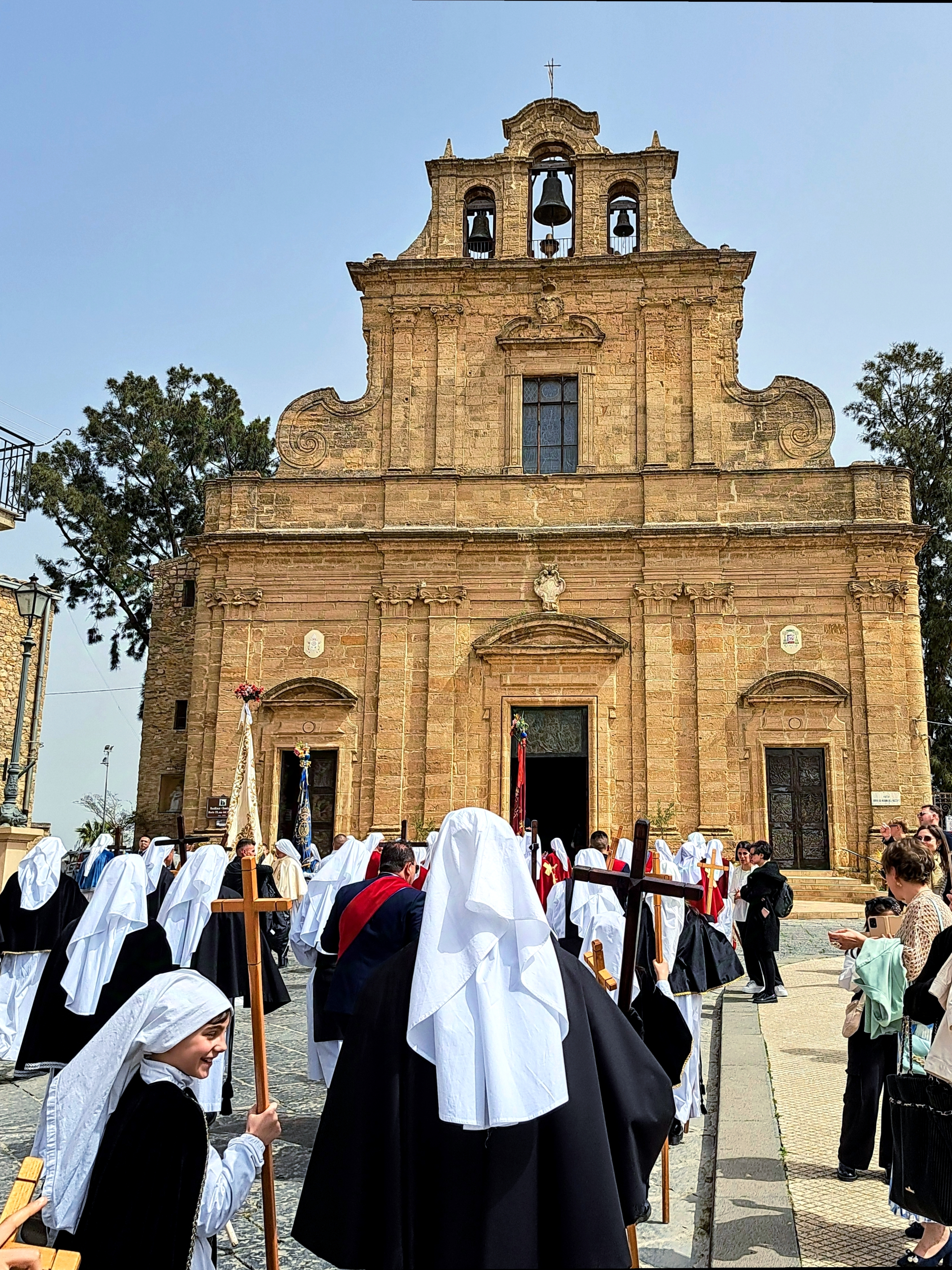
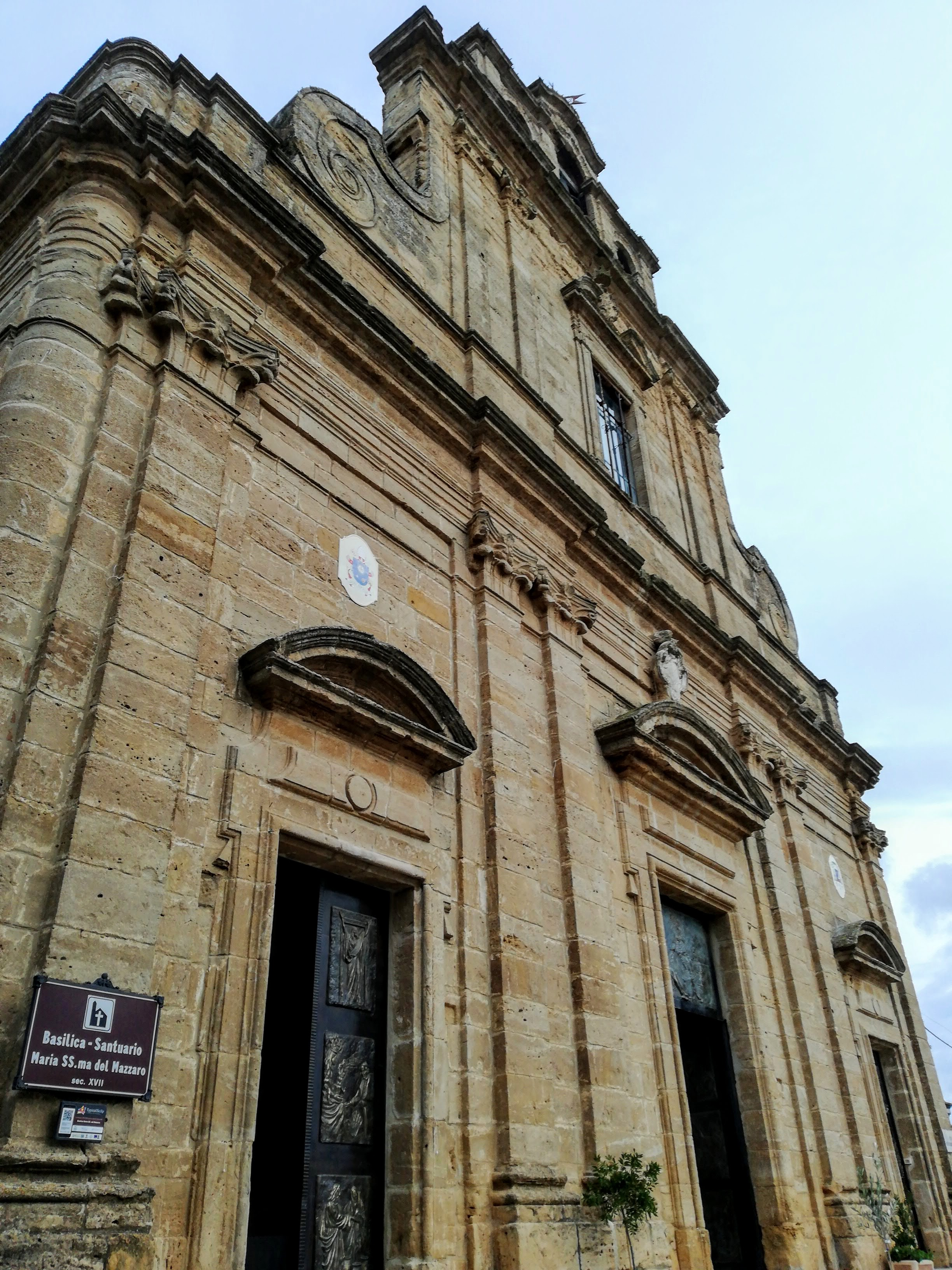
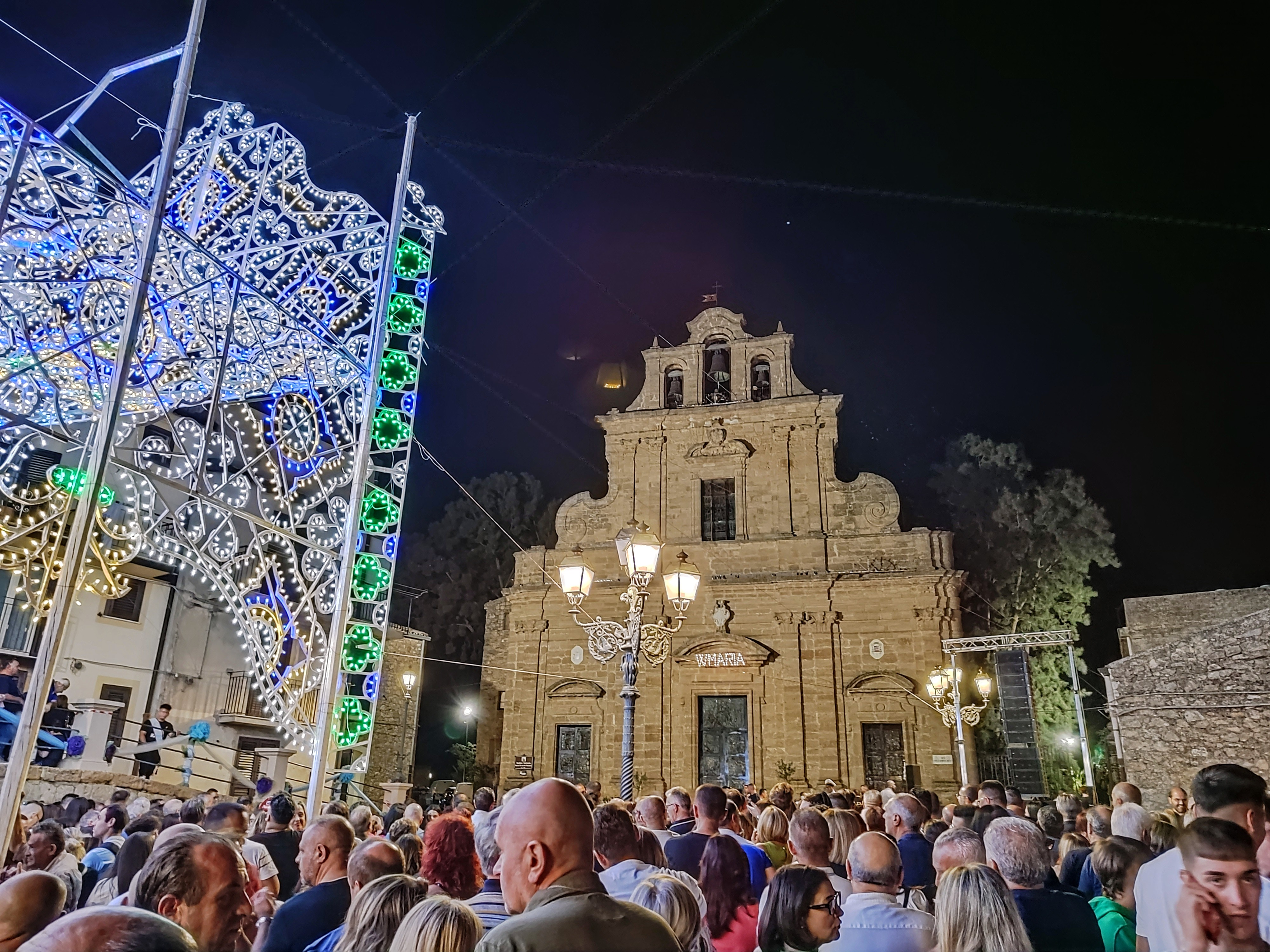